# Lijst van pissebedden
Dit is een alfabetische lijst van op Wikipedia beschreven soorten pissebedden (Isopoda). De lijst heeft vooral nut bij het onderhoud van Wikipedia, en zolang de artikelen over de geslachten nog niet zijn aangemaakt.

## Systematiek
De orde omvat ongeveer 10.000 bekende soorten in ongeveer 120 families, verdeeld over 10 onderorden.
- Anthuridea (marien, maar ook in brak en zoet water)
- Asellota (vooral in de diepzee van de Stille Oceaan en de Atlantische Oceaan, maar ook in zoet water (zoetwaterpissebed))
- Calabozoidea (in zoet water en grondwater van Zuid-Amerika)
- Epicaridea (ectoparasieten op mariene schaaldieren wereldwijd)
- Flabellifera (wereldwijd marien en enkele parasitair in zoet water)
- Gnathiidea (mariene isopoden waarvan de larven parasieten zijn op vissen en de volwassen dieren vrij leven als benthos)
- Microcerberidea (kleine (< 2 mm) interstitiële isopoden, marien en zoet water van de Oost-Pacifische kust van Zuid-Amerika, Afrika, India en de Middellandse Zee)
- Oniscidea (over de hele wereld, vooral in vochtige, maar soms ook in droge locaties aan land)
- Phreatoicidea (in oppervlaktewater, moerassen, meren en grondwater in het zuidelijk halfrond op grote hoogten)
- Valvifera (marien, voornamelijk circumarktisch en Antarctisch, ook in de Europese zeeën)

## A
Aatolana rapax 
- Aatolana schioedtei 
- Aatolana springthorpei 
- Abebaioscia troglodytes 
- Abyssaranea rupis 
- Abyssarcturella cidaris 
- Abyssarcturella panope 
- Abyssarcturus averincevi 
- Abyssianira acutiloba 
- Abyssianira argentenensis 
- Abyssianira bathyalis 
- Abyssianira dentifrons 
- Abyssianira lingula 
- Abyssianira tasmaniensis 
- Abyssoniscus ovalis 
- Acaeroplastes barretoi 
- Acaeroplastes ischianus 
- Acaeroplastes kosswigi 
- Acaeroplastes mateui 
- Acaeroplastes melanurus 
- Acaeroplastes secundum 
- Acaeroplastes syriacus 
- Acanthamunnopsis hystrix 
- Acanthamunnopsis longicornis 
- Acanthamunnopsis milleri 
- Acantharcturus acanthurus 
- Acantharcturus acutipleon 
- Acantharcturus brevipleon 
- Acantharcturus longipleon 
- Acanthaspidia acanthonotus 
- Acanthaspidia bifurcata 
- Acanthaspidia bifurcatoides 
- Acanthaspidia curtispinosa 
- Acanthaspidia decorata 
- Acanthaspidia drygalskii 
- Acanthaspidia hanseni 
- Acanthaspidia iolanthoidea 
- Acanthaspidia laevis 
- Acanthaspidia longiramosa 
- Acanthaspidia mucronata 
- Acanthaspidia namibia 
- Acanthaspidia natalensis 
- Acanthaspidia neonotus 
- Acanthaspidia pleuronotus 
- Acanthaspidia porrecta 
- Acanthaspidia rostrata 
- Acanthaspidia sulcatacornia 
- Acanthaspidia typhlops 
- Acanthastenasellus forficuloides 
- Acanthocope acutispina 
- Acanthocope annulatus 
- Acanthocope argentinae 
- Acanthocope armata 
- Acanthocope carinata 
- Acanthocope eleganta 
- Acanthocope galatheae 
- Acanthocope mendeleevi 
- Acanthocope orbus 
- Acanthocope pentacornis 
- Acanthocope spinicauda 
- Acanthocope spinosissima 
- Acanthocope unicornis 
- Acanthodillo agasketos 
- Acanthodillo barringtonensis 
- Acanthodillo brevicornis 
- Acanthodillo commensalis 
- Acanthodillo erinaceus 
- Acanthodillo formicarum 
- Acanthodillo kioloa 
- Acanthodillo minutus 
- Acanthodillo spinosus 
- Acanthodillo tuberosus 
- Acanthomunna agassizi 
- Acanthomunna beddardi 
- Acanthomunna bettongia 
- Acanthomunna hystrix 
- Acanthomunna lagorchestes 
- Acanthomunna macropus 
- Acanthomunna potorous 
- Acanthomunna proteus 
- Acanthomunna spinipes 
- Acanthomunna tannerensis 
- Acanthoniscus spiniger 
- Acanthoserolis polaris 
- Acanthoserolis schythei 
- Accalathura avena 
- Accalathura barnardi 
- Accalathura bassi 
- Accalathura borradailei 
- Accalathura crenulata 
- Accalathura dimeria 
- Accalathura eulalia 
- Accalathura gigantissima 
- Accalathura gigas 
- Accalathura hastata 
- Accalathura indica 
- Accalathura kensleyi 
- Accalathura laevitelson 
- Accalathura maculata 
- Accalathura normani 
- Accalathura ochotensis 
- Accalathura oryza 
- Accalathura phuketensis 
- Accalathura poa 
- Accalathura schotteae 
- Accalathura sehima 
- Accalathura setosa 
- Accalathura singularia 
- Accalathura sladeni 
- Accalathura spathia 
- Accalathura themeda 
- Accalathura triodea 
- Accalathura vulpia 
- Accalathura wardae 
- Accalathura zoisia 
- Achelion occidentalis 
- Acrobelione anisopoda 
- Acrobelione langi 
- Acrobelione reverberii 
- Actaecia bipleura 
- Actaecia cyphotelson 
- Actaecia euchroa 
- Actaecia formida 
- Actaecia nasuta 
- Actaecia ophiensis 
- Actaecia pallida 
- Actaecia thomsoni 
- Acteoniscus petrochilosi 
- Acutiserolis gerlachei 
- Acutiserolis johnstoni 
- Acutiserolis luethjei 
- Acutiserolis margaretae 
- Acutiserolis neaera 
- Acutiserolis poorei 
- Acutiserolis spinosa 
- Acutomunna foliacea 
- Acutomunna minuta 
- Adajinoperus tetanomorphus 
- Adeloscia dawsoni 
- Adinda carli 
- Adinda conglobator 
- Adinda dollfusi 
- Adinda gigas 
- Adinda lamellata 
- Adinda lobata 
- Adinda malaccensis 
- Adinda nilgiriensis 
- Adinda palniensis 
- Adinda platyperaeon 
- Adinda pulchra 
- Adinda riedeli 
- Adinda scabra 
- Adinda stebbingi 
- Adinda sumatrana 
- Adinda travancorensis 
- Adinda triangulifera 
- Adinda weberi 
- Adoniscus fluviatilis 
- Adoniscus insularis 
- Adoniscus velox 
- Advenogonium fuegiae 
- Aega acuminata 
- Aega acuticauda 
- Aega affinis 
- Aega angustata 
- Aega antennata 
- Aega antillensis 
- Aega approximata 
- Aega bicarinata 
- Aega chelipous 
- Aega concinna 
- Aega crenulata 
- Aega dofleini 
- Aega ecarinata 
- Aega falcata 
- Aega falklandica 
- Aega gracilipes 
- Aega hamiota 
- Aega hirsuta 
- Aega komai 
- Aega lecontii 
- Aega leptonica 
- Aega magnifica 
- Aega maxima 
- Aega megalops 
- Aega microphthalma 
- Aega monophthalma 
- Aega nanhaiensis 
- Aega platyantennata 
- Aega psora 
- Aega punctulata 
- Aega semicarinata 
- Aega serripes 
- Aega sheni 
- Aega stevelowei 
- Aega tridens 
- Aega truncata 
- Aega urotoma 
- Aega webbii 
- Aega whanui 
- Aegapheles alazon 
- Aegapheles antillensis 
- Aegapheles banda 
- Aegapheles birubi 
- Aegapheles copidis 
- Aegapheles deshaysiana 
- Aegapheles excisa 
- Aegapheles japonica 
- Aegapheles kixalles 
- Aegapheles kwazulu 
- Aegapheles mahana 
- Aegapheles musorstom 
- Aegapheles rickbruscai 
- Aegapheles trulla 
- Aegapheles umpara 
- Aegapheles warna 
- Aegathoa elongata 
- Aegathoa oculata 
- Aegiochus antarctica 
- Aegiochus arctica 
- Aegiochus australis 
- Aegiochus beri 
- Aegiochus bertrandi 
- Aegiochus coroo 
- Aegiochus crozetensis 
- Aegiochus cyclops 
- Aegiochus dentata 
- Aegiochus dollfusi 
- Aegiochus francoisae 
- Aegiochus glacialis 
- Aegiochus gordoni 
- Aegiochus gracilipes 
- Aegiochus incisa 
- Aegiochus insomnis 
- Aegiochus kakai 
- Aegiochus kanohi 
- Aegiochus laevis 
- Aegiochus leptonica 
- Aegiochus longicornis 
- Aegiochus nohinohi 
- Aegiochus perulis 
- Aegiochus piihuka 
- Aegiochus plebeia 
- Aegiochus pushkini 
- Aegiochus quadratisinus 
- Aegiochus riwha 
- Aegiochus sarsae 
- Aegiochus spongiophila 
- Aegiochus symmetrica 
- Aegiochus synopthalma 
- Aegiochus tara 
- Aegiochus tenuipes 
- Aegiochus tumida 
- Aegiochus uschakovi 
- Aegiochus ventrosa 
- Aegiochus vigilans 
- Aegiochus weberi 
- Aegonethes antilocapra 
- Aegonethes cervinus 
- Aegoniscus gigas 
- Aegophila socialis 
- Aenigmathura calliandra 
- Aenigmathura helicia 
- Aenigmathura lactanea 
- Aenigmathura lifouensis 
- Aethiopodillo grisea 
- Aethiopodillo sulcata 
- Aethiopopactes chenzemae 
- Aethiopopactes fasciatus 
- Aethiopopactes griseus 
- Aethiopopactes longistilus 
- Aethiopopactes marmoratus 
- Aethiopopactes nigricornis 
- Aethiopopactes pallidus 
- Aethiopopactes somalicus 
- Aethiopopactes trilineatus 
- Afrignathia multicavea 
- Afrocerberus letabai 
- Afrocerceis kenyensis 
- Agaatpissebed 
- Agabiformius corcyraeus 
- Agabiformius lentus 
- Agabiformius modestus 
- Agabiformius obtusus 
- Agabiformius orientalis 
- Agabiformius pulchellus 
- Agabiformius pusillus 
- Agabiformius spatula 
- Agarna bengalensis 
- Agarna cumulus 
- Agarna malayi 
- Agarna pustulosa 
- Agnara carinata 
- Agnara delvecchioi 
- Agnara ferrarai 
- Agnara fragilis 
- Agnara gallagheri 
- Agnara hispida 
- Agnara immsi 
- Agnara madagascariensis 
- Agnara ryukyensis 
- Agnara strzelecki 
- Agnara taprobanica 
- Agostodina munta 
- Agostodina shara 
- Agularcturus granulatus 
- Akermania besucheti 
- Akermania coronata 
- Akermania spinosa 
- Akermania sylvatica 
- Albanthura rotunduropus 
- Albanthura stenodactyla 
- Albertosphoera algerina 
- Alboscia elongata 
- Alboscia ornata 
- Alboscia silveirensis 
- Albunione australiana 
- Albunione indecora 
- Albunione yoda 
- Alcirona grandis 
- Alcirona indica 
- Alcirona krebsii 
- Alcirona multidigitata 
- Alcirona niponia 
- Alcirona papuana 
- Alistratia beroni 
- Alitropus typus 
- Allathelges pakistanensis 
- Allobopyrus rumphiusi 
- Allodiplophryxus floridanus 
- Allokepon hendersoni 
- Allokepon longicauda 
- Allokepon monodi 
- Allokepon sinensis 
- Allokepon tiariniae 
- Alloniscus allspachi 
- Alloniscus balssii 
- Alloniscus gerardi 
- Alloniscus marinus 
- Alloniscus mirabilis 
- Alloniscus nacreus 
- Alloniscus nicobaricus 
- Alloniscus oahuensis 
- Alloniscus pallidulus 
- Alloniscus pardii 
- Alloniscus perconvexus 
- Alloniscus pigmentatus 
- Alloniscus priolensis 
- Alloniscus robustus 
- Alloniscus saipanensis 
- Alloniscus salinarum 
- Alloniscus schadleri 
- Alloniscus silvestrii 
- Alloniscus simplex 
- Alloniscus thalassophilus 
- Allophryxus ruber 
- Allorbimorphus haigae 
- Allorbimorphus lamellosus 
- Allorbimorphus scabriculi 
- Allorostrata ovalis 
- Allorostrata scutifrons 
- Alloschizidium buchnerorum 
- Alloschizidium campanellii 
- Alloschizidium cavernicolum 
- Alloschizidium cottarellii 
- Alloschizidium eeae 
- Alloschizidium igiliense 
- Alloschizidium pruvoti 
- Alloschizidium racovitzai 
- Alloschizidium remyi 
- Alloschizidium sardoum 
- Alpioniscus absoloni 
- Alpioniscus balthasari 
- Alpioniscus boldorii 
- Alpioniscus bosniensis 
- Alpioniscus caprae 
- Alpioniscus cervinus 
- Alpioniscus christiani 
- Alpioniscus dispersus 
- Alpioniscus epigani 
- Alpioniscus escolai 
- Alpioniscus feneriensis 
- Alpioniscus fragilis 
- Alpioniscus giurensis 
- Alpioniscus haasi 
- Alpioniscus henroti 
- Alpioniscus heroldii 
- Alpioniscus herzegowinensis 
- Alpioniscus karamani 
- Alpioniscus kratochvili 
- Alpioniscus magnus 
- Alpioniscus matsakisi 
- Alpioniscus medius 
- Alpioniscus metohicus 
- Alpioniscus slatinensis 
- Alpioniscus strasseri 
- Alpioniscus thracicus 
- Alpioniscus trogirensis 
- Alpioniscus tuberculatus 
- Alpioniscus vardarensis 
- Alpioniscus vejdovskyi 
- Alpioniscus verhoeffi 
- Amakusanthura africana 
- Amakusanthura agonis 
- Amakusanthura angophora 
- Amakusanthura aokii 
- Amakusanthura botosaneanui 
- Amakusanthura brachyscome 
- Amakusanthura californiensis 
- Amakusanthura coppingeri 
- Amakusanthura correa 
- Amakusanthura cosmoledo 
- Amakusanthura dodonaea 
- Amakusanthura dubia 
- Amakusanthura eugenia 
- Amakusanthura geminsula 
- Amakusanthura goodenia 
- Amakusanthura gorgona 
- Amakusanthura hibbertia 
- Amakusanthura iberica 
- Amakusanthura inornata 
- Amakusanthura kingia 
- Amakusanthura koonyumae 
- Amakusanthura lathridia 
- Amakusanthura lechenaultia 
- Amakusanthura libyana 
- Amakusanthura longiantennata 
- Amakusanthura magnifica 
- Amakusanthura mana 
- Amakusanthura melaleuca 
- Amakusanthura moragallae 
- Amakusanthura motasi 
- Amakusanthura olearia 
- Amakusanthura pandorea 
- Amakusanthura paramagnifica 
- Amakusanthura pimelia 
- Amakusanthura pori 
- Amakusanthura signata 
- Amakusanthura significa 
- Amakusanthura tengo 
- Amakusanthura toyamaensis 
- Amakusanthura tristania 
- Amakusanthura vermiformis 
- Amakusanthura wahlenbergia 
- Amazoniscus arlei 
- Amblycephalon indicus 
- Amblycephalon schadleri 
- Ambounia suarezii 
- Amerigoniscus centralis 
- Amerigoniscus curvatus 
- Amerigoniscus georgiensis 
- Amerigoniscus gipsocolus 
- Amerigoniscus henroti 
- Amerigoniscus malheurensis 
- Amerigoniscus nicholasi 
- Amerigoniscus proximus 
- Amerigoniscus rothi 
- Amesopous richardsonae 
- Amphisopus annectens 
- Amphisopus lintoni 
- Amphoroidea angustata 
- Amphoroidea australiensis 
- Amphoroidea elegans 
- Amphoroidea falcifer 
- Amphoroidea longipes 
- Amphoroidea media 
- Amphoroidea typa 
- Amphoroidella elliptica 
- Amuletta abyssorum 
- Anacepon sibogae 
- Ananthura abyssorum 
- Ananthura antipai 
- Ananthura billarderia 
- Ananthura elegans 
- Ananthura luna 
- Ananthura ocellata 
- Ananthura ovalis 
- Ananthura rigida 
- Ananthura sulcaticauda 
- Anaphiloscia sicula 
- Anaphiloscia simoni 
- Anathelges hyphalus 
- Anathelges hyptius 
- Anathelges resupinatus 
- Anathelges thompsoni 
- Anatoliscus longicornis 
- Anchiarthrus derelictus 
- Anchicubaris annobonensis 
- Anchicubaris fongosiensis 
- Anchicubaris scoriformis 
- Anchiphiloscia aelleni 
- Anchiphiloscia africana 
- Anchiphiloscia balssi 
- Anchiphiloscia bicolorata 
- Anchiphiloscia bispinosa 
- Anchiphiloscia brevicauda 
- Anchiphiloscia karongae 
- Anchiphiloscia kenyensis 
- Anchiphiloscia kinolensis 
- Anchiphiloscia longisetosa 
- Anchiphiloscia maculata 
- Anchiphiloscia meruina 
- Anchiphiloscia moundoua 
- Anchiphiloscia ocellata 
- Anchiphiloscia oldongis 
- Anchiphiloscia pallida 
- Anchiphiloscia pilosa 
- Anchiphiloscia rotundata 
- Anchiphiloscia similis 
- Anchiphiloscia suarezii 
- Anchiphiloscia tanzaniana 
- Anchiphiloscia uncinata 
- Ancinus belizensis 
- Ancinus brasiliensis 
- Ancinus depressus 
- Ancinus gaucho 
- Ancinus granulatus 
- Ancinus jarocho 
- Ancinus panamensis 
- Ancinus seticomvus 
- Ancyroniscus bonnieri 
- Ancyroniscus orientalis 
- Andenoniscus schmalfussi 
- Andenoniscus silvaticus 
- Andenoniscus tropicalis 
- Andhracoides shabuddin 
- Andricophiloscia melanesiensis 
- Andricophiloscia pedisetosa 
- Andricophiloscia stepheni 
- Androdeloscia conipus 
- Androdeloscia dalensi 
- Androdeloscia digitata 
- Androdeloscia feistae 
- Androdeloscia ferrarai 
- Androdeloscia hamigera 
- Androdeloscia longiunguis 
- Androdeloscia malleus 
- Androdeloscia merolobata 
- Androdeloscia opercularis 
- Androdeloscia plicatipus 
- Androdeloscia poeppigi 
- Androdeloscia pseudosilvatica 
- Androdeloscia silvatica 
- Androdeloscia taitii 
- Androdeloscia valdezi 
- Androniscus brentanus 
- Androniscus carli 
- Androniscus carynthiacus 
- Androniscus cavernarum 
- Androniscus degener 
- Androniscus noduliger 
- Androniscus paolettii 
- Androniscus roseus 
- Androniscus stygius 
- Androniscus subterraneus 
- Androniscus wolfi 
- Angaribia flavicauda 
- Angaribia kunenensis 
- Angaribia lobata 
- Angeliera cosettae 
- Angeliera dubitans 
- Angeliera gracilis 
- Angeliera ischiensis 
- Angeliera phreaticola 
- Angeliera psamathus 
- Angeliera racovitzai 
- Angeliera rivularis 
- Angeliera xarifae 
- Angliera phreaticola 
- Anilocra abudefdufi 
- Anilocra acanthuri 
- Anilocra acuminata 
- Anilocra acuta 
- Anilocra alloceraea 
- Anilocra amboinensis 
- Anilocra ankistra 
- Anilocra apogonae 
- Anilocra atlantica 
- Anilocra australis 
- Anilocra capensis 
- Anilocra cavicauda 
- Anilocra chaetodontis 
- Anilocra chromis 
- Anilocra clupei 
- Anilocra coxalis 
- Anilocra dimidiata 
- Anilocra elviae 
- Anilocra frontalis 
- Anilocra gigantea 
- Anilocra guinensis 
- Anilocra haemuli 
- Anilocra hedenborgi 
- Anilocra holacanthi 
- Anilocra holocentri 
- Anilocra huacho 
- Anilocra koolanae 
- Anilocra laevis 
- Anilocra leptosoma 
- Anilocra longicauda 
- Anilocra marginata 
- Anilocra meridionalis 
- Anilocra monoma 
- Anilocra montti 
- Anilocra morsicata 
- Anilocra myripristis 
- Anilocra nemipteri 
- Anilocra occidentalis 
- Anilocra partiti 
- Anilocra physodes 
- Anilocra pilchardi 
- Anilocra plebeia 
- Anilocra pomacentri 
- Anilocra prionuri 
- Anilocra recta 
- Anilocra rhodotaenia 
- Anilocra rissoniana 
- Anilocra soelae 
- Anilocra tropica 
- Anisarthrus pelseneeri 
- Anisorbione curva 
- Ankaratridium caecum 
- Anneckella srilankae 
- Annina fustis 
- Annina kumari 
- Annina lacustris 
- Annina mannai 
- Annina mesopotamica 
- Annobodillo coecus 
- Anomophryxus deformatus 
- Anphira branchialis 
- Anphira guianensis 
- Anphira junki 
- Anphira xinguensis 
- Antarcturus alimus 
- Antarcturus andriashevi 
- Antarcturus breidensis 
- Antarcturus caecus 
- Antarcturus furcatus 
- Antarcturus giganteus 
- Antarcturus glacialis 
- Antarcturus hempeli 
- Antarcturus hirsutus 
- Antarcturus hodgsoni 
- Antarcturus horridus 
- Antarcturus johnstoni 
- Antarcturus kamtschaticus 
- Antarcturus kilepoae 
- Antarcturus kladophoros 
- Antarcturus multispinis 
- Antarcturus nonatoi 
- Antarcturus oryx 
- Antarcturus pacificus 
- Antarcturus polaris 
- Antarcturus princeps 
- Antarcturus schmidti 
- Antarcturus signiensis 
- Antarcturus spinacoronatus 
- Antarcturus strasseni 
- Antarcturus usitatus 
- Antarcturus weddelli 
- Antarcturus zenkevitchi 
- Antennuloniscus alfi 
- Antennuloniscus amatus 
- Antennuloniscus armatus 
- Antennuloniscus dilatatus 
- Antennuloniscus dimeroceras 
- Antennuloniscus dimoceras 
- Antennuloniscus diversus 
- Antennuloniscus latoperculus 
- Antennuloniscus lincolni 
- Antennuloniscus menziesi 
- Antennuloniscus ornatus 
- Antennuloniscus quadratus 
- Antennuloniscus simplex 
- Antennuloniscus subellipticus 
- Antennulosignum elegans 
- Antephyra limacis 
- Anthelura elongata 
- Anthomuda affinis 
- Anthomuda alba 
- Anthomuda chorizema 
- Anthomuda cracens 
- Anthomuda hapla 
- Anthomuda hovea 
- Anthomuda poorei 
- Anthomuda quadrilineata 
- Anthrodillo perkeo 
- Anthura gracilis 
- Antidorcasia elongata 
- Antrolana lira 
- Anuropodione australiensis 
- Anuropodione carolinensis 
- Anuropodione dubius 
- Anuropodione megacephalon 
- Anuropodione senegalensis 
- Anuropus aeronautus 
- Anuropus antarcticus 
- Anuropus australis 
- Anuropus bathypelagicus 
- Anuropus branchiatus 
- Anuropus kussakini 
- Anuropus novaezealandiae 
- Anuropus pacificus 
- Anuropus panteni 
- Anuropus sanguineus 
- Apanthura addui 
- Apanthura banksia 
- Apanthura bruscai 
- Apanthura callitris 
- Apanthura childi 
- Apanthura corsica 
- Apanthura cracenta 
- Apanthura dimorpha 
- Apanthura drosera 
- Apanthura excavata 
- Apanthura forceps 
- Apanthura fusei 
- Apanthura harringtoniensis 
- Apanthura honshuensis 
- Apanthura indonesiensis 
- Apanthura insignifica 
- Apanthura isotoma 
- Apanthura kennedia 
- Apanthura lambertia 
- Apanthura microps 
- Apanthura mirbelia 
- Apanthura monodi 
- Apanthura pariensis 
- Apanthura pultenaea 
- Apanthura restio 
- Apanthura robertiana 
- Apanthura sandalensis 
- Apanthura senegalensis 
- Apanthura shikokuensis 
- Apanthura stanjeki 
- Apanthura stipa 
- Apanthura stocki 
- Apanthura styphelia 
- Apanthura thryptomene 
- Apanthura tiomanae 
- Apanthura trioculata 
- Apanthura tyrrhenica 
- Apanthura vaitapensu 
- Apanthura wudu 
- Apanthura xanthorrhoea 
- Apanthura xenocheir 
- Apanthura zeewykae 
- Apanthuroides aldabrae 
- Apanthuroides calculosa 
- Apanthuroides coralliophilus 
- Apanthuroides fijiensis 
- Apanthuroides foveolata 
- Apanthuroides mediterranea 
- Apanthuroides millae 
- Apanthuroides spathulicauda 
- Apanthuropsis richea 
- Apemosphaera naranagi 
- Aphantolana costaricensis 
- Aphantolana moortgati 
- Aphantolana sphaeromiformis 
- Aphiloscia annulicornis 
- Aphiloscia bipunctata 
- Aphiloscia congolensis 
- Aphiloscia cunningtoni 
- Aphiloscia fusca 
- Aphiloscia guttulata 
- Aphiloscia humicola 
- Aphiloscia jocquei 
- Aphiloscia maculicornis 
- Aphiloscia madagascarensis 
- Aphiloscia marangua 
- Aphiloscia marginata 
- Aphiloscia montana 
- Aphiloscia ovamboensis 
- Aphiloscia parva 
- Aphiloscia rwandaensis 
- Aphiloscia sordida 
- Aphiloscia tinglei 
- Aphiloscia trifasciata 
- Aphiloscia verhoeffi 
- Aphiloscia victoriana 
- Aphiloscia vilis 
- Apocepon digitatum 
- Apocepon leucosiae 
- Apocepon pulcher 
- Apocumoechus paranebaliae 
- Apophrixus constrictus 
- Apophrixus philippinensis 
- Aporobopyrina amboinae 
- Aporobopyrina anomala 
- Aporobopyrina javaensis 
- Aporobopyrina lamellata 
- Aporobopyroides upogebiae 
- Aporobopyrus aduliticus 
- Aporobopyrus bonairensis 
- Aporobopyrus bourdonis 
- Aporobopyrus calypso 
- Aporobopyrus collardi 
- Aporobopyrus curtatus 
- Aporobopyrus dollfusi 
- Aporobopyrus enosteoidis 
- Aporobopyrus galleonus 
- Aporobopyrus gracilis 
- Aporobopyrus megacephalon 
- Aporobopyrus muguensis 
- Aporobopyrus orientalis 
- Aporobopyrus oviformis 
- Aporobopyrus parvulus 
- Aporobopyrus parvus 
- Aporobopyrus petrolistheae 
- Aporobopyrus pleopodatus 
- Aporobopyrus retrorsa 
- Aporobopyrus ryukyuensis 
- Aporobopyrus trilobatus 
- Arcangeloscia buettneroides 
- Arcangeloscia congolensis 
- Arcangeloscia curvitelson 
- Arcangeloscia longistyla 
- Arcangeloscia meridionalis 
- Arcangeloscia microphthalma 
- Arcangeloscia porcellioides 
- Arcangeloscia puylaerti 
- Archaeoscia singularis 
- Arctopsis melitensis 
- Arcturidae incertae sedis alcicornis 
- Arcturidae incertae sedis brevicornis 
- Arcturidae incertae sedis dentatus 
- Arcturidae incertae sedis nodosus 
- Arcturidae incertae sedis serrulatus 
- Arcturidae incertae sedis simplicissimus 
- Arcturides acuminatus 
- Arcturides cornutus 
- Arcturina cylindralis 
- Arcturina hexagonalis 
- Arcturina plumbiformis 
- Arcturina psittacus 
- Arcturina rhomboidalis 
- Arcturina scutula 
- Arcturina triangularis 
- Arcturinella banyulensis 
- Arcturinoides angulata 
- Arcturinoides dakhla 
- Arcturinoides gibbosus 
- Arcturinoides sexpes 
- Arcturocheres gaussicola 
- Arcturocheres pulchripes 
- Arcturopsis giardi 
- Arcturopsis rudis 
- Arcturopsis senegalensis 
- Arcturus acuticaudalis 
- Arcturus anophthalmus 
- Arcturus asper 
- Arcturus baffini 
- Arcturus beringanus 
- Arcturus caribbaeus 
- Arcturus crassispinis 
- Arcturus crenulatus 
- Arcturus diversispinis 
- Arcturus granulatus 
- Arcturus hastatus 
- Arcturus hastiger 
- Arcturus longispinis 
- Arcturus lytocarpicola 
- Arcturus macrurus 
- Arcturus magnispinis 
- Arcturus ochotensis 
- Arcturus parvus 
- Arcturus pawneeanus 
- Arcturus primus 
- Arcturus scabrosus 
- Arcturus seminudus 
- Arcturus setosus 
- Arcturus spinata 
- Arcturus subtilis 
- Arcturus tarasovi 
- Arcturus ulbani 
- Arcturus verrucosus 
- Argathona confine 
- Argathona crenulata 
- Argathona hanseni 
- Argathona hirsuta 
- Argathona japonica 
- Argathona macronema 
- Argathona muraeneae 
- Argathona normani 
- Argathona parca 
- Argathona rhinoceros 
- Argathona rostrata 
- Argathona setosa 
- Argathona stebbingi 
- Argathona sulcata 
- Argeia atlantica 
- Argeia lowisi 
- Argeia nierstraszi 
- Argeia pugettensis 
- Argeiopsis inhacae 
- Argeiopsis kensleyi 
- Arhina barkulensis 
- Armadillidium aegaeum 
- Armadillidium aelleni 
- Armadillidium alassiense 
- Armadillidium albanicum 
- Armadillidium albifrons 
- Armadillidium albigauni 
- Armadillidium ameglioi 
- Armadillidium amicorum 
- Armadillidium anconanum 
- Armadillidium apenninigenum 
- Armadillidium apenninorum 
- Armadillidium apfelbecki 
- Armadillidium apuanum 
- Armadillidium arcadicum 
- Armadillidium arcangelii 
- Armadillidium argentarium 
- Armadillidium argolicum 
- Armadillidium armeniensis 
- Armadillidium artense 
- Armadillidium assimile 
- Armadillidium atticum 
- Armadillidium azerbaidzhanum 
- Armadillidium badium 
- Armadillidium baldense 
- Armadillidium banaci 
- Armadillidium banaticum 
- Armadillidium beieri 
- Armadillidium bensei 
- Armadillidium bicurvatum 
- Armadillidium bifidum 
- Armadillidium bimarginatum 
- Armadillidium bosniensis 
- Armadillidium brambillae 
- Armadillidium brentanum 
- Armadillidium brevicaudatum 
- Armadillidium brunneum 
- Armadillidium canaliferum 
- Armadillidium carniolense 
- Armadillidium carynthiacum 
- Armadillidium cavannai 
- Armadillidium cavernarum 
- Armadillidium cephalonicum 
- Armadillidium cetinjense 
- Armadillidium chazaliei 
- Armadillidium clausii 
- Armadillidium clavigerum 
- Armadillidium coelatum 
- Armadillidium corcyraeum 
- Armadillidium cruzi 
- Armadillidium cythereium 
- Armadillidium dalmaticum 
- Armadillidium decipiens 
- Armadillidium decorum 
- Armadillidium delattini 
- Armadillidium depressum 
- Armadillidium djebalensis 
- Armadillidium dollfusi 
- Armadillidium ehrenbergii 
- Armadillidium emmae 
- Armadillidium ephesiacum 
- Armadillidium epirense 
- Armadillidium espanyoli 
- Armadillidium esterelanum 
- Armadillidium etruriae 
- Armadillidium euxinum 
- Armadillidium fallax 
- Armadillidium ficalbii 
- Armadillidium flavoscutatum 
- Armadillidium fossuligerum 
- Armadillidium frontemarginatum 
- Armadillidium frontetriangulum 
- Armadillidium frontirostre 
- Armadillidium frontisignum 
- Armadillidium furcatum 
- Armadillidium gallicum 
- Armadillidium garumnicum 
- Armadillidium germanicum 
- Armadillidium gerstaeckeri 
- Armadillidium gestroi 
- Armadillidium globosum 
- Armadillidium graecorum 
- Armadillidium granulatum 
- Armadillidium granum 
- Armadillidium grimmi 
- Armadillidium hauseni 
- Armadillidium hemprichii 
- Armadillidium herzegowinense 
- Armadillidium hessei 
- Armadillidium hirtum 
- Armadillidium holzi 
- Armadillidium humectum 
- Armadillidium humile 
- Armadillidium hungaricum 
- Armadillidium hybridum 
- Armadillidium hydrense 
- Armadillidium inflatum 
- Armadillidium insulanum 
- Armadillidium irmengardis 
- Armadillidium janinensis 
- Armadillidium jonicum 
- Armadillidium justi 
- Armadillidium kalamatense 
- Armadillidium kalamium 
- Armadillidium klaptoczi 
- Armadillidium klugii 
- Armadillidium kossuthi 
- Armadillidium kuehnelti 
- Armadillidium laconicum 
- Armadillidium lagrecai 
- Armadillidium laminigerum 
- Armadillidium lanzai 
- Armadillidium lemnium 
- Armadillidium littorale 
- Armadillidium lobocurvum 
- Armadillidium luridum 
- Armadillidium lusitanicum 
- Armadillidium lymberakisi 
- Armadillidium maccagnoi 
- Armadillidium maculatum 
- Armadillidium maniatum 
- Armadillidium mareoticum 
- Armadillidium marinense 
- Armadillidium marinensium 
- Armadillidium marmoratum 
- Armadillidium marmorivagum 
- Armadillidium mateui 
- Armadillidium messenicum 
- Armadillidium mohamedanicum 
- Armadillidium mycenaeum 
- Armadillidium narentanum 
- Armadillidium naxium 
- Armadillidium nigrum 
- Armadillidium nitidulus 
- Armadillidium obenbergi 
- Armadillidium odysseum 
- Armadillidium oglasae 
- Armadillidium olympiacum 
- Armadillidium omblae 
- Armadillidium ormeanum 
- Armadillidium paeninsulae 
- Armadillidium pallasii 
- Armadillidium pallidum 
- Armadillidium panningi 
- Armadillidium pardoi 
- Armadillidium pardoni 
- Armadillidium parvum 
- Armadillidium pelagicum 
- Armadillidium pelionense 
- Armadillidium pellegrinense 
- Armadillidium peloponnesiacum 
- Armadillidium peraccae 
- Armadillidium pilosellum 
- Armadillidium portofinense 
- Armadillidium pretusi 
- Armadillidium pseudassimile 
- Armadillidium pseudovulgare 
- Armadillidium pujetanum 
- Armadillidium quadrifrons 
- Armadillidium quinquepustulatum 
- Armadillidium rhodopinum 
- Armadillidium riparium 
- Armadillidium rosai 
- Armadillidium ruffoi 
- Armadillidium samium 
- Armadillidium samothracium 
- Armadillidium sanctum 
- Armadillidium savonense 
- Armadillidium saxivagum 
- Armadillidium scaberrimum 
- Armadillidium scabrum 
- Armadillidium schoeblii 
- Armadillidium schulzi 
- Armadillidium serrai 
- Armadillidium serratum 
- Armadillidium siculorum 
- Armadillidium silvestrii 
- Armadillidium simile 
- Armadillidium simoni 
- Armadillidium sordidum 
- Armadillidium speyeri 
- Armadillidium spinosum 
- Armadillidium steindachneri 
- Armadillidium stolikanum 
- Armadillidium storkani 
- Armadillidium strinatii 
- Armadillidium stygium 
- Armadillidium stymphalicum 
- Armadillidium subdentatum 
- Armadillidium sulcatum 
- Armadillidium tabacarui 
- Armadillidium teramense 
- Armadillidium thessalorum 
- Armadillidium tigris 
- Armadillidium tirolense 
- Armadillidium torchiai 
- Armadillidium traiana 
- Armadillidium tripolitzense 
- Armadillidium tunetanum 
- Armadillidium tyrrhenum 
- Armadillidium vallombrosae 
- Armadillidium valonae 
- Armadillidium variegatum 
- Armadillidium veluchieuse 
- Armadillidium verhoeffi 
- Armadillidium versicolor 
- Armadillidium versluysi 
- Armadillidium voidiensis 
- Armadillidium werneri 
- Armadillidium willii 
- Armadillidium xerovunense 
- Armadillidium zangherii 
- Armadillidium zenckeri 
- Armadillidium zuellichi 
- Armadillo acapulcensis 
- Armadillo affinis 
- Armadillo albipes 
- Armadillo albomaculatus 
- Armadillo albomarginatus 
- Armadillo albus 
- Armadillo alievi 
- Armadillo almerius 
- Armadillo ankaratrae 
- Armadillo arcuatus 
- Armadillo benitensis 
- Armadillo bituberculatus 
- Armadillo bolivari 
- Armadillo borelli 
- Armadillo carmelensis 
- Armadillo cassida 
- Armadillo cinereus 
- Armadillo collinus 
- Armadillo confalonierii 
- Armadillo conglobator 
- Armadillo erythroleucus 
- Armadillo euthele 
- Armadillo exter 
- Armadillo flavescens 
- Armadillo glomerulus 
- Armadillo graevei 
- Armadillo haedillus 
- Armadillo hirsutus 
- Armadillo immotus 
- Armadillo infuscatus 
- Armadillo insularis 
- Armadillo interger 
- Armadillo intermixtus 
- Armadillo jordanius 
- Armadillo kinzelbachi 
- Armadillo latifrons 
- Armadillo liliputanus 
- Armadillo makuae 
- Armadillo mayeti 
- Armadillo minutus 
- Armadillo moncayotus 
- Armadillo montanus 
- Armadillo nigromarginatus 
- Armadillo obliquedens 
- Armadillo officinalis 
- Armadillo pallidus 
- Armadillo platypleon 
- Armadillo proximatus 
- Armadillo pseudomayeti 
- Armadillo pygmaeus 
- Armadillo quadritracheatus 
- Armadillo rhodesiensis 
- Armadillo rouxi 
- Armadillo salisburyensis 
- Armadillo sennai 
- Armadillo sodalis 
- Armadillo solumcolus 
- Armadillo sordidus 
- Armadillo stuckchensis 
- Armadillo transpilosus 
- Armadillo troglophilus 
- Armadillo tuberculatus 
- Armadilloniscus aegaeus 
- Armadilloniscus aestuarii 
- Armadilloniscus albus 
- Armadilloniscus amakusaensis 
- Armadilloniscus biltoni 
- Armadilloniscus bulgaricus 
- Armadilloniscus candidus 
- Armadilloniscus caraibicus 
- Armadilloniscus cecconii 
- Armadilloniscus conglobator 
- Armadilloniscus coronacapitalis 
- Armadilloniscus ellipticus 
- Armadilloniscus hawaiianus 
- Armadilloniscus holmesi 
- Armadilloniscus hoonsooi 
- Armadilloniscus iliffei 
- Armadilloniscus indicus 
- Armadilloniscus japonicus 
- Armadilloniscus lamellatus 
- Armadilloniscus lanyuensis 
- Armadilloniscus letourneuxi 
- Armadilloniscus lindahli 
- Armadilloniscus littoralis 
- Armadilloniscus malaccensis 
- Armadilloniscus mekranensis 
- Armadilloniscus minutus 
- Armadilloniscus mirabilis 
- Armadilloniscus ninae 
- Armadilloniscus notojimensis 
- Armadilloniscus ornatocephalus 
- Armadilloniscus quadricornis 
- Armadilloniscus steptus 
- Armadilloniscus tuberculatus 
- Arthrophryxus beringanus 
- Artopoles capensis 
- Artopoles natalis 
- Artystone bolivianensis 
- Artystone minima 
- Artystone trysibia 
- Arubolana aruboides 
- Arubolana imula 
- Arubolana parvioculata 
- Ascionana bassiana 
- Ascionana bathyalis 
- Ascionana curvifrons 
- Ascionana darwinia 
- Ascionana dentifera 
- Ascionana laevifrons 
- Ascionana latirima 
- Ascionana magnetica 
- Ascionana minuta 
- Ascionana notaedorsalis 
- Ascionana rhipis 
- Ascionana rockinghamia 
- Ascionana rottnestia 
- Ascionana tassiana 
- Asconiscus simplex 
- Asellus (Arctasellus) alaskensis 
- Asellus (Arctasellus) birsteini 
- Asellus (Arctasellus) latifrons 
- Asellus (Asellus) amamiensis 
- Asellus (Asellus) balcanicus 
- Asellus (Asellus) epimeralis 
- Asellus (Asellus) ezoensis 
- Asellus (Asellus) hilgendorfii 
- Asellus (Asellus) hyugaensis 
- Asellus (Asellus) kosswigi 
- Asellus (Asellus) kumaensis 
- Asellus (Asellus) levanidovorum 
- Asellus (Asellus) monticola 
- Asellus (Asellus) musashiensis 
- Asellus (Asellus) primoryensis 
- Asellus (Asellus) shikokuensis 
- Asellus (Asellus) tamaensis 
- Asellus (Mesoasellus) dybowskii 
- Ashtonia eucalyptorum 
- Asotana formosa 
- Asotana magnifica 
- Asotana splendida 
- Aspidarachna carinata 
- Aspidarachna clypeata 
- Aspidarachna glabra 
- Aspidarachna sekhari 
- Aspidoniscus perplexus 
- Aspidophryxus discoformis 
- Aspidophryxus frontalis 
- Aspidophryxus japonicus 
- Aspidophryxus peltatus 
- Astacilla amblyura 
- Astacilla arietina 
- Astacilla axeli 
- Astacilla bispinata 
- Astacilla bocagei 
- Astacilla bonnierii 
- Astacilla boreaphilis 
- Astacilla brevipes 
- Astacilla caeca 
- Astacilla carlosteroi 
- Astacilla cingulata 
- Astacilla corniger 
- Astacilla cornuta 
- Astacilla cymodocea 
- Astacilla danmoniensis 
- Astacilla depressa 
- Astacilla dilatata 
- Astacilla dollfusi 
- Astacilla eminentia 
- Astacilla estherae 
- Astacilla gibbossa 
- Astacilla glabrus 
- Astacilla gorgonophila 
- Astacilla granulata 
- Astacilla intermedia 
- Astacilla laevis 
- Astacilla lasallae 
- Astacilla lauffi 
- Astacilla lewtonae 
- Astacilla lineata 
- Astacilla lobulata 
- Astacilla longicornis 
- Astacilla longipes 
- Astacilla longispina 
- Astacilla marna 
- Astacilla mccaini 
- Astacilla mediterranea 
- Astacilla monodi 
- Astacilla nodosa 
- Astacilla paucisetosa 
- Astacilla poorei 
- Astacilla pusilla 
- Astacilla pustulata 
- Astacilla sawayae 
- Astacilla serrata 
- Astacilla spinata 
- Astacilla spinicutis 
- Astacilla tayronae 
- Astacilla tranquilla 
- Astacilloechus ingolfi 
- Astalione cruciaria 
- Astrurus crucicauda 
- Astrurus horrida 
- Astrurus ornatus 
- Asymmetrione aequalis 
- Asymmetrione ambodistorta 
- Asymmetrione asymmetrica 
- Asymmetrione clibanarii 
- Asymmetrione dardani 
- Asymmetrione desultor 
- Asymmetrione foresti 
- Asymmetrione globifera 
- Asymmetrione nossibensis 
- Asymmetrione sallyae 
- Asymmetrione shiinoi 
- Asymmetrorbione drepanopleon 
- Asymmetrorbione kempi 
- Atarbolana dasycolus 
- Atarbolana exoconta 
- Atarbolana setosa 
- Athelges aegyptius 
- Athelges ankistron 
- Athelges bilobus 
- Athelges caudalis 
- Athelges cladophorus 
- Athelges guitarra 
- Athelges intermedia 
- Athelges intermediaire 
- Athelges lacertosi 
- Athelges paguri 
- Athelges pelagosae 
- Athelges prideauxii 
- Athelges takanoshimensis 
- Athelges tenuicaudis 
- Atlantasellus cavernicolus 
- Atlantasellus dominicanus 
- Atlantoniscus primitivus 
- Atlantoscia floridana 
- Atlantoscia rubromarginata 
- Atlantoserolis agassizi 
- Atlantoserolis menziesi 
- Atlantoserolis vemae 
- Atlantoserolis venusta 
- Atracheodillo marmorivagus 
- Atypocepon intermedium 
- Aulacodillo thomseni 
- Aulaconiscus caecus 
- Australiodillo anomalus 
- Australiodillo armus 
- Australiodillo bifrons 
- Australiodillo haplophthalmides 
- Australiodillo insularis 
- Australiodillo muscosus 
- Australiodillo neocaledoniensis 
- Australiodillo primitivus 
- Australiodillo setosus 
- Australoniscus springetti 
- Australophiloscia myrmecophila 
- Australophiloscia nichollsi 
- Australophiloscia societatis 
- Austrarcturella aphelura 
- Austrarcturella brychia 
- Austrarcturella callosa 
- Austrarcturella cava 
- Austrarcturella corona 
- Austrarcturella galathea 
- Austrarcturella hirsuta 
- Austrarcturella inornata 
- Austrarcturella macrokola 
- Austrarcturella oculata 
- Austrarcturella pictila 
- Austrarcturella sexspinosa 
- Austrarcturella spinipes 
- Austrarcturella thetidis 
- Austrasphaera berentsae 
- Austrasphaera springthorpei 
- Austridotea annectens 
- Austridotea benhami 
- Austridotea lacustris 
- Austridotea rotundicauda 
- Austrimunna antarctica 
- Austroarcturus africanus 
- Austroarcturus dayi 
- Austroarcturus foveolatus 
- Austroarcturus laevis 
- Austroarcturus quadriconus 
- Austroarcturus similis 
- Austrochaetilia capeli 
- Austrofilius arnaudi 
- Austrofilius furcatus 
- Austrofilius mediterraneanus 
- Austrofilius mediterraneus 
- Austrofilius serratus 
- Austrogonium abyssale 
- Austrogonium japonicum 
- Austronanus aucklandensis 
- Austronanus dentatus 
- Austronanus dubius 
- Austronanus gelidus 
- Austronanus glacialis 
- Austronanus mawsoni 
- Austronanus specimen A 
- Austroniscus acutus 
- Austroniscus chelus 
- Austroniscus coronatus 
- Austroniscus groenlandicus 
- Austroniscus karamani 
- Austroniscus norbi 
- Austroniscus obscurus 
- Austroniscus ovalis 
- Austroniscus rotundatus 
- Austroniscus vinogradovi 
- Austrosignum dubia 
- Austrosignum escandellae 
- Austrosignum glaciale 
- Austrosignum globifrons 
- Austrosignum grande 
- Austrosignum incisa 
- Austrosignum latifrons 
- Azygopleon schmitti

## B
Baconaoscia negreai 
- Baeonectes improvisus 
- Baeonectes muticus 
- Baeonectes ochotensis 
- Baeonectes pavlenkoi 
- Baeonectes pygmaea 
- Bahalana abacoana 
- Bahalana bowmani 
- Bahalana caicosana 
- Bahalana cardiopus 
- Bahalana exumina 
- Bahalana geracei 
- Baharilana bisulcata 
- Baharilana kiabii 
- Baharilana koloura 
- Baharilana lira 
- Baharilana richmondi 
- Baicalasellus angarensis 
- Baicalasellus baicalensis 
- Baicalasellus korotnevi 
- Baicalasellus minutus 
- Balanopleon tortuganus 
- Balbidocolon atlanticum 
- Balbidocolon polare 
- Balearonethes sesrodesanaus 
- Balkanoniscus minimus 
- Balkanostenasellus rumelicus 
- Balkanostenasellus skopljensis 
- Ballodillium pilosum 
- Balloniscus brevicornis 
- Balloniscus glaber 
- Balloniscus insularum-infra-ventum 
- Balloniscus maculatus 
- Balloniscus nigricans 
- Balloniscus paraquayanus 
- Balloniscus sellowii 
- Banatoniscus karbani 
- Barbarosphaera lucasi 
- Barnardillo barnardi 
- Barnardillo montanus 
- Barnardillo mucidus 
- Barnardillo wareni 
- Barnardoscia demarcata 
- Barnardoscia maculata 
- Barrowdillo pseudopyrgoniscus 
- Barybrotes indus 
- Basserolis franklinae 
- Basserolis kimblae 
- Batedotea elongata 
- Bathione humboldtensis 
- Bathione magnafolia 
- Bathybadistes andrewsi 
- Bathybadistes argentinae 
- Bathybadistes fragilis 
- Bathybadistes gurjanovae 
- Bathybadistes hoplitis 
- Bathybadistes longipes 
- Bathybadistes multispinosa 
- Bathybadistes scabra 
- Bathybadistes spinosissima 
- Bathybadistes tuberculata 
- Bathybadistes venusta 
- Bathycopea daltonae 
- Bathycopea dicarina 
- Bathycopea ivanoi 
- Bathycopea oculata 
- Bathycopea parallela 
- Bathycopea typhlops 
- Bathygnathia adlerzia 
- Bathygnathia affinis 
- Bathygnathia bathybia 
- Bathygnathia cardiocondyla 
- Bathygnathia curvirostris 
- Bathygnathia depaolorosae 
- Bathygnathia japonica 
- Bathygnathia magnifica 
- Bathygnathia monodi 
- Bathygnathia oedipus 
- Bathygnathia opisthopsis 
- Bathygnathia porca 
- Bathygnathia segonzaci 
- Bathygnathia tapinoma 
- Bathygnathia vollenhovia 
- Bathygonium moskalevi 
- Bathygyge grandis 
- Bathylana apalpalis 
- Bathynatalia gilchristi 
- Bathynomus affinis 
- Bathynomus brucei 
- Bathynomus bruscai 
- Bathynomus crosnieri 
- Bathynomus decemspinosus 
- Bathynomus doederleinii 
- Bathynomus immanis 
- Bathynomus kapala 
- Bathynomus keablei 
- Bathynomus kensleyi 
- Bathynomus lowryi 
- Bathynomus miyarei 
- Bathynomus obtusus 
- Bathynomus pelor 
- Bathynomus richeri 
- Bathyopsurus abyssicolus 
- Bathyopsurus nybelini 
- Bathytropa colasi 
- Bathytropa dollfusi 
- Bathytropa granulata 
- Bathytropa meinerti 
- Bathytropa roatanei 
- Bathytropa tuberculata 
- Bathytropa wahrmani 
- Bathytropa zuffoi 
- Beatricesphaera ruthae 
- Bellibos (Bellibos) buzwilsoni 
- Bellibos (Bellibos) dageti 
- Bellibos (Bellibos) multispina 
- Bellibos (Bemerria) monicae 
- Belonectes daytoni 
- Belonectes grasslei 
- Belonectes latifrons 
- Belonectes parvus 
- Belonectes stoddarti 
- Belura acuticauda 
- Belura pillara 
- Benechinus armatus 
- Benthana albomarginata 
- Benthana angustata 
- Benthana araucariana 
- Benthana bilineata 
- Benthana bocainensis 
- Benthana convexa 
- Benthana dimorpha 
- Benthana iporangensis 
- Benthana longicornis 
- Benthana longipes 
- Benthana moreirai 
- Benthana olfersii 
- Benthana picta 
- Benthana santosi 
- Benthana schubarti 
- Benthana serrana 
- Benthana sulcata 
- Benthana taeniata 
- Benthana trinodulata 
- Benthana werneri 
- Benthanoides pauper 
- Benthanoides peruensis 
- Benthanoides villosus 
- Benthanops fulva 
- Benthanoscia longicaudata 
- Benthosphaera arkoola 
- Benthosphaera guaware 
- Benthosphaera reburra 
- Bergamoniscus boesii 
- Berijpte pissebed 
- Bermudasignum frankenbergi 
- Beroniscus capreolus 
- Beroniscus marcelli 
- Berytoniscus singularis 
- Betamorpha acuticoxalis 
- Betamorpha africana 
- Betamorpha characta 
- Betamorpha fusiformis 
- Betamorpha indentifrons 
- Betamorpha lasia 
- Betamorpha longiramosa 
- Betamorpha megalocephalis 
- Betamorpha megista 
- Betamorpha profunda 
- Bethalus arator 
- Bethalus aureoniger 
- Bethalus barbertoni 
- Bethalus bipunctatus 
- Bethalus carinatus 
- Bethalus cordatus 
- Bethalus egens 
- Bethalus gorongozae 
- Bethalus lawrencei 
- Bethalus limbatus 
- Bethalus lineatus 
- Bethalus linguitelson 
- Bethalus mariepensis 
- Bethalus nigrinus 
- Bethalus oraniensis 
- Bethalus panurus 
- Bethalus pretoriensis 
- Bethalus rhodesiae 
- Bethalus secutor 
- Bethalus simplex 
- Bethalus statumenes 
- Bethalus stricticauda 
- Bethalus trichardti 
- Biharoniscus gericeus 
- Biharoniscus racovitzai 
- Bilistra cavernicola 
- Bilistra millari 
- Bilistra mollicopulans 
- Biremia ambocerca 
- Biremia kensleyi 
- Bisilvestria marrassinii 
- Bleke agaatpissebed 
- Booralana bathynella 
- Booralana tricarinata 
- Booralana wundurra 
- Boorpissebed 
- Bopyrella calmani 
- Bopyrella harmopleon 
- Bopyrella malensis 
- Bopyrella moluccensis 
- Bopyrella tanytelson 
- Bopyrella thomsoni 
- Bopyrina abbreviata 
- Bopyrina choprai 
- Bopyrina gigas 
- Bopyrina ocellata 
- Bopyrina sewelli 
- Bopyrinella albida 
- Bopyrinella nipponica 
- Bopyrinella stricticauda 
- Bopyrinella thorii 
- Bopyrinina dorsimaculata 
- Bopyrinina paucimaculata 
- Bopyrione longicapitata 
- Bopyrione synalphei 
- Bopyrione toloensis 
- Bopyrione woodmasoni 
- Bopyrissa dawydoffi 
- Bopyrissa diogeni 
- Bopyrissa fraissei 
- Bopyrissa liberorum 
- Bopyrissa magellanica 
- Bopyrissa pyriforma 
- Bopyrissa wolffi 
- Bopyroides cluthae 
- Bopyroides hippolytes 
- Bopyroides shiinoi 
- Bopyrophryxus branchiabdominalis 
- Bopyrosa phryxiformis 
- Bopyrus bimaculatus 
- Bopyrus squillarum 
- Boreosignum affinis 
- Boreosignum maltinii 
- Boreosignum orientale 
- Boreosignum polynesiensis 
- Boreosignum somersensis 
- Boreosignum subtilis 
- Boreosignum wilsoni 
- Borutzkyella ravesi 
- Bosoproller 
- Botryias fructiger 
- Bourbonanthura littoralis 
- Bourbonanthura vaitapensis 
- Bourdonia tridentata 
- Brackenphiloscia vandeli 
- Brackenridgia acostai 
- Brackenridgia ashleyi 
- Brackenridgia bridgesi 
- Brackenridgia cavernarum 
- Brackenridgia heroldi 
- Brackenridgia palmitensis 
- Brackenridgia reddelli 
- Brackenridgia sphinxensis 
- Brackenridgia villalobosi 
- Braga amapaensis 
- Braga bachmanni 
- Braga brasiliensis 
- Braga cichlae 
- Braga fluviatilis 
- Braga nasuta 
- Braga patagonica 
- Bragasellus afonsoae 
- Bragasellus aireyi 
- Bragasellus bragai 
- Bragasellus comasi 
- Bragasellus comasioides 
- Bragasellus conimbricensis 
- Bragasellus cortesi 
- Bragasellus escolai 
- Bragasellus frontellum 
- Bragasellus incurvatus 
- Bragasellus lagari 
- Bragasellus lagarioides 
- Bragasellus meijersae 
- Bragasellus molinai 
- Bragasellus notenboomi 
- Bragasellus pauloae 
- Bragasellus rouchi 
- Bragasellus seabrai 
- Bragasellus stocki 
- Brakwateroproller 
- Brakwaterpissebed 
- Branchiophryxus caulleryi 
- Branchiophryxus koehleri 
- Branchiophryxus nyctiphanae 
- Brasileirinho cavaticus 
- Brasiloniscus maculatus 
- Brasiloniscus verrucosus 
- Brazilserolis foresti 
- Brazilserolis mirabilis 
- Brede pissebed 
- Bregmotypta pavicula 
- Brevurus masandaranus 
- Brucerolis brandtae 
- Brucerolis bromleyana 
- Brucerolis cidaris 
- Brucerolis howensis 
- Brucerolis hurleyi 
- Brucerolis macdonnellae 
- Brucerolis maryannae 
- Brucerolis nowra 
- Brucerolis osheai 
- Brucerolis victoriensis 
- Buchnerillo litoralis 
- Buchnerillo oceanicus 
- Buddelundia albinogrisescens 
- Buddelundia albomaculata 
- Buddelundia albomarginata 
- Buddelundia binotata 
- Buddelundia bipartita 
- Buddelundia bulbosa 
- Buddelundia callosa 
- Buddelundia cinerascens 
- Buddelundia flava 
- Buddelundia frontosa 
- Buddelundia grisea 
- Buddelundia hirsuta 
- Buddelundia humphreysi 
- Buddelundia inequalis 
- Buddelundia labiata 
- Buddelundia laevigata 
- Buddelundia lateralis 
- Buddelundia monticola 
- Buddelundia nigripes 
- Buddelundia nitidissima 
- Buddelundia opaca 
- Buddelundia quadritracheata 
- Buddelundia rugifrons 
- Buddelundia subinermis 
- Buddelundia sulcata 
- Buddelundia tomentosa 
- Buddelundia zebricolor 
- Buddelundiella armata 
- Buddelundiella biancheriae 
- Buddelundiella borgensis 
- Buddelundiella caprae 
- Buddelundiella cataractae 
- Buddelundiella franciscoliana 
- Buddelundiella insubrica 
- Buddelundiella sanfilippoi 
- Buddelundiella serbani 
- Buddelundiella sporadica 
- Buddelundiella voluta 
- Buddelundiella zimmeri 
- Bulgarocerberus phreaticus 
- Bulgaronethes haplophthalmoides 
- Bulgaroniscus gueorguievi 
- Bullowanthura aquitanica 
- Bullowanthura crebrui 
- Bullowanthura furcillata 
- Bullowanthura kensleyi 
- Bullowanthura pambula 
- Bureschia bulgarica 
- Burmoniscus acutitelson 
- Burmoniscus anderssoni 
- Burmoniscus angusticauda 
- Burmoniscus anophthalmus 
- Burmoniscus arcangelii 
- Burmoniscus bartolozzii 
- Burmoniscus beroni 
- Burmoniscus besucheti 
- Burmoniscus bicolor 
- Burmoniscus calcaratus 
- Burmoniscus cederholmi 
- Burmoniscus clarus 
- Burmoniscus coecus 
- Burmoniscus comtus 
- Burmoniscus cycloopi 
- Burmoniscus dasystylus 
- Burmoniscus davisi 
- Burmoniscus denticulata 
- Burmoniscus ferrarai 
- Burmoniscus gibbosus 
- Burmoniscus hachijoensis 
- Burmoniscus ifugaoensis 
- Burmoniscus ilamia 
- Burmoniscus javanensis 
- Burmoniscus kagoshimaensis 
- Burmoniscus kathmandius 
- Burmoniscus kempi 
- Burmoniscus kohleri 
- Burmoniscus loebli 
- Burmoniscus longicaudatus 
- Burmoniscus macrocephalus 
- Burmoniscus martensi 
- Burmoniscus mauritiensis 
- Burmoniscus meeusei 
- Burmoniscus microlobatus 
- Burmoniscus micropunctatus 
- Burmoniscus mossambicus 
- Burmoniscus novabritannica 
- Burmoniscus ocellatus 
- Burmoniscus okinawaensis 
- Burmoniscus orientalis 
- Burmoniscus palawanensis 
- Burmoniscus paniaiensis 
- Burmoniscus parviocellatus 
- Burmoniscus philippinensis 
- Burmoniscus punctatus 
- Burmoniscus rakataensis 
- Burmoniscus rowei 
- Burmoniscus schultzi 
- Burmoniscus setiger 
- Burmoniscus somalius 
- Burmoniscus stilifer 
- Burmoniscus taitii 
- Burmoniscus tanabensis 
- Burmoniscus thorntoni 
- Burmoniscus togianensis 
- Burmoniscus variegata 
- Burmoniscus vaughani 
- Burmoniscus veliger 
- Burmoniscus wolffi 
- Burmoniscus xanthocephalus 
- Bythognathia yucatanensis

## C
Cabirops bombyliophila 
- Cabirops bombyliophila 
- Cabirops ibizae 
- Cabirops lernaeodiscoides 
- Cabirops lobiformis 
- Cabirops marsupialis 
- Cabirops montereyensis 
- Cabirops orbionei 
- Cabirops perezi 
- Cabirops pseudioni 
- Cabirops reverberii 
- Cabirops serratus 
- Cabirops tuberculatus 
- Caecarcturus quadraspinosus 
- Caecianiropsis birsteini 
- Caecianiropsis ectiformis 
- Caecianiropsis psammophila 
- Caecidotea acuticarpa 
- Caecidotea adenta 
- Caecidotea alabamensis 
- Caecidotea alleghenyensis 
- Caecidotea ancyla 
- Caecidotea antricola 
- Caecidotea attenuata 
- Caecidotea barri 
- Caecidotea beattyi 
- Caecidotea bicrenata 
- Caecidotea bilineata 
- Caecidotea bowmani 
- Caecidotea brevicauda 
- Caecidotea cannula 
- Caecidotea carolinensis 
- Caecidotea catachaetus 
- Caecidotea chiapas 
- Caecidotea circulus 
- Caecidotea communis 
- Caecidotea cumberlandensis 
- Caecidotea cyrtorhynchus 
- Caecidotea dauphina 
- Caecidotea dentadactyla 
- Caecidotea dimorpha 
- Caecidotea extensolinguala 
- Caecidotea filicispeluncae 
- Caecidotea fonticulus 
- Caecidotea forbesi 
- Caecidotea foxi 
- Caecidotea franzi 
- Caecidotea fustis 
- Caecidotea henroti 
- Caecidotea hobbsi 
- Caecidotea holsingeri 
- Caecidotea holti 
- Caecidotea incurva 
- Caecidotea intermedia 
- Caecidotea jordani 
- Caecidotea kendeighi 
- Caecidotea kenki 
- Caecidotea laticaudata 
- Caecidotea lesliei 
- Caecidotea mackini 
- Caecidotea macropropoda 
- Caecidotea metcalfi 
- Caecidotea mitchelli 
- Caecidotea montana 
- Caecidotea nickajackensis 
- Caecidotea nodula 
- Caecidotea nordeni 
- Caecidotea nortoni 
- Caecidotea obtusa 
- Caecidotea occidentalis 
- Caecidotea oculata 
- Caecidotea packardi 
- Caecidotea pasquinii 
- Caecidotea paurotrigona 
- Caecidotea phreatica 
- Caecidotea pricei 
- Caecidotea puebla 
- Caecidotea racovitzai 
- Caecidotea recurvata 
- Caecidotea reddelli 
- Caecidotea richardsonae 
- Caecidotea rotunda 
- Caecidotea salemensis 
- Caecidotea scrupulosa 
- Caecidotea scypha 
- Caecidotea sequoiae 
- Caecidotea serrata 
- Caecidotea simonini 
- Caecidotea simulator 
- Caecidotea sinuncus 
- Caecidotea spatulata 
- Caecidotea steevesi 
- Caecidotea stiladactyla 
- Caecidotea stygia 
- Caecidotea teresae 
- Caecidotea tomalensis 
- Caecidotea tridentata 
- Caecidotea vandeli 
- Caecidotea vomeri 
- Caecidotea williamsi 
- Caecidotea xochimilca 
- Caecidotea zullini 
- Caecijaera borealis 
- Caecijaera derjugini 
- Caecijaera horvathi 
- Caecijaera mirabilis 
- Caecocassidias patagonica 
- Caecognathia abyssorum 
- Caecognathia agwillisi 
- Caecognathia akaroensis 
- Caecognathia albescenoides 
- Caecognathia amakusaensis 
- Caecognathia andamanensis 
- Caecognathia antarctica 
- Caecognathia bicolor 
- Caecognathia branchyponera 
- Caecognathia caeca 
- Caecognathia calva 
- Caecognathia consobrina 
- Caecognathia coralliophila 
- Caecognathia crenulatifrons 
- Caecognathia diacamma 
- Caecognathia dolichoderus 
- Caecognathia elongata 
- Caecognathia floridensis 
- Caecognathia galzini 
- Caecognathia gnamptogenys 
- Caecognathia hirsuta 
- Caecognathia hodgsoni 
- Caecognathia huberia 
- Caecognathia kikuchii 
- Caecognathia leptanilla 
- Caecognathia nasuta 
- Caecognathia nieli 
- Caecognathia nipponensis 
- Caecognathia pacifica 
- Caecognathia paratrechia 
- Caecognathia pilosipes 
- Caecognathia polaris 
- Caecognathia polythrix 
- Caecognathia pustulosa 
- Caecognathia regalis 
- Caecognathia rhektos 
- Caecognathia robusta 
- Caecognathia saikaiensis 
- Caecognathia sanctaecrucis 
- Caecognathia schistifrons 
- Caecognathia serrata 
- Caecognathia stygia 
- Caecognathia trachymesopus 
- Caecognathia vanhoeffeni 
- Caecognathia vemae 
- Caecognathia wagneri 
- Caecoserolis bicolor 
- Caecoserolis brinki 
- Caecoserolis carinata 
- Caecosphaeroma (Caecosphaeroma) virei 
- Caecosphaeroma (Vireia) burgundum 
- Caecostenetroides ascensionis 
- Caecostenetroides ischitanum 
- Caecostenetroides mooreus 
- Caecostenetroides nipponicum 
- Caecostenetroides ruderalis 
- Caenanthura enigmatica 
- Caenanthura gutui 
- Caenanthura ibex 
- Caenanthura indica 
- Caenanthura siamensis 
- Caeroplastes buchneri 
- Caeroplastes porphyrivagus 
- Caeroplastes sorrentinus 
- Calabozoa pellucida 
- Calafia brevicornis 
- Calasellus californicus 
- Calasellus longus 
- Calathura brachiata 
- Calathura norvegica 
- Calcipila cornuta 
- Calconiscellus aegaeus 
- Calconiscellus gottscheensis 
- Calconiscellus karawankianus 
- Calconiscellus zanerae 
- Calendillo bruneum 
- Calendillo tillierorum 
- Califanthura anophthalma 
- Califanthura barnardi 
- Califanthura dodecaseta 
- Califanthura latimana 
- Califanthura lowryi 
- Califanthura minuta 
- Califanthura pingouin 
- Califanthura rima 
- Califanthura squamosissima 
- Calmanesia erinaceus 
- Calmanesia horridus 
- Calmanesia lonchotes 
- Calmanesia methueni 
- Calycuoniscus bodkini 
- Calycuoniscus compar 
- Calycuoniscus spinosus 
- Calyptolana hancocki 
- Camorta nicobarica 
- Campecopea hanseni 
- Campecopea hirsuta 
- Campecopea ischiana 
- Campecopea lusitanica 
- Cancricepon anagibbosus 
- Cancricepon choprae 
- Cancricepon elegans 
- Cancricepon garthi 
- Cancricepon multituberosum 
- Cancricepon pilula 
- Cancricepon xanthi 
- Cancrion australiensis 
- Cancrion cancrorum 
- Cancrion carolinus 
- Cancrion deltoides 
- Cancrion floridus 
- Cancrion miser 
- Cancrion needleri 
- Cantabroniscus primitivus 
- Capitoniscus australis 
- Capitoniscus cumacei 
- Caraiboscia christiani 
- Caraiboscia microphthalma 
- Carcinione platypleura 
- Cardiocepon pteroides 
- Carloniscus dollfusi 
- Carocryptus laticephalus 
- Carpias algicola 
- Carpias asterphilous 
- Carpias bermudensis 
- Carpias brachydactylus 
- Carpias brucei 
- Carpias crosslandi 
- Carpias deodatus 
- Carpias floridensis 
- Carpias galloprovincalis 
- Carpias harrietae 
- Carpias ichthyoxenos 
- Carpias longidactylus 
- Carpias longimanus 
- Carpias minutus 
- Carpias montaguensis 
- Carpias mossambica 
- Carpias nana 
- Carpias nereus 
- Carpias parvus 
- Carpias platydactylus 
- Carpias punctatus 
- Carpias serricaudus 
- Carpias stebbingi 
- Carpias stylodactylus 
- Carpias triocellatus 
- Carpias triton 
- Carpias villalobosi 
- Cartetolana integra 
- Cassidias africana 
- Cassidias argentinea 
- Cassidias australiensis 
- Cassidina typa 
- Cassidinella akania 
- Cassidinella incisa 
- Cassidinidea arndti 
- Cassidinidea bondi 
- Cassidinidea clarkae 
- Cassidinidea fluminensis 
- Cassidinidea korpie 
- Cassidinidea mexicana 
- Cassidinidea monodi 
- Cassidinidea ovalis 
- Cassidinidea quadricarinata 
- Cassidinidea tuberculata 
- Cassidinopsis admirabilis 
- Cassidinopsis emarginata 
- Cassidinopsis lacertosa 
- Cassidinopsis maculata 
- Castellanethes sanfilippoi 
- Castrione digiticaudata 
- Castrione longicaudata 
- Catalauniscus bolivari 
- Catalauniscus espanoli 
- Catalauniscus hirundinella 
- Catalauniscus puddui 
- Cataphryxus primus 
- Catoessa ambassae 
- Catoessa boscii 
- Catoessa gruneri 
- Catoessa scabricauda 
- Caucasocyphoniscus cavaticus 
- Caucasoligidium cavernicola 
- Caucasonethes borutzkyi 
- Caucasonethes vandeli 
- Cephaloniscus sociabilis 
- Ceratocephalus grayanus 
- Ceratolana papuae 
- Ceratoserolis meridionalis 
- Ceratoserolis pasternaki 
- Ceratoserolis serratus 
- Ceratoserolis trilobitoides 
- Ceratothoa angulata 
- Ceratothoa argus 
- Ceratothoa atherinae 
- Ceratothoa banksii 
- Ceratothoa capri 
- Ceratothoa carinata 
- Ceratothoa collaris 
- Ceratothoa contracta 
- Ceratothoa curvicauda 
- Ceratothoa gaudichaudii 
- Ceratothoa gilberti 
- Ceratothoa gobii 
- Ceratothoa guttata 
- Ceratothoa hemirhamphi 
- Ceratothoa huttoni 
- Ceratothoa imbricata 
- Ceratothoa italica 
- Ceratothoa marisrubri 
- Ceratothoa novae-zelandiae 
- Ceratothoa oestroides 
- Ceratothoa oxyrrhynchaena 
- Ceratothoa parallela 
- Ceratothoa parva 
- Ceratothoa potassoniensis 
- Ceratothoa retusa 
- Ceratothoa steindachneri 
- Ceratothoa transversa 
- Ceratothoa trigonocephala 
- Ceratothoa trilles 
- Ceratothoa usacarangis 
- Ceratothoa verrucosa 
- Cerberoides bicornis 
- Cerberoides brevicauda 
- Cerberoides pilosus 
- Cerceis acuticaudata 
- Cerceis aspericaudata 
- Cerceis bicarinata 
- Cerceis bidentata 
- Cerceis biforamina 
- Cerceis carinata 
- Cerceis granulata 
- Cerceis obtusa 
- Cerceis ovata 
- Cerceis picta 
- Cerceis pravipalma 
- Cerceis pustulosa 
- Cerceis sinensis 
- Cerceis tridentata 
- Cerceis trispinosa 
- Cerceis tuberculata 
- Cercosphaera coloura 
- Cercosphaera dilkera 
- Cercosphaera wirritin 
- Cetanthura foveoderma 
- Chaetarcturus abyssalis 
- Chaetarcturus abyssicolus 
- Chaetarcturus aculeatus 
- Chaetarcturus acutispinis 
- Chaetarcturus adareanus 
- Chaetarcturus bathybialis 
- Chaetarcturus beddardi 
- Chaetarcturus bovinus 
- Chaetarcturus brunneus 
- Chaetarcturus crosnieri 
- Chaetarcturus cryophilus 
- Chaetarcturus echinatus 
- Chaetarcturus franklini 
- Chaetarcturus globicaudis 
- Chaetarcturus longispinosus 
- Chaetarcturus myops 
- Chaetarcturus oligospinis 
- Chaetarcturus praecipius 
- Chaetarcturus spinifrons 
- Chaetarcturus taniae 
- Chaetarcturus tenuispinatus 
- Chaetarcturus ultraabyssalis 
- Chaetilia argentina 
- Chaetilia ovata 
- Chaetilia paucidens 
- Chaetilia tasmanica 
- Chaetophiloscia almana 
- Chaetophiloscia attica 
- Chaetophiloscia cellaria 
- Chaetophiloscia elongata 
- Chaetophiloscia formosana 
- Chaetophiloscia frontalis 
- Chaetophiloscia gatunensis 
- Chaetophiloscia glandulifera 
- Chaetophiloscia gravosensis 
- Chaetophiloscia grayi 
- Chaetophiloscia hastata 
- Chaetophiloscia illyrica 
- Chaetophiloscia kinzelbachi 
- Chaetophiloscia lagoi 
- Chaetophiloscia leucadia 
- Chaetophiloscia pallida 
- Chaetophiloscia pearsi 
- Chaetophiloscia pseudocellaria 
- Chaetophiloscia rouxi 
- Chaetophiloscia sicula 
- Chaetophiloscia splitensis 
- Chaetophiloscia syriaca 
- Chaetophiloscia walkeri 
- Chaetophiloscia warburgi 
- Chaetophiloscia weisi 
- Chandraniscus chardyi 
- Chandraniscus costlowi 
- Chandraniscus eastwardae 
- Chandraniscus kussakini 
- Chandraniscus negoescuae 
- Chauliodoniscus armadilloides 
- Chauliodoniscus coronatus 
- Chauliodoniscus elevatus 
- Chauliodoniscus ovalis 
- Chauliodoniscus parallelus 
- Chauliodoniscus princeps 
- Chauliodoniscus quadrifrons 
- Chauliodoniscus reyssi 
- Chauliodoniscus tasmanaeus 
- Chauliodoniscus trituberculatus 
- Chauliodoniscus wilsoni 
- Chelantermedia composita 
- Chelanthura ajuga 
- Chelanthura calaena 
- Chelanthura salvia 
- Chelanthura westringia 
- Chelator chelatus 
- Chelator insignis 
- Chelator stellae 
- Chelator striatus 
- Chelator verecundus 
- Chelator vulgaris 
- Chelibranchus canaliculatus 
- Chelibranchus fletcheri 
- Chelomadillo nitens 
- Chelomadillo pustulosus 
- Chelomadillo setosus 
- Chelomadillo tuberifrons 
- Chileoniscus marmoratus 
- Chiridotea almyra 
- Chiridotea arenicola 
- Chiridotea coeca 
- Chiridotea excavata 
- Chiridotea tuftsii 
- Chiriscus australis 
- Chiriscus giambiagiae 
- Chitonopsis boyoolie 
- Chitonopsis hanseni 
- Chitonopsis spatulifrons 
- Chitonosphaera lata 
- Chitonosphaera salebrosa 
- Chongxidotea annandalei 
- Chthonasellus bodoni 
- Cilicaea angustispinata 
- Cilicaea antennalis 
- Cilicaea beddardi 
- Cilicaea calcarifera 
- Cilicaea caniculata 
- Cilicaea crassa 
- Cilicaea crassicaudata 
- Cilicaea curtispina 
- Cilicaea dolorosa 
- Cilicaea hamata 
- Cilicaea hystrix 
- Cilicaea latreillei 
- Cilicaea longispina 
- Cilicaea spinulosa 
- Cilicaea tasmanensis 
- Cilicaea tenuicaudata 
- Cilicaeopsis corpulentis 
- Cilicaeopsis floccosa 
- Cilicaeopsis furculata 
- Cilicaeopsis glebosa 
- Cilicaeopsis granulata 
- Cilicaeopsis halei 
- Cilicaeopsis laevis 
- Cilicaeopsis lepida 
- Cilicaeopsis obesa 
- Cilicaeopsis ornata 
- Cilicaeopsis sculpta 
- Cilicaeopsis stylifera 
- Cilicaeopsis tuberculata 
- Cilicaeopsis whiteleggei 
- Cinusa tetrodontis 
- Circoniscus amazonicus 
- Circoniscus apeuensis 
- Circoniscus bezzii 
- Circoniscus gaigei 
- Circoniscus gracilidens 
- Circoniscus hamatus 
- Circoniscus incisus 
- Circoniscus intermedius 
- Circoniscus pallidus 
- Circoniscus spinosus 
- Cirolana (Anopsilana) acanthura 
- Cirolana (Anopsilana) aleci 
- Cirolana (Anopsilana) barnardi 
- Cirolana (Anopsilana) browni 
- Cirolana (Anopsilana) conditoria 
- Cirolana (Anopsilana) crenata 
- Cirolana (Anopsilana) cubensis 
- Cirolana (Anopsilana) hirsuta 
- Cirolana (Anopsilana) jonesi 
- Cirolana (Anopsilana) lingua 
- Cirolana (Anopsilana) luciae 
- Cirolana (Anopsilana) magna 
- Cirolana (Anopsilana) marosina 
- Cirolana (Anopsilana) oaxaca 
- Cirolana (Anopsilana) pleocissa 
- Cirolana (Anopsilana) poissoni 
- Cirolana (Anopsilana) pustulosa 
- Cirolana (Anopsilana) radicicola 
- Cirolana (Anopsilana) sinu 
- Cirolana (Anopsilana) willeyi 
- Cirolana albida 
- Cirolana albidoida 
- Cirolana aldabrensis 
- Cirolana arafurae 
- Cirolana australiense 
- Cirolana australis 
- Cirolana avida 
- Cirolana bougaardti 
- Cirolana bovina 
- Cirolana brocha 
- Cirolana brucei 
- Cirolana bruscai 
- Cirolana canaliculata 
- Cirolana capitella 
- Cirolana capricornica 
- Cirolana carina 
- Cirolana carinata 
- Cirolana chaloti 
- Cirolana cingulata 
- Cirolana comata 
- Cirolana cooma 
- Cirolana coronata 
- Cirolana corrugis 
- Cirolana cranchi 
- Cirolana crenulitelson 
- Cirolana cristata 
- Cirolana curtensis 
- Cirolana diminuta 
- Cirolana dissimilis 
- Cirolana epimerias 
- Cirolana erodiae 
- Cirolana fernandezmilerai 
- Cirolana ferruginosa 
- Cirolana fluviatilis 
- Cirolana furcata 
- Cirolana garuwa 
- Cirolana glebula 
- Cirolana grumula 
- Cirolana halei 
- Cirolana harfordi 
- Cirolana hesperia 
- Cirolana imposita 
- Cirolana improceros 
- Cirolana incisicauda 
- Cirolana indica 
- Cirolana kendi 
- Cirolana kiliani 
- Cirolana kokoru 
- Cirolana kombona 
- Cirolana lata 
- Cirolana latistylis 
- Cirolana leptanga 
- Cirolana lignicola 
- Cirolana littoralis 
- Cirolana magdalaina 
- Cirolana manorae 
- Cirolana mascarensis 
- Cirolana mclaughlinae 
- Cirolana meinerti 
- Cirolana mekista 
- Cirolana mercuryi 
- Cirolana meseda 
- Cirolana mimulus 
- Cirolana minuta 
- Cirolana morilla 
- Cirolana namelessensis 
- Cirolana nielbrucei 
- Cirolana oreonota 
- Cirolana palifrons 
- Cirolana paraerodiae 
- Cirolana parva 
- Cirolana perlata 
- Cirolana pilosa 
- Cirolana pleonastica 
- Cirolana polita 
- Cirolana portula 
- Cirolana quadripustulata 
- Cirolana quechso 
- Cirolana rachanoi 
- Cirolana repigrata 
- Cirolana rugicauda 
- Cirolana sadoensis 
- Cirolana saldanhae 
- Cirolana similis 
- Cirolana solitaria 
- Cirolana somalia 
- Cirolana stebbingi 
- Cirolana stenoura 
- Cirolana sulcata 
- Cirolana sulcaticauda 
- Cirolana tarahomii 
- Cirolana theleceps 
- Cirolana transcostata 
- Cirolana triloba 
- Cirolana troglexuma 
- Cirolana tuberculata 
- Cirolana tuberculosa 
- Cirolana tumulosa 
- Cirolana undata 
- Cirolana undulata 
- Cirolana urostylis 
- Cirolana vanhoeffeni 
- Cirolana venusticauda 
- Cirolana vicina 
- Cirolana victoriae 
- Cirolana wongat 
- Cirolana yucatana 
- Cirolana yunca 
- Cirolanides texensis 
- Cirolanoniscus willeyi 
- Cironiscus dahli 
- Clavigeroniscus alticolus 
- Clavigeroniscus mussaui 
- Clavigeroniscus orghidani 
- Clavigeroniscus riquieri 
- Cleantiella isopus 
- Cleantiella strasseni 
- Cleantioides albaniensis 
- Cleantioides annandalei 
- Cleantioides bruscai 
- Cleantioides emarginata 
- Cleantioides japonica 
- Cleantioides natalensis 
- Cleantioides occidentalis 
- Cleantioides planicauda 
- Cleantioides poorei 
- Cleantioides rotundata 
- Cleantioides striata 
- Cleantioides verecundus 
- Cleantioides vonprahli 
- Cleantis chilensis 
- Cleantis gayi 
- Cleantis granulosa 
- Cleantis heathii 
- Cleantis linearis 
- Cleantis phryganea 
- Cleantis prismatica 
- Cleantis tubicola 
- Cliamenella fraudatrix 
- Clypeoniscus cantacuzenei 
- Clypeoniscus hanseni 
- Clypeoniscus meinerti 
- Clypeoniscus sarsi 
- Clypeoniscus stenetrii 
- Coatonia phylloniscoides 
- Colanthura bruscai 
- Colanthura daguilarensis 
- Colanthura gauguini 
- Colanthura kensleyi 
- Colanthura nigra 
- Colanthura ornata 
- Colanthura pigmentata 
- Colanthura setouchiensis 
- Colanthura tenuis 
- Colanthura uncinata 
- Colchidoniscus kutaissianus 
- Colidotea edmondsoni 
- Colidotea findleyi 
- Colidotea rostrata 
- Colidotea wallersteini 
- Colomboniscus regressus 
- Colombophiloscia alticola 
- Colombophiloscia cavernicola 
- Colombophiloscia naevigesta 
- Colombophiloscia romanorum 
- Colomboscia bituberculata 
- Colomboscia cordillierae 
- Colophryxus novangliae 
- Colopisthus canna 
- Colopisthus cavalier 
- Colopisthus parvus 
- Colopisthus ronrico 
- Colopisthus tresesquinas 
- Colubotelson campestris 
- Colubotelson chiltoni 
- Colubotelson dubius 
- Colubotelson edgarensis 
- Colubotelson evansi 
- Colubotelson flynni 
- Colubotelson fontinalis 
- Colubotelson gesmithi 
- Colubotelson huoensis 
- Colubotelson intermedius 
- Colubotelson joyneri 
- Colubotelson minor 
- Colubotelson pedderensis 
- Colubotelson saycei 
- Colubotelson searlei 
- Colubotelson setiferus 
- Colubotelson tattersalli 
- Colubotelson thomsoni 
- Columbasellus acheron 
- Colypurus agassizi 
- Compoceration garyi 
- Congethelum hauseri 
- Congocellio uniformis 
- Congophiloscia albofasciata 
- Congophiloscia annobonensis 
- Congophiloscia bolamae 
- Congophiloscia longiantennata 
- Congophiloscia saothomensis 
- Congophiloscia striata 
- Conilera bullisi 
- Conilera cylindracea 
- Conilera menziesi 
- Conilera stygia 
- Conilorpheus blandus 
- Conilorpheus herdmani 
- Conilorpheus scutifrons 
- Contrarimesus curtispinis 
- Contrarimesus franklinae 
- Coperonus comptus 
- Coperonus frigida 
- Coperonus gracilis 
- Coperonus mirabilis 
- Coperonus nordenstami 
- Coperonus pinguis 
- Coperonus pulcher 
- Coperonus vanhoeffeni 
- Coralanthura endeavourae 
- Corallana africana 
- Corallana basalis 
- Corallana bidentata 
- Corallana brevipes 
- Corallana collaris 
- Corallana estuaria 
- Corallana furcilla 
- Corallana glabra 
- Corallana grandiventra 
- Corallana hirsuta 
- Corallana hirticauda 
- Corallana kulai 
- Corallana leopoldi 
- Corallana nodosa 
- Corallana sculpta 
- Corallana societensis 
- Corallana tridentata 
- Cordioniscus africanus 
- Cordioniscus andreevi 
- Cordioniscus antiparosi 
- Cordioniscus beroni 
- Cordioniscus bulgaricus 
- Cordioniscus graecus 
- Cordioniscus graevei 
- Cordioniscus kalimnosi 
- Cordioniscus kithnosi 
- Cordioniscus leleupi 
- Cordioniscus paragamiani 
- Cordioniscus patrizii 
- Cordioniscus riqueri 
- Cordioniscus schmalfussi 
- Cordioniscus spinosus 
- Cordioniscus stebbingi 
- Cordioniscus vandeli 
- Corilana erythraea 
- Cornuamesus biscayensis 
- Cornuamesus longiramus 
- Coronadillo hamiltoni 
- Coronadillo milleri 
- Coronadillo suteri 
- Cortezura confixa 
- Cortezura penascoensis 
- Cosmeodillo decoui 
- Cosmeodillo joliveti 
- Coulmannia australis 
- Coulmannia frigida 
- Coulmannia ramosae 
- Coulmannia rossensis 
- Coxalione inaequalis 
- Coxicerberus abbotti 
- Coxicerberus adriaticus 
- Coxicerberus andamanensis 
- Coxicerberus anfindicus 
- Coxicerberus arenicola 
- Coxicerberus boninensis 
- Coxicerberus brasiliensis 
- Coxicerberus delamarei 
- Coxicerberus enckelli 
- Coxicerberus fukudai 
- Coxicerberus insularis 
- Coxicerberus interstitialis 
- Coxicerberus kiiensis 
- Coxicerberus littoralis 
- Coxicerberus machadoi 
- Coxicerberus magnus 
- Coxicerberus mexicanus 
- Coxicerberus minutus 
- Coxicerberus mirabilis 
- Coxicerberus nunezi 
- Coxicerberus parvulus 
- Coxicerberus pauliani 
- Coxicerberus predatoris 
- Coxicerberus ramosae 
- Coxicerberus redangensis 
- Coxicerberus remanei 
- Coxicerberus remani 
- Coxicerberus renaudi 
- Coxicerberus rossii 
- Coxicerberus ruffoi 
- Coxicerberus simplex 
- Coxicerberus singhalensis 
- Coxicerberus syrticus 
- Coxicerberus tabai 
- Crabyzos longicaudatus 
- Creaseriella anops 
- Creniola breviceps 
- Creniola laticauda 
- Creniola saurida 
- Crenisopus acinifer 
- Crenoicus buntiae 
- Crenoicus harrisoni 
- Crenoicus mixtus 
- Crenoicus shephardi 
- Cretoniscellus aegaeus 
- Cretoniscellus dryopeorum 
- Cretoniscellus strouhali 
- Crinoniscus cephalatus 
- Crinoniscus equitans 
- Crinoniscus politosummus 
- Cristarmadillidium breuili 
- Cristarmadillidium muricatum 
- Cristarmadillo arcangelii 
- Cristarmadillo gerardi 
- Cristarmadillo pardii 
- Cristaserolis convexa 
- Cristaserolis gaudichaudii 
- Cristaserolis laevis 
- Cristaserolis marplatensis 
- Cristaserolis plana 
- Cristaserolis similis 
- Cruranthura caeca 
- Cruranthura furneauxi 
- Cruranthura peroni 
- Cruranthura simplicia 
- Cruregens fontanus 
- Cryodesma agnari 
- Cryodesma cryoabyssale 
- Cryosignum incisum 
- Cryosignum lunatum 
- Cryptobopyrus elongatus 
- Cryptocisus laevis 
- Cryptocotitus acus 
- Cryptoniscus paguri 
- Cryptoniscus planarioides 
- Cryptonus truncatus 
- Cryptothir minutus 
- Ctenorillo ausseli 
- Ctenorillo bananae 
- Ctenorillo buddelundi 
- Ctenorillo fagei 
- Ctenorillo gabunensis 
- Ctenorillo guinensis 
- Ctenorillo kenyensis 
- Ctenorillo legai 
- Ctenorillo mineri 
- Ctenorillo parituberculatus 
- Ctenorillo regulus 
- Ctenorillo strinatii 
- Ctenoscia dorsalis 
- Ctenoscia minima 
- Cterissa australiensis 
- Cterissa sakaii 
- Cubanophiloscia briani 
- Cubanoscia primitiva 
- Cubanoscia proxima 
- Cubanoscia romanorum 
- Cubaris acapulcensis 
- Cubaris africana 
- Cubaris albolateralis 
- Cubaris alticola 
- Cubaris ambitiosa 
- Cubaris arcangelii 
- Cubaris benitensis 
- Cubaris bocki 
- Cubaris bolivari 
- Cubaris boliviana 
- Cubaris brunneocaudata 
- Cubaris caerulea 
- Cubaris californica 
- Cubaris cavernosa 
- Cubaris chiltoni 
- Cubaris cinchonae 
- Cubaris claytonensis 
- Cubaris crenatus 
- Cubaris decoui 
- Cubaris depressa 
- Cubaris dhaliwali 
- Cubaris dilectum 
- Cubaris emunita 
- Cubaris everesti 
- Cubaris expansus 
- Cubaris fasciatus 
- Cubaris ferrugineus 
- Cubaris flavobrunnea 
- Cubaris fragilis 
- Cubaris fritschei 
- Cubaris galbineus 
- Cubaris goweri 
- Cubaris granaria 
- Cubaris granulatus 
- Cubaris gravelii 
- Cubaris griseus 
- Cubaris harsadiensis 
- Cubaris helmsiana 
- Cubaris hickmani 
- Cubaris hirsutus 
- Cubaris ignota 
- Cubaris incisus 
- Cubaris insularis 
- Cubaris invenustus 
- Cubaris iriomotensis 
- Cubaris javanensis 
- Cubaris kashmiri 
- Cubaris lacustris 
- Cubaris lewisae 
- Cubaris lifuensis 
- Cubaris lobatus 
- Cubaris longicornis 
- Cubaris lundi 
- Cubaris maculata 
- Cubaris margaritae 
- Cubaris marmorata 
- Cubaris marmoratus 
- Cubaris meermohri 
- Cubaris merulanoides 
- Cubaris minilobus 
- Cubaris minima 
- Cubaris minuta 
- Cubaris mirandai 
- Cubaris miser 
- Cubaris murina 
- Cubaris nacreum 
- Cubaris nepalensis 
- Cubaris nigroflava 
- Cubaris obliquidens 
- Cubaris oxyzomus 
- Cubaris pacificum 
- Cubaris pacificus 
- Cubaris plasticus 
- Cubaris pronyensis 
- Cubaris pusillus 
- Cubaris robusta 
- Cubaris rufonigra 
- Cubaris sarasini 
- Cubaris schellenbergi 
- Cubaris solidulus 
- Cubaris spenceri 
- Cubaris sulcifrons 
- Cubaris tamarensis 
- Cubaris tarangensa 
- Cubaris tasmaniensis 
- Cubaris tenuipunctata 
- Cubaris truncata 
- Cubaroides pilosus 
- Cuckoldillo episcopalis 
- Cumoechus insignis 
- Curassanthura bermudensis 
- Curassanthura canariensis 
- Curassanthura halma 
- Curassanthura jamaicensis 
- Cuyojanira riojana 
- Cuzcodinella oryx 
- Cyathura aegiceras 
- Cyathura bentotae 
- Cyathura bruguiera 
- Cyathura burbancki 
- Cyathura cubana 
- Cyathura eremophila 
- Cyathura esquivel 
- Cyathura estuaria 
- Cyathura francispori 
- Cyathura furcata 
- Cyathura guaroensis 
- Cyathura hakea 
- Cyathura higoensis 
- Cyathura indica 
- Cyathura kikuchii 
- Cyathura madelinae 
- Cyathura munda 
- Cyathura muromiensis 
- Cyathura omorii 
- Cyathura peirates 
- Cyathura polita 
- Cyathura profunda 
- Cyathura pusilla 
- Cyathura rudloei 
- Cyathura sagamiensis 
- Cyathura shinjikoensis 
- Cyathura terryae 
- Cyathura tridentata 
- Cyathura truncata 
- Cylindrarcturus elongatus 
- Cylindrarcturus leucophthalmus 
- Cylindrarcturus longitelson 
- Cylindroniscus cavicolus 
- Cylindroniscus maya 
- Cylindroniscus seurati 
- Cylindroniscus vallesensis 
- Cylindroniscus yucatanensis 
- Cylisticoides angulatus 
- Cylisticoides rotundifrons 
- Cylisticus albomaculatus 
- Cylisticus anatolicus 
- Cylisticus annulicornis 
- Cylisticus anophthalmus 
- Cylisticus aprutianus 
- Cylisticus armenicus 
- Cylisticus arnoldi 
- Cylisticus bergomatius 
- Cylisticus biellensis 
- Cylisticus birsteini 
- Cylisticus brachyurus 
- Cylisticus caprariae 
- Cylisticus carinatus 
- Cylisticus caucasius 
- Cylisticus cavernicolus 
- Cylisticus ciscaucasius 
- Cylisticus cretaceus 
- Cylisticus dentifrons 
- Cylisticus desertorum 
- Cylisticus discolor 
- Cylisticus dobati 
- Cylisticus esterelanus 
- Cylisticus estest 
- Cylisticus giljarovi 
- Cylisticus gracilipennis 
- Cylisticus igiliensis 
- Cylisticus iners 
- Cylisticus inferus 
- Cylisticus lencoranensis 
- Cylisticus ligurinus 
- Cylisticus littoralis 
- Cylisticus lobatus 
- Cylisticus major 
- Cylisticus mechthildae 
- Cylisticus mitis 
- Cylisticus montanus 
- Cylisticus montivagus 
- Cylisticus mrovdaghensis 
- Cylisticus nasutus 
- Cylisticus nivicomes 
- Cylisticus opacus 
- Cylisticus orientalis 
- Cylisticus ormeanus 
- Cylisticus pallidus 
- Cylisticus pierantonii 
- Cylisticus pontremolensis 
- Cylisticus pugionifer 
- Cylisticus racovitzai 
- Cylisticus rotabilis 
- Cylisticus sarmaticus 
- Cylisticus silvestris 
- Cylisticus strouhali 
- Cylisticus suberorum 
- Cylisticus transsylvanicus 
- Cylisticus uncinatus 
- Cylisticus urartuensis 
- Cylisticus urgonis 
- Cylisticus vandeli 
- Cylisticus zangezuricus 
- Cymodetta gambosa 
- Cymodetta gracilipes 
- Cymodoce acanthiger 
- Cymodoce aculeata 
- Cymodoce acuta 
- Cymodoce africana 
- Cymodoce alia 
- Cymodoce alis 
- Cymodoce allegra 
- Cymodoce amplifrons 
- Cymodoce armata 
- Cymodoce aspera 
- Cymodoce australis 
- Cymodoce barrerae 
- Cymodoce bentonica 
- Cymodoce bicarinata 
- Cymodoce bidentata 
- Cymodoce bifida 
- Cymodoce bipapilla 
- Cymodoce brasiliensis 
- Cymodoce cavicola 
- Cymodoce comans 
- Cymodoce convexa 
- Cymodoce coronata 
- Cymodoce cryptodoma 
- Cymodoce davieae 
- Cymodoce emarginata 
- Cymodoce erythraea 
- Cymodoce excavans 
- Cymodoce falcata 
- Cymodoce fuscina 
- Cymodoce gaimardii 
- Cymodoce granulata 
- Cymodoce hanseni 
- Cymodoce haswelli 
- Cymodoce hodgsoni 
- Cymodoce inornata 
- Cymodoce iocosa 
- Cymodoce japonica 
- Cymodoce lirella 
- Cymodoce lis 
- Cymodoce longistylis 
- Cymodoce madrasensis 
- Cymodoce mammifera 
- Cymodoce meridionalis 
- Cymodoce natalensis 
- Cymodoce ornata 
- Cymodoce pelsarti 
- Cymodoce penserosa 
- Cymodoce picta 
- Cymodoce pilosa 
- Cymodoce radiata 
- Cymodoce richardsoniae 
- Cymodoce robusta 
- Cymodoce rubopunctata 
- Cymodoce rubropunctata 
- Cymodoce ruetzleri 
- Cymodoce setulosa 
- Cymodoce spinosa 
- Cymodoce spinula 
- Cymodoce tattersalli 
- Cymodoce tetrahele 
- Cymodoce tribullis 
- Cymodoce trilobata 
- Cymodoce truncata 
- Cymodoce tuberculata 
- Cymodoce umbonata 
- Cymodoce uncinata 
- Cymodoce unguiculata 
- Cymodoce valida 
- Cymodoce velutina 
- Cymodoce zanzibarensis 
- Cymodocella algoense 
- Cymodocella ambonata 
- Cymodocella ankylosauria 
- Cymodocella cancellata 
- Cymodocella capra 
- Cymodocella diateichos 
- Cymodocella egregia 
- Cymodocella eutylos 
- Cymodocella foveolata 
- Cymodocella georgiana 
- Cymodocella glabella 
- Cymodocella guarapariensis 
- Cymodocella hawaiiensis 
- Cymodocella pustulata 
- Cymodocella sublevis 
- Cymodocella tubicauda 
- Cymodopsis albaniensis 
- Cymodopsis beageli 
- Cymodopsis crassa 
- Cymodopsis gorgoniae 
- Cymodopsis impudica 
- Cymodopsis latifrons 
- Cymodopsis sphyracephalata 
- Cymodopsis torminosa 
- Cymothoa asymmetrica 
- Cymothoa borbonica 
- Cymothoa brasiliensis 
- Cymothoa bychowskyi 
- Cymothoa carangii 
- Cymothoa carryensis 
- Cymothoa catarinensis 
- Cymothoa cinerea 
- Cymothoa curta 
- Cymothoa dufresni 
- Cymothoa elegans 
- Cymothoa epimerica 
- Cymothoa eremita 
- Cymothoa excisa 
- Cymothoa exigua 
- Cymothoa eximia 
- Cymothoa frontalis 
- Cymothoa gadorum 
- Cymothoa gerris 
- Cymothoa gibbosa 
- Cymothoa globosa 
- Cymothoa guadeloupensis 
- Cymothoa hermani 
- Cymothoa ianuarii 
- Cymothoa ichtiola 
- Cymothoa indica 
- Cymothoa liannae 
- Cymothoa limbata 
- Cymothoa marginata 
- Cymothoa nigropunctata 
- Cymothoa oestrum 
- Cymothoa paradoxa 
- Cymothoa parupenei 
- Cymothoa plebeia 
- Cymothoa propria 
- Cymothoa pulchrum 
- Cymothoa recifea 
- Cymothoa recta 
- Cymothoa rhina 
- Cymothoa rotunda 
- Cymothoa rotundifrons 
- Cymothoa scopulorum 
- Cymothoa selari 
- Cymothoa slusarskii 
- Cymothoa spinipalpa 
- Cymothoa truncata 
- Cymothoa vicina 
- Cyphobrembana gibbosa 
- Cyphobrembana malanchinii 
- Cyphobrembana pellegrinensis 
- Cyphodillidium absoloni 
- Cypholambrana castelmartius 
- Cyphonethes herzegowinensis 
- Cyphoniscellus herzegowinensis 
- Cyphopleon kratochvili 
- Cyphotendana dalmazzensis 
- Cyphotendana ligurina 
- Cyproniscus crossophori 
- Cyproniscus cypridinae 
- Cyproniscus decemspinosus 
- Cyproniscus octospinosus 
- Cyproniscus peruvicus 
- Cyrnoniscus remyi

## D
Dactylokepon barbuladigitus 
- Dactylokepon caribaeus 
- Dactylokepon catoptri 
- Dactylokepon holthuisi 
- Dactylokepon hunterae 
- Dactylokepon marchadi 
- Dactylokepon palaoensis 
- Dactylokepon richardsonae 
- Dactylokepon semipennatus 
- Dactylokepon seychellensis 
- Dactylokepon sulcipes 
- Dactylostylis acutispinis 
- Dactylostylis serrata 
- Dactylostylis walfishensis 
- Dajus afromysidis 
- Dajus mysidis 
- Dajus profundus 
- Dajus siriellae 
- Danalia caulleryi 
- Danalia curvata 
- Danalia dohrnii 
- Danalia fraissei 
- Danalia gregaria 
- Danalia hapalocarcini 
- Danalia inopinata 
- Danalia larvaeformis 
- Danalia longicollis 
- Danalia pellucida 
- Danalia porcellanae 
- Danalia ypsilon 
- Dekanoscia longicornis 
- Dendromunna bruuni 
- Dendromunna compsa 
- Dendromunna mirabile 
- Dendromunna spinipes 
- Dendrotion elegans 
- Dendrotion forbesi 
- Dendrotion hanseni 
- Dendrotion onychogalea 
- Dendrotion paradoxum 
- Dendrotion peradorcus 
- Dendrotion petrogale 
- Dendrotion setosum 
- Dendrotion spinosum 
- Dendrotion thomsoni 
- Dendrotion thylogale 
- Dentigonium tantulum 
- Desertoniscus birsteini 
- Desertoniscus bulbifrons 
- Desertoniscus elongatus 
- Desertoniscus subterraneus 
- Desertoniscus tekinus 
- Desertoniscus tuberculatus 
- Desertoniscus zenkevitschi 
- Desertoniscus zhelochovtzevi 
- Desertosphaera remyi 
- Desmosoma affine 
- Desmosoma angustum 
- Desmosoma antarcticum 
- Desmosoma anversense 
- Desmosoma atypicum 
- Desmosoma auritum 
- Desmosoma australis 
- Desmosoma brevicauda 
- Desmosoma brevipes 
- Desmosoma coalescum 
- Desmosoma dolosus 
- Desmosoma elegans 
- Desmosoma elongatum 
- Desmosoma funalis 
- Desmosoma gigantea 
- Desmosoma globiceps 
- Desmosoma hesslera 
- Desmosoma latipes 
- Desmosoma lineare 
- Desmosoma lobipes 
- Desmosoma modestum 
- Desmosoma neomana 
- Desmosoma ochotense 
- Desmosoma puritanum 
- Desmosoma renatae 
- Desmosoma rotundus 
- Desmosoma serratum 
- Desmosoma similipes 
- Desmosoma strombergi 
- Desmosoma tetarta 
- Desmosoma thoracicum 
- Desmosoma tyrrhenicum 
- Desmosoma zenkevitschi 
- Desmosomella armata 
- Desmosomella falklandicum 
- Deto armata 
- Deto aucklandiae 
- Deto bucculenta 
- Deto echinata 
- Deto magnifica 
- Deto marina 
- Deto robusta 
- Detonella papillicornis 
- Diacara alluaudi 
- Diacara elegans 
- Diacara guttata 
- Diacara tigris 
- Diclidocella bullata 
- Diclidocella ngake 
- Diclidocella yackatoon 
- Dicropleon bifidus 
- Dicropleon morator 
- Dicropleon periclimenis 
- Dicropleon processae 
- Didima humilis 
- Diogenion vermifactus 
- Dioscoridillo cavicolus 
- Dioscoridillo melanoleucos 
- Dioscoridillo montanus 
- Dioscoridillo pubescens 
- Diploexochus cataractae 
- Diploexochus echinatus 
- Diploexochus formicarum 
- Diploexochus jeanneli 
- Diplophryxus alphei 
- Diplophryxus alveolatus 
- Diplophryxus gargantua 
- Diplophryxus gracilis 
- Diplophryxus jordani 
- Diplophryxus kempi 
- Diplophryxus negrimaculatus 
- Diplophryxus richardsoni 
- Diplophryxus siankaanensis 
- Discerceis granulosa 
- Discerceis kensleyi 
- Discerceis linguicauda 
- Discidina banawarra 
- Discomorphus magnifoliatus 
- Disconectes antarcticus 
- Disconectes cavusa 
- Disconectes colemani 
- Disconectes coxalis 
- Disconectes curta 
- Disconectes curtus 
- Disconectes furcatus 
- Disconectes latirostris 
- Disconectes madseni 
- Disconectes ovalis 
- Disconectes ovaloides 
- Disconectes phalangium 
- Disconectes picardi 
- Disconectes vanhoeffeni 
- Discorsobopyrus stebbingi 
- Disparella kensleyi 
- Disparella longimana 
- Disparella maiuscula 
- Disparella pachythrix 
- Disparella valida 
- Dodecalana yagerae 
- Dolichiscus acanthaspidus 
- Dolichiscus anna 
- Dolichiscus annaoides 
- Dolichiscus brandtae 
- Dolichiscus cornutus 
- Dolichiscus debilis 
- Dolichiscus diana 
- Dolichiscus ferrazi 
- Dolichiscus floridanus 
- Dolichiscus gaussianus 
- Dolichiscus georgei 
- Dolichiscus hiemalis 
- Dolichiscus kai 
- Dolichiscus ludmilae 
- Dolichiscus marinae 
- Dolichiscus meridionalis 
- Dolichiscus mirabilis 
- Dolichiscus opiliones 
- Dolichiscus pfefferi 
- Dolichiscus profundus 
- Dolichiscus purpureus 
- Dolichiscus spinosetosus 
- Dolichiscus studeri 
- Dolichiscus subantarcticus 
- Dolichiscus tanimbar 
- Dolichiscus tenuispinis 
- Dolicholana elongata 
- Dolicholana enigma 
- Dolicholana porcellana 
- Dolichophryxus geminatus 
- Dorypoditius zitzmanni 
- Dryadillo arcangelii 
- Dryadillo baliensis 
- Dryadillo bedaliensis 
- Dryadillo feuerborni 
- Dryadillo hebereri 
- Dryadillo kemaensis 
- Dryadillo maculatus 
- Dryadillo magnificus 
- Dryadillo montanus 
- Dryadillo rectifrons 
- Dryadillo schellenbergi 
- Dryadillo sexlineatus 
- Dryadillo uenoi 
- Dubinectes acutirostrum 
- Dubinectes acutitelson 
- Dubinectes infirmus 
- Dubinectes intermedius 
- Dubinectes nodosus 
- Dubioniscus delamarei 
- Dubioniscus goeldii 
- Dubioniscus insularis 
- Dubioniscus marcuzzii 
- Dubioniscus marmoratus 
- Dubioniscus negreae 
- Dynamene angulata 
- Dynamene benedicti 
- Dynamene bicolor 
- Dynamene bidentata 
- Dynamene bifida 
- Dynamene curalii 
- Dynamene dilatata 
- Dynamene edwardsi 
- Dynamene glabra 
- Dynamene magnitorata 
- Dynamene ramuscula 
- Dynamene torelliae 
- Dynamene tuberculosa 
- Dynamene tubicauda 
- Dynamenella acuticauda 
- Dynamenella alveolata 
- Dynamenella australis 
- Dynamenella bullejiensis 
- Dynamenella conica 
- Dynamenella dioxus 
- Dynamenella granulata 
- Dynamenella josephi 
- Dynamenella laticauda 
- Dynamenella liochroea 
- Dynamenella marginata 
- Dynamenella mossambicus 
- Dynamenella navicula 
- Dynamenella nipponica 
- Dynamenella nuevitas 
- Dynamenella parva 
- Dynamenella perforata 
- Dynamenella platura 
- Dynamenella ptychura 
- Dynamenella quadrilirata 
- Dynamenella quilonensis 
- Dynamenella remex 
- Dynamenella savignii 
- Dynamenella scaptocephala 
- Dynamenella sheareri 
- Dynamenella taurus 
- Dynamenella trachydermata 
- Dynamenella tropica 
- Dynamenella yomsii 
- Dynameniscus carinatus 
- Dynamenoides decima 
- Dynamenoides vulcanata 
- Dynamenopsis angolensis 
- Dynamenopsis obtusa 
- Dynamenopsis varicolor 
- Dynoides amblysinus 
- Dynoides artocanalis 
- Dynoides barnardii 
- Dynoides bicolor 
- Dynoides brevicornis 
- Dynoides brevispina 
- Dynoides castroi 
- Dynoides crenulatus 
- Dynoides daguilarensis 
- Dynoides dentisinus 
- Dynoides elegans 
- Dynoides globicauda 
- Dynoides indicus 
- Dynoides longisinus 
- Dynoides saldani 
- Dynoides serratisinus 
- Dynoides spinipodus 
- Dynoides viridis

## E
Echinarmadillidium absoloni 
- Echinarmadillidium armathianum 
- Echinarmadillidium cycladicum 
- Echinarmadillidium fruxgalii 
- Echinochaetus renatae 
- Echinodillo cavaticus 
- Echinodillo montanus 
- Echinomunna horrida 
- Echinomunna uroventralis 
- Echinopleura aculeata 
- Echinopleura cephalomagna 
- Echinothambema aculeata 
- Echinothambema argentinensis 
- Echinothambema ophiuroides 
- Echinozone arctica 
- Echinozone aries 
- Echinozone bispinosa 
- Echinozone coronata 
- Echinozone magnifica 
- Echinozone perarmata 
- Echinozone quadrispinosa 
- Echinozone spinosa 
- Ectias angusta 
- Ectias turqueti 
- Ecuadoroniscus orientalis 
- Edotia bilobata 
- Edotia chilensis 
- Edotia corrugata 
- Edotia dahli 
- Edotia doellojuradoi 
- Edotia lilljeborgi 
- Edotia lyonsi 
- Edotia magellanica 
- Edotia oculata 
- Edotia oculopetiolata 
- Edotia pulchra 
- Edotia samariensis 
- Edotia sublittoralis 
- Edotia tangaroa 
- Edotia transversa 
- Edotia triloba 
- Edotia tuberculata 
- Edwinjoycea horologium 
- Eisothistos adcentralis 
- Eisothistos adlateralis 
- Eisothistos andamanensis 
- Eisothistos anomala 
- Eisothistos antarcticus 
- Eisothistos atlanticus 
- Eisothistos bataviae 
- Eisothistos bellonae 
- Eisothistos besar 
- Eisothistos bifidus 
- Eisothistos corallina 
- Eisothistos corinellae 
- Eisothistos crateris 
- Eisothistos macquariensis 
- Eisothistos macrurus 
- Eisothistos maledivensis 
- Eisothistos minutus 
- Eisothistos moreirai 
- Eisothistos neoanomalus 
- Eisothistos nipponicus 
- Eisothistos nowrae 
- Eisothistos petrensis 
- Eisothistos poseidon 
- Eisothistos pumilus 
- Eisothistos rishikondensis 
- Eisothistos societensis 
- Eisothistos tayronae 
- Eisothistos teri 
- Eisothistos vermiformis 
- Eisothistos victoriae 
- Elaphognathia aldabrae 
- Elaphognathia amboinenesis 
- Elaphognathia australis 
- Elaphognathia bacescoi 
- Elaphognathia bifurcilla 
- Elaphognathia cornigera 
- Elaphognathia discolor 
- Elaphognathia ferox 
- Elaphognathia forceps 
- Elaphognathia froygattella 
- Elaphognathia gladia 
- Elaphognathia insolita 
- Elaphognathia korachaensis 
- Elaphognathia lucanoides 
- Elaphognathia monodi 
- Elaphognathia nunomurai 
- Elaphognathia ramosa 
- Elaphognathia rangifer 
- Elaphognathia rimifrons 
- Elaphognathia sugashimaensis 
- Elaphognathia wolffi 
- Eleoniscus helenae 
- Elocryptus amplitruncus 
- Elthusa alvaradoensis 
- Elthusa arnoglossi 
- Elthusa atlantniroi 
- Elthusa californica 
- Elthusa caudata 
- Elthusa emarginata 
- Elthusa epinepheli 
- Elthusa foveolata 
- Elthusa frontalis 
- Elthusa menziesi 
- Elthusa methepia 
- Elthusa myripristae 
- Elthusa nanoides 
- Elthusa neocytta 
- Elthusa ochotensis 
- Elthusa parabothi 
- Elthusa parva 
- Elthusa philippinensis 
- Elthusa propinqua 
- Elthusa raynaudii 
- Elthusa sacciger 
- Elthusa samariscii 
- Elthusa samoensis 
- Elthusa sigani 
- Elthusa splendida 
- Elthusa tropicalis 
- Elthusa turgidula 
- Elthusa vulgaris 
- Eluma caelata 
- Eluma tuberculata 
- Elumoides atlanticus 
- Elumoides coecus 
- Elumoides monocellatus 
- Emetha adriatica 
- Emetha audouini 
- Emydodillo testudo 
- Enckella lucei 
- Engidotea cristata 
- Engidotea lobata 
- Enispa convexa 
- Enispa irregularis 
- Enthylacus trivinctus 
- Entione achaei 
- Entionella eriphiae 
- Entionella fluviatilis 
- Entionella monensis 
- Entionella okayamaensis 
- Entoniscoides okadai 
- Entoniscus brasiliensis 
- Entoniscus creplinii 
- Entoniscus japonicus 
- Entoniscus muelleri 
- Entoniscus porcellanae 
- Entophilus mirabiledictu 
- Entophilus omnitectus 
- Eophreatoicus kershawi 
- Eophrixus adriaticus 
- Eophrixus brevicauda 
- Eophrixus enchophyllus 
- Eophrixus kuboi 
- Eophrixus laevimanus 
- Eophrixus lysmatae 
- Eophrixus nigrocinctus 
- Eophrixus shojii 
- Eophrixus subcaudalis 
- Epicepon indicum 
- Epicepon japonicum 
- Epikopais mystax 
- Epikopais poorei 
- Epikopais waringa 
- Epipedonana profunda 
- Epipenaeon elegans 
- Epipenaeon fissurae 
- Epipenaeon georgei 
- Epipenaeon ingens 
- Epipenaeon ovalis 
- Epipenaeon oviforme 
- Epipenaeon pestai 
- Epipenaeon qadrii 
- Epiphrixus adriaticus 
- Epulaega derkoma 
- Epulaega fracta 
- Epulaega lethrina 
- Epulaega monilis 
- Epulaega nodosa 
- Eragia profunda 
- Eremisopus beei 
- Ergyne cervicornis 
- Erichsonella attenuata 
- Erichsonella cortezi 
- Erichsonella crenulata 
- Erichsonella filiformis 
- Erichsonella floridana 
- Erichsonella isabelensis 
- Erichsonella nordenskjoeldi 
- Eriphrixus obesus 
- Erophiloscia acanthifera 
- Erophiloscia longistyla 
- Erophiloscia narcissi 
- Erophiloscia recurvata 
- Erophiloscia waegelei 
- Escualdoniscus coiffaiti 
- Escualdoniscus triocellatus 
- Eterocerceis somala 
- Ethelum africanum 
- Ethelum americanum 
- Ethelum attenuatum 
- Ethelum burgeoni 
- Ethelum gezei 
- Ethelum liberiensis 
- Ethelum modestum 
- Ethelum pusillum 
- Ethelum reflexum 
- Ethelum rotundatum 
- Ethelumoides holthuisi 
- Ethelumoris parallelus 
- Ethelumoris setosus 
- Etlastenasellus confinis 
- Etlastenasellus mixtecus 
- Eubelum asperius 
- Eubelum breviantennatum 
- Eubelum dollfusii 
- Eubelum gabonensis 
- Eubelum garambae 
- Eubelum haasi 
- Eubelum icarense 
- Eubelum ignavum 
- Eubelum incertum 
- Eubelum instrenuum 
- Eubelum kisantui 
- Eubelum lubricum 
- Eubelum lugubre 
- Eubelum minimum 
- Eubelum montanum 
- Eubelum novum 
- Eubelum paralubricum 
- Eubelum pictum 
- Eubelum pseudoasperius 
- Eubelum quietum 
- Eubelum schmoelzeri 
- Eubelum simplex 
- Eubelum squamatum 
- Eubelum squamosum 
- Eubelum stanleyanum 
- Eubelum stipulatum 
- Eubelum tachyoryctidis 
- Eubelum tomentosum 
- Eubelum ubangium 
- Eubelum vannamei 
- Eugerda arctica 
- Eugerda dubia 
- Eugerda elegans 
- Eugerda filipes 
- Eugerda fragilis 
- Eugerda fulcimandibulata 
- Eugerda glopiceps 
- Eugerda gurjanovae 
- Eugerda imbricata 
- Eugerda intermedia 
- Eugerda kamtschatica 
- Eugerda mandibulata 
- Eugerda pannosa 
- Eugerda reticulata 
- Eugerda setifluxa 
- Eugerda svavarssoni 
- Eugerda tenuimana 
- Eugerdella armata 
- Eugerdella cellata 
- Eugerdella coarctata 
- Eugerdella distincta 
- Eugerdella hessleri 
- Eugerdella huberti 
- Eugerdella ischnomesoides 
- Eugerdella lateralis 
- Eugerdella longimana 
- Eugerdella margaretae 
- Eugerdella minutula 
- Eugerdella natator 
- Eugerdella ordinaria 
- Eugerdella polita 
- Eugerdella pugilator 
- Eugerdella serrata 
- Eugerdella theodori 
- Eugerdella zenkevitschi 
- Euidotea bakeri 
- Euidotea caeruleotincta 
- Euidotea danai 
- Euidotea distincta 
- Euidotea durvillei 
- Euidotea halei 
- Euidotea peronii 
- Euidotea stricta 
- Eumetor liriopides 
- Euneognathia gigas 
- Eurycope affinis 
- Eurycope alia 
- Eurycope baea 
- Eurycope brevirostris 
- Eurycope californiensis 
- Eurycope canariensis 
- Eurycope caribbea 
- Eurycope centobi 
- Eurycope complanata 
- Eurycope cornuta 
- Eurycope crassa 
- Eurycope crassiramis 
- Eurycope cryoabyssalis 
- Eurycope curticephala 
- Eurycope curtirostris 
- Eurycope dahli 
- Eurycope denticollis 
- Eurycope diadela 
- Eurycope eltaniae 
- Eurycope errabunda 
- Eurycope friesae 
- Eurycope galatheae 
- Eurycope gaussi 
- Eurycope gibberifrons 
- Eurycope glabra 
- Eurycope grasslei 
- Eurycope hanseni 
- Eurycope hessleri 
- Eurycope inermis 
- Eurycope iphthima 
- Eurycope juvenalis 
- Eurycope kurchatovi 
- Eurycope laticuneata 
- Eurycope lavis 
- Eurycope linearis 
- Eurycope longiflagrata 
- Eurycope magna 
- Eurycope manifesta 
- Eurycope monodon 
- Eurycope mutica 
- Eurycope nobili 
- Eurycope ovata 
- Eurycope producta 
- Eurycope propilosa 
- Eurycope quadrata 
- Eurycope quadratifrons 
- Eurycope ratmanovi 
- Eurycope sandersi 
- Eurycope sarsi 
- Eurycope scabra 
- Eurycope septentrionalis 
- Eurycope spinifrons 
- Eurycope tumidicarpus 
- Eurycope vasinae 
- Eurycope vicarius 
- Eurycope wolffi 
- Eurydice acuticauda 
- Eurydice agilis 
- Eurydice akiyamai 
- Eurydice arabica 
- Eurydice barnardi 
- Eurydice binda 
- Eurydice bowmani 
- Eurydice caudata 
- Eurydice cavicaudata 
- Eurydice chelifer 
- Eurydice clymeneia 
- Eurydice convexa 
- Eurydice czerniavsky 
- Eurydice dollfusi 
- Eurydice elongata 
- Eurydice emarginata 
- Eurydice grimaldii 
- Eurydice humilis 
- Eurydice indicis 
- Eurydice inermis 
- Eurydice inornata 
- Eurydice kensleyi 
- Eurydice littoralis 
- Eurydice longiantennata 
- Eurydice longicornis 
- Eurydice longipes 
- Eurydice longispina 
- Eurydice lusitanica 
- Eurydice marisrubri 
- Eurydice marzouqui 
- Eurydice mauritanica 
- Eurydice minya 
- Eurydice naylori 
- Eurydice nipponica 
- Eurydice nunomurai 
- Eurydice orientalis 
- Eurydice paxilli 
- Eurydice peraticis 
- Eurydice personata 
- Eurydice piperata 
- Eurydice pontica 
- Eurydice racovitzai 
- Eurydice rotundicauda 
- Eurydice saikaiensis 
- Eurydice spenceri 
- Eurydice spinigera 
- Eurydice subtruncata 
- Eurydice tarti 
- Eurydice tridentata 
- Eurydice truncata 
- Eurydice valkanovi 
- Eurydice woka 
- Eurydice wyuna 
- Eurygastor montanus 
- Eurygastor robustus 
- Eurylana arcuata 
- Eurylana cookii 
- Eurylana pore 
- Euryligia latissima 
- Eusymmerus antennatus 
- Eusymmerus pseudoculata 
- Exallanthura sexpes 
- Exalloniscus albus 
- Exalloniscus beroni 
- Exalloniscus bicoloratus 
- Exalloniscus borneanus 
- Exalloniscus brincki 
- Exalloniscus caudatus 
- Exalloniscus coecus 
- Exalloniscus cortii 
- Exalloniscus malaccensis 
- Exalloniscus maschwitzi 
- Exalloniscus nepalensis 
- Exalloniscus papillosus 
- Exalloniscus rotundatus 
- Exalloniscus silvestri 
- Exalloniscus sumatranus 
- Exalloniscus thailandensis 
- Exalloniscus tuberculatus 
- Exalloniscus vietnamensis 
- Excirolana affinis 
- Excirolana armata 
- Excirolana braziliensis 
- Excirolana chamensis 
- Excirolana chilensis 
- Excirolana chiltoni 
- Excirolana geniculata 
- Excirolana hirsuticauda 
- Excirolana latipes 
- Excirolana linguifrons 
- Excirolana mayana 
- Excirolana monodi 
- Excirolana natalensis 
- Excirolana orientalis 
- Excorallana acuticauda 
- Excorallana angusta 
- Excorallana berbicensis 
- Excorallana bicornis 
- Excorallana bruscai 
- Excorallana conabioae 
- Excorallana costata 
- Excorallana delaneyi 
- Excorallana fissicauda 
- Excorallana houstoni 
- Excorallana longicornis 
- Excorallana meridionalis 
- Excorallana mexicana 
- Excorallana oculata 
- Excorallana quadricornis 
- Excorallana richardsoni 
- Excorallana sexticornis 
- Excorallana stebbingi 
- Excorallana subtilis 
- Excorallana tricornis 
- Excorallana truncata 
- Excorallana warmingii 
- Excorallana yaeyamana 
- Excorallana yamamuroae 
- Exiliniscus aculeatus 
- Exiliniscus chandravoli 
- Exiliniscus clipeatus 
- Exiliniscus hanseni 
- Exocerceis nasuta 
- Exosphaeroides fluvialis 
- Exosphaeroides quadricosta 
- Exosphaeroides quirosi 
- Exosphaeroma agmokara 
- Exosphaeroma alii 
- Exosphaeroma alveola 
- Exosphaeroma amplicauda 
- Exosphaeroma antarctica 
- Exosphaeroma antikraussi 
- Exosphaeroma bicolor 
- Exosphaeroma brevitelson 
- Exosphaeroma bruscai 
- Exosphaeroma chilensis 
- Exosphaeroma diminutum 
- Exosphaeroma echinensis 
- Exosphaeroma estuarium 
- Exosphaeroma falcatum 
- Exosphaeroma gigas 
- Exosphaeroma hylecoetes 
- Exosphaeroma inornata 
- Exosphaeroma kraussi 
- Exosphaeroma laevis 
- Exosphaeroma laeviusculum 
- Exosphaeroma media 
- Exosphaeroma montis 
- Exosphaeroma obtusum 
- Exosphaeroma octoncum 
- Exosphaeroma pallidum 
- Exosphaeroma parva 
- Exosphaeroma planulum 
- Exosphaeroma planum 
- Exosphaeroma porrectum 
- Exosphaeroma rhomburum 
- Exosphaeroma serventii 
- Exosphaeroma studeri 
- Exosphaeroma truncatitelson 
- Exosphaeroma varicolor 
- Exosphaeroma waitemata 
- Expanathura amstelodami 
- Expanathura ardea 
- Expanathura collaris 
- Expanathura haddae 
- Expanathura macronesia 
- Expanathura mooreae 
- Exumalana reptans 
- Exzaes bicolor 
- Exzaes pilosa 
- Exzaes sylvatica

## F
Faba glabra 
- Faba luetzeni 
- Faba setosa 
- Fakoanum agauriae 
- Falsanathelges muelleri 
- Faucheria faucheri 
- Feadillo principensis 
- Feadillo saotomensis 
- Filippinodillo kimberleyensis 
- Filippinodillo maculatus 
- Filophryxus dorsalis 
- Finaloniscus berberensis 
- Finaloniscus briani 
- Finaloniscus franciscoloi 
- Fissarcturus bathyweddellensis 
- Fissarcturus elongatus 
- Fissarcturus emarginatus 
- Fissarcturus granulosus 
- Fissarcturus hirticornis 
- Fissarcturus mawsoni 
- Fissarcturus minutus 
- Fissarcturus patagonicus 
- Fissarcturus paxillaris 
- Fissarcturus poorei 
- Fissarcturus robustus 
- Fissarcturus rossi 
- Fissarcturus rugosus 
- Fissarcturus sandwichi 
- Fissarcturus sclerosus 
- Fissarcturus stebbingnordenstami 
- Fissarcturus stephenseni 
- Floridoscia fusca 
- Formicascia inquilina 
- Formosillo zimmeri 
- Fortimesus concinnus 
- Fortimesus consanguensis 
- Fortimesus cornutus 
- Fortimesus formosus 
- Fortimesus gigas 
- Fortimesus profundicolus 
- Fortimesus robustus 
- Fortimesus scabriusculus 
- Fortimesus thomsoni 
- Fortimesus zuluensis 
- Fossoniscus nubicus 
- Frontoserolis abyssalis 
- Frontoserolis acuminata 
- Frontoserolis aestimabilis 
- Frontoserolis aspera 
- Frontoserolis bouvieri 
- Frontoserolis glacialis 
- Frontoserolis leachi 
- Frontoserolis nobilis 
- Frontoserolis pagenstecheri 
- Frontoserolis polita 
- Frontoserolis reptans 
- Frontoserolis septemcarinata 
- Frontoserolis serratus 
- Frontoserolis waegelei 
- Furcarcturus polarsterni

## G
Gabunillo coecus 
- Gabunoscia feai 
- Galathocrypta acaudata 
- Gallasellus heilyi 
- Galziniella polynesica 
- Gareia arafurae 
- Gariwerdeus beehivensis 
- Gariwerdeus ingletonensis 
- Gariwerdeus turretensis 
- Gelsana abnormis 
- Geocerceis barbarae 
- Gerufa hirticornis 
- Gerufa macrops 
- Gerufa marmorata 
- Gerufa montana 
- Gewone oprolpissebed 
- Gewone zeepissebed 
- Gibbagnathia europalothrix 
- Gigantione bouvieri 
- Gigantione elconaxii 
- Gigantione giardi 
- Gigantione hainanensis 
- Gigantione hawaiiensis 
- Gigantione ishigakiensis 
- Gigantione moebii 
- Gigantione mortenseni 
- Gigantione petalomerae 
- Gigantione pikei 
- Gigantione pratti 
- Gigantione rathbunae 
- Gigantione rhombos 
- Gigantione sagamiensis 
- Gigantione tau 
- Gigantione uberlackerae 
- Glaberarcturus stellae 
- Glabroserolis specialis 
- Gladde pissebed 
- Globarcturus angelikae 
- Globarmadillo armatus 
- Glomerulus microps 
- Glossobius albinae 
- Glossobius anctus 
- Glossobius arimae 
- Glossobius auritus 
- Glossobius crassa 
- Glossobius hemiramphi 
- Glossobius impressus 
- Glossobius linearis 
- Glossobius ogasawarensis 
- Glyptidotea lichtensteini 
- Glyptonotus acutus 
- Glyptonotus antarcticus 
- Gnathia africana 
- Gnathia albescens 
- Gnathia alces 
- Gnathia andrei 
- Gnathia antarctica 
- Gnathia antonbruunae 
- Gnathia arabica 
- Gnathia arctica 
- Gnathia asperifrons 
- Gnathia aureola 
- Gnathia aureumaculosa 
- Gnathia barnardi 
- Gnathia beethoveni 
- Gnathia bengalensis 
- Gnathia biorbis 
- Gnathia brachyuropus 
- Gnathia brucei 
- Gnathia bungoensis 
- Gnathia calamitosa 
- Gnathia calmani 
- Gnathia calsi 
- Gnathia camponotus 
- Gnathia camuripenis 
- Gnathia capillata 
- Gnathia cerina 
- Gnathia clementensis 
- Gnathia cooki 
- Gnathia coralmaris 
- Gnathia cornuta 
- Gnathia coronadoensis 
- Gnathia cryptopais 
- Gnathia dentata 
- Gnathia derzhavini 
- Gnathia disjuncta 
- Gnathia epopstruma 
- Gnathia eumeces 
- Gnathia excavata 
- Gnathia falcipenis 
- Gnathia fallax 
- Gnathia firingae 
- Gnathia fragilis 
- Gnathia glauca 
- Gnathia gonzalezi 
- Gnathia grandilaris 
- Gnathia grutterae 
- Gnathia gurjanovae 
- Gnathia halei 
- Gnathia hamletgast 
- Gnathia hemingwayi 
- Gnathia hirayamai 
- Gnathia hirsuta 
- Gnathia illepidus 
- Gnathia incana 
- Gnathia indoinsularis 
- Gnathia inopinata 
- Gnathia iridomyrmex 
- Gnathia johanna 
- Gnathia kumejimensis 
- Gnathia lacunacapitalis 
- Gnathia latidens 
- Gnathia lignophila 
- Gnathia limicola 
- Gnathia luxata 
- Gnathia maculosa 
- Gnathia magdalenensis 
- Gnathia malaysiensis 
- Gnathia margaritarum 
- Gnathia marionis 
- Gnathia marleyi 
- Gnathia maxillaris 
- Gnathia meticola 
- Gnathia mulieraria 
- Gnathia mutsuensis 
- Gnathia mystrium 
- Gnathia nicembola 
- Gnathia nkulu 
- Gnathia notostigma 
- Gnathia nubila 
- Gnathia odontomachus 
- Gnathia oxyuraea 
- Gnathia panousei 
- Gnathia pantherina 
- Gnathia perimulica 
- Gnathia phallonajopsis 
- Gnathia philogona 
- Gnathia pilosus 
- Gnathia piscivora 
- Gnathia productatridens 
- Gnathia prolasius 
- Gnathia puertoricensis 
- Gnathia rathi 
- Gnathia rectifrons 
- Gnathia rhytidoponera 
- Gnathia ricardoi 
- Gnathia samariensis 
- Gnathia sanrikuensis 
- Gnathia scabra 
- Gnathia schmidti 
- Gnathia serrula 
- Gnathia serrulatifrons 
- Gnathia sifae 
- Gnathia somalia 
- Gnathia spongicola 
- Gnathia steveni 
- Gnathia stigmacros 
- Gnathia stoddarti 
- Gnathia taprobanensis 
- Gnathia teissieri 
- Gnathia teruyukiae 
- Gnathia tridens 
- Gnathia trilobata 
- Gnathia trimaculata 
- Gnathia triospathiona 
- Gnathia tuberculata 
- Gnathia tuberculosa 
- Gnathia ubatuba 
- Gnathia varanus 
- Gnathia variobranchia 
- Gnathia vellosa 
- Gnathia venusta 
- Gnathia virginalis 
- Gnathia vorax 
- Gnathia wagneri 
- Gnathia wisteri 
- Gnathia zanzibarensis 
- Gnatholana mandibularis 
- Gnathostenetrioides pugio 
- Gnathostenetroides laodicense 
- Gnathostenetroides pugio 
- Gnomoniscus podasconis 
- Gnorimosphaeroma akanense 
- Gnorimosphaeroma albicauda 
- Gnorimosphaeroma anchialos 
- Gnorimosphaeroma boninense 
- Gnorimosphaeroma chejuense 
- Gnorimosphaeroma chinense 
- Gnorimosphaeroma hachijoense 
- Gnorimosphaeroma hoestlandti 
- Gnorimosphaeroma hokurikuense 
- Gnorimosphaeroma insulare 
- Gnorimosphaeroma iriei 
- Gnorimosphaeroma izuense 
- Gnorimosphaeroma kurilense 
- Gnorimosphaeroma naktongense 
- Gnorimosphaeroma noblei 
- Gnorimosphaeroma oregonensis 
- Gnorimosphaeroma ovatum 
- Gnorimosphaeroma paradoxa 
- Gnorimosphaeroma pulchellum 
- Gnorimosphaeroma rayi 
- Gnorimosphaeroma rebunense 
- Gnorimosphaeroma shikinense 
- Gnorimosphaeroma tondaense 
- Gnorimosphaeroma trigonocaudum 
- Gnorimosphaeroma tsutshimaense 
- Goleathopseudione bilobatus 
- Gorgoniscus incisodactylus 
- Gracilimesus angustus 
- Gracilimesus celticensis 
- Gracilimesus corniculatus 
- Gracilimesus gorbunovi 
- Gracilimesus hanseni 
- Gracilimesus insignis 
- Gracilimesus modestatenuis 
- Gracilimesus modestus 
- Gracilimesus orientalis 
- Gracilimesus tenuispinis 
- Gracilimesus tropicalis 
- Graeconiscus guanophilus 
- Graeconiscus kournasensis 
- Graeconiscus liebegotti 
- Graeconiscus paxi 
- Graeconiscus strinatii 
- Graeconiscus tricornis 
- Graeconiscus xerovunensis 
- Grapsicepon belizeianum 
- Grapsicepon edwardsi 
- Grapsicepon magnum 
- Grapsicepon messoris 
- Grapsicepon micronesianum 
- Grapsicepon rotundum 
- Grapsion cavolinii 
- Grote gaper 
- Gurjanopsis antarcticus 
- Gurjanopsis australis 
- Gyge angularis 
- Gyge branchialis 
- Gyge fujianensis 
- Gyge irregularis 
- Gyge ovalis

## H
Hadromastax dinamoraze 
- Hadromastax merga 
- Hadromastax polynesica 
- Halacarsantia acuta 
- Halacarsantia colombiensis 
- Halacarsantia justi 
- Halacarsantia kussakini 
- Halacarsantia ovata 
- Halacarsantia setosa 
- Halacarsantia uniramea 
- Haliophasma adinae 
- Haliophasma alaticauda 
- Haliophasma antarctica 
- Haliophasma austroafricanum 
- Haliophasma barnardi 
- Haliophasma beaufortia 
- Haliophasma blandfordia 
- Haliophasma canale 
- Haliophasma caprii 
- Haliophasma coronicauda 
- Haliophasma cribense 
- Haliophasma curri 
- Haliophasma cycneum 
- Haliophasma dakarensis 
- Haliophasma darwinia 
- Haliophasma dillwynia 
- Haliophasma elongatum 
- Haliophasma falcatum 
- Haliophasma foveolata 
- Haliophasma geminata 
- Haliophasma hermani 
- Haliophasma macrurum 
- Haliophasma mjoelniri 
- Haliophasma mombasa 
- Haliophasma novaezelandiae 
- Haliophasma palmatum 
- Haliophasma pinnatum 
- Haliophasma platytelson 
- Haliophasma poorei 
- Haliophasma profunda 
- Haliophasma pseudocarinata 
- Haliophasma pugnatum 
- Haliophasma purpureum 
- Haliophasma schotteae 
- Haliophasma swainsonia 
- Haliophasma syrtis 
- Haliophasma templetonia 
- Haliophasma transkei 
- Haliophasma tricarinata 
- Haliophasma yarra 
- Haloniscus anophthalmus 
- Haloniscus longiantennatus 
- Haloniscus searlei 
- Haloniscus stilifer 
- Haloniscus tomentosus 
- Halophiloscia couchii 
- Halophiloscia guernei 
- Halophiloscia hirsuta 
- Halophiloscia ischiana 
- Halophiloscia ortschi 
- Halophiloscia tyrrhena 
- Hanoniscus ashtoni 
- Hanoniscus monodi 
- Hanoniscus myrmecophilus 
- Hanoniscus nichollsi 
- Hanoniscus orientalis 
- Hanoniscus tuberculatus 
- Hansenium aldabrae 
- Hansenium antillense 
- Hansenium bowmani 
- Hansenium caicoense 
- Hansenium caicoensis 
- Hansenium chiltoni 
- Hansenium dodo 
- Hansenium entale 
- Hansenium expansum 
- Hansenium gilbertense 
- Hansenium hanseni 
- Hansenium medipacificum 
- Hansenium monodi 
- Hansenium occidentale 
- Hansenium remocarpus 
- Hansenium spathulicarpus 
- Hansenium stebbingi 
- Hansenium thomasi 
- Hansenium tropex 
- Hansenium wilsoni 
- Hansenolana anisopous 
- Haplarmadillo monocellatus 
- Haplodendron buzwilsoni 
- Haplomesus antarcticus 
- Haplomesus bifurcatus 
- Haplomesus brevispinis 
- Haplomesus ornatus 
- Haplomesus quadrispinosus 
- Haplomunna caeca 
- Haplomunna hubbsi 
- Haplomunna japonica 
- Haploniscus acutirostris 
- Haploniscus acutus 
- Haploniscus aduncus 
- Haploniscus ampliatus 
- Haploniscus angolensis 
- Haploniscus angustus 
- Haploniscus antarcticus 
- Haploniscus belyaevi 
- Haploniscus bicuspis 
- Haploniscus bihastatus 
- Haploniscus borealis 
- Haploniscus bruuni 
- Haploniscus capensis 
- Haploniscus cassilatus 
- Haploniscus charcoti 
- Haploniscus cucullus 
- Haploniscus curvirostris 
- Haploniscus excisus 
- Haploniscus foresti 
- Haploniscus furcatus 
- Haploniscus gernekei 
- Haploniscus gibbernasutus 
- Haploniscus gnanamuthi 
- Haploniscus hamatus 
- Haploniscus harrietae 
- Haploniscus helgei 
- Haploniscus hydroniscoides 
- Haploniscus inermis 
- Haploniscus ingolfi 
- Haploniscus intermedius 
- Haploniscus kensleyi 
- Haploniscus kermadecensis 
- Haploniscus kyrbasia 
- Haploniscus laticephalus 
- Haploniscus latus 
- Haploniscus machairis 
- Haploniscus menziesi 
- Haploniscus miccus 
- Haploniscus microkorys 
- Haploniscus minutus 
- Haploniscus monoceros 
- Haploniscus monodi 
- Haploniscus myriamae 
- Haploniscus nondescriptus 
- Haploniscus nudifrons 
- Haploniscus obtusifrons 
- Haploniscus ovatus 
- Haploniscus oviformis 
- Haploniscus percavix 
- Haploniscus piestus 
- Haploniscus polaris 
- Haploniscus procerus 
- Haploniscus profundicolus 
- Haploniscus pygmaeus 
- Haploniscus retrospinis 
- Haploniscus robinsoni 
- Haploniscus rostratus 
- Haploniscus rugosus 
- Haploniscus saphos 
- Haploniscus silus 
- Haploniscus similis 
- Haploniscus spatulifrons 
- Haploniscus spinifer 
- Haploniscus tangaroae 
- Haploniscus telus 
- Haploniscus tricornis 
- Haploniscus tricornoides 
- Haploniscus tridens 
- Haploniscus tropicalis 
- Haploniscus tuberculatus 
- Haploniscus ultraabyssalis 
- Haploniscus unicornis 
- Haploniscus weddellensis 
- Haplophthalmus abbreviatus 
- Haplophthalmus africanus 
- Haplophthalmus alicantinus 
- Haplophthalmus apuanus 
- Haplophthalmus asturicus 
- Haplophthalmus aternanus 
- Haplophthalmus austriacus 
- Haplophthalmus avolensis 
- Haplophthalmus banaticus 
- Haplophthalmus bituberculatus 
- Haplophthalmus bodadonai 
- Haplophthalmus caecus 
- Haplophthalmus chisterai 
- Haplophthalmus claviger 
- Haplophthalmus concordiae 
- Haplophthalmus delmontensis 
- Haplophthalmus fiumaranus 
- Haplophthalmus gibbosus 
- Haplophthalmus gibbus 
- Haplophthalmus graecus 
- Haplophthalmus hungaricus 
- Haplophthalmus ionescui 
- Haplophthalmus kosswigi 
- Haplophthalmus ligurinus 
- Haplophthalmus litoralis 
- Haplophthalmus mariae 
- Haplophthalmus medius 
- Haplophthalmus meridionalis 
- Haplophthalmus monticellii 
- Haplophthalmus montivagus 
- Haplophthalmus movilae 
- Haplophthalmus napocensis 
- Haplophthalmus parnesius 
- Haplophthalmus perezi 
- Haplophthalmus portofinensis 
- Haplophthalmus provincialis 
- Haplophthalmus pumilio 
- Haplophthalmus rhinoceros 
- Haplophthalmus siculus 
- Haplophthalmus stygiragus 
- Haplophthalmus stygivagus 
- Haplophthalmus teissieri 
- Haplophthalmus thermophilus 
- Haplophthalmus transiens 
- Haplophthalmus unituberculatus 
- Haplophthalmus valenciae 
- Haplophthalmus verhoeffi 
- Hapsidohedra aspidophora 
- Hapsidohedra ochlera 
- Haptolana belizana 
- Haptolana bowmani 
- Haptolana pholeta 
- Haptolana somala 
- Haptolana trichostoma 
- Haptolana yarraloola 
- Harrieta faxoni 
- Harrietonana subtriangulata 
- Haswellia anomala 
- Haswellia carnea 
- Haswellia cilicoides 
- Haswellia emarginata 
- Haswellia glauerti 
- Haswellia intermedia 
- Haswellia juxtacarnea 
- Havenpissebed 
- Hawaianira caudata 
- Hawaianira peleae 
- Hawaiioscia microphthalma 
- Hawaiioscia paeninsulae 
- Hawaiioscia parvituberculata 
- Hawaiioscia rotundata 
- Hawaiodillo danae 
- Hawaiodillo perkinsi 
- Hawaiodillo sharpi 
- Hebefustis alleni 
- Hebefustis clareolithis 
- Hebefustis cornutus 
- Hebefustis dispar 
- Hebefustis hexadentium 
- Hebefustis hirsutus 
- Hebefustis mollicellus 
- Hebefustis par 
- Hebefustis primitivus 
- Hebefustis robustus 
- Hebefustis vafer 
- Hebefustis vitjazi 
- Hekelus episimus 
- Helenoniscus prenanti 
- Helenoniscus teissieri 
- Helleria brevicornis 
- Hemiarthrus abdominalis 
- Hemiarthrus nematocarcini 
- Hemiarthrus surculus 
- Hemiarthrus synalphei 
- Hemicepon muelleri 
- Hemilepistoides messerianus 
- Hemilepistus aphganicus 
- Hemilepistus crenulatus 
- Hemilepistus cristatus 
- Hemilepistus elongatus 
- Hemilepistus fedtschenkoi 
- Hemilepistus heptneri 
- Hemilepistus klugii 
- Hemilepistus magnus 
- Hemilepistus nodosus 
- Hemilepistus reaumuri 
- Hemilepistus reductus 
- Hemilepistus rhinoceros 
- Hemilepistus ruderalis 
- Hemilepistus schirasi 
- Hemilepistus zachvatkini 
- Hemioniscus balani 
- Hemioniscus pagurophilus 
- Hemiphryxus malindiae 
- Hemisphaeroma pulchrum 
- Heptanthura amyle 
- Heptanthura caribbica 
- Heptanthura colombiana 
- Heptanthura cryptobia 
- Heptanthura kensleyi 
- Heptanthura lewisi 
- Heptanthura novaezealandiae 
- Heptanthura phuket 
- Heptanthura scopulosa 
- Heptanthura tuberculata 
- Heroldia appressa 
- Heroldia digitifera 
- Heroldia humboldti 
- Heroldia monticola 
- Heroldia reticulata 
- Heterias exul 
- Heterias nichollsi 
- Heterias petrensis 
- Heterias pusilla 
- Heterocepon marginatum 
- Heterodina mccaini 
- Heterodina mosaica 
- Heteromesus bifurcatus 
- Heteromesus calcar 
- Heteromesus ctenobasius 
- Heteromesus dentatus 
- Heteromesus drachi 
- Heteromesus frigidus 
- Heteromesus granulatus 
- Heteromesus greeni 
- Heteromesus inaffectus 
- Heteromesus longiremis 
- Heteromesus longiremus 
- Heteromesus oryktus 
- Heteromesus schmidtii 
- Heteromesus similis 
- Heteromesus spinescens 
- Heteromesus spininescens 
- Heteromesus spinosus 
- Heteromesus thomsoni 
- Heteromesus wolffi 
- Heterophryxus appendiculatus 
- Heterophryxus australis 
- Heterophryxus elongatus 
- Heteroserolis australiensis 
- Heteroserolis carinata 
- Heteroserolis elongata 
- Heteroserolis levidorsata 
- Heteroserolis longicaudata 
- Heteroserolis mgrayi 
- Heteroserolis pallida 
- Heteroserolis pellucida 
- Heteroserolis tropica 
- Heteroserolis tuberculata 
- Heterosignum elegans 
- Heterosignum hashimotoi 
- Heterosignum mutsuensis 
- Heterosignum ohtsukai 
- Heterosignum otsuchiensis 
- Heterosignum unicornis 
- Hiallelgon jeanneli 
- Hiallides minutus 
- Hiallum affine 
- Hiallum camerunicum 
- Hiallum hilgendorfii 
- Hiallum postflavum 
- Hiallum richardsoni 
- Hiallum rothschildi 
- Hiatoniscus contractus 
- Hiatoniscus griseus 
- Hoctunus vespertillo 
- Holidotea unicornis 
- Holidoteidae incertae sedis cochlearicornis 
- Holidoteidae incertae sedis tannerensis 
- Holidoteidae incertae sedis vinogradovae 
- Holodentata caeca 
- Holodentata triangulata 
- Holognathus karamea 
- Holognathus stewarti 
- Holophryxus acanthephyrae 
- Holophryxus alaskensis 
- Holophryxus fusiformis 
- Holophryxus giardi 
- Holophryxus polyandrus 
- Holophryxus quadratahumerale 
- Holophryxus richardi 
- Holophryxus septapodus 
- Holotelson decoratus 
- Holotelson longicauda 
- Holotelson tuberculatus 
- Hondoniscus kitakamiensis 
- Hondoniscus mogamiensis 
- Hora damae 
- Huntonia montana 
- Hybodillo colocasiae 
- Hybodillo ishiii 
- Hybodillo monocellatus 
- Hydroniscus abyssi 
- Hydroniscus buzwilsoni 
- Hydroniscus lobocephalus 
- Hydroniscus malyutinae 
- Hydroniscus minutus 
- Hydroniscus ornatus 
- Hydroniscus quadrifrons 
- Hydroniscus vandeli 
- Hydroniscus vitjazi 
- Hydroniscus watlingi 
- Hyloniscus adonis 
- Hyloniscus banaticus 
- Hyloniscus beckeri 
- Hyloniscus beieri 
- Hyloniscus borceai 
- Hyloniscus crassicornis 
- Hyloniscus dacicus 
- Hyloniscus dalmaticus 
- Hyloniscus elisabethae 
- Hyloniscus flammula 
- Hyloniscus flammuloides 
- Hyloniscus inflatis 
- Hyloniscus kapaoniscus 
- Hyloniscus kopaoniscensis 
- Hyloniscus kossovensis 
- Hyloniscus macedonicus 
- Hyloniscus marani 
- Hyloniscus marginalis 
- Hyloniscus mariae 
- Hyloniscus motasi 
- Hyloniscus narentanus 
- Hyloniscus parnesius 
- Hyloniscus pilifer 
- Hyloniscus pugionum 
- Hyloniscus refugorium 
- Hyloniscus rilensis 
- Hyloniscus siculus 
- Hyloniscus stankovici 
- Hyloniscus taborskyii 
- Hyloniscus transsilvanicus 
- Hyloniscus travnicensis 
- Hyloniscus vividus 
- Hypercepon guamensis 
- Hyperoedesipus plumosus 
- Hyperphrixus castrensis 
- Hyperphrixus tattersalli 
- Hypocepon enoeensis 
- Hypocepon globosus 
- Hypohyperphrixus latilamellaris 
- Hypophryxus filiformis 
- Hypophryxus leptochelae 
- Hypophryxus pikei 
- Hypophryxus yusakiensis 
- Hypsimetopus intrusor 
- Hyssura bacescui 
- Hyssura gracilis 
- Hyssura ligurica 
- Hyssura producta 
- Hyssura profunda 
- Hyssura vimsae

## I
Iais aquilei 
- Iais californica 
- Iais chilense 
- Iais elongata 
- Iais floridana 
- Iais pubescens 
- Iais singaporensis 
- Ianiropsis alanmillari 
- Ianiropsis analoga 
- Ianiropsis bisbidens 
- Ianiropsis breviremis 
- Ianiropsis derjugini 
- Ianiropsis epilittoralis 
- Ianiropsis kincaidi 
- Ianiropsis koreaensis 
- Ianiropsis kussakini 
- Ianiropsis longiantennata 
- Ianiropsis longipes 
- Ianiropsis magnocula 
- Ianiropsis minuta 
- Ianiropsis montereyensis 
- Ianiropsis neglecta 
- Ianiropsis notoensis 
- Ianiropsis pallidocula 
- Ianiropsis palpalis 
- Ianiropsis perplexus 
- Ianiropsis picta 
- Ianiropsis punctulata 
- Ianiropsis serricaudis 
- Ianiropsis setifera 
- Ianiropsis tridens 
- Ianisera trepidus 
- Ianthopsis beddardi 
- Ianthopsis bovallii 
- Ianthopsis certus 
- Ianthopsis laevis 
- Ianthopsis monodi 
- Ianthopsis multispinosa 
- Ianthopsis nasicornis 
- Ianthopsis nodosa 
- Ianthopsis pulchra 
- Ianthopsis ruseri 
- Ianthopsis studeri 
- Ianthopsis vanhoeffeni 
- Iathrippa bisbidens 
- Iathrippa capensis 
- Iathrippa hirsuta 
- Iathrippa inerme 
- Iathrippa longicauda 
- Iathrippa menziesi 
- Iathrippa multidens 
- Iathrippa sarsi 
- Iathrippa trilobatus 
- Iathrippa tristani 
- Iathrippa varians 
- Iberoniscus breuili 
- Ichthyoxenus africana 
- Ichthyoxenus amurensis 
- Ichthyoxenus asymmetrica 
- Ichthyoxenus circularius 
- Ichthyoxenus dentimaxillus 
- Ichthyoxenus expansus 
- Ichthyoxenus formosanus 
- Ichthyoxenus fushanensis 
- Ichthyoxenus geei 
- Ichthyoxenus hsiakowensis 
- Ichthyoxenus japonensis 
- Ichthyoxenus jellinghausii 
- Ichthyoxenus longenditus 
- Ichthyoxenus micronyx 
- Ichthyoxenus minabensis 
- Ichthyoxenus montanus 
- Ichthyoxenus opisthopterygium 
- Ichthyoxenus puhi 
- Ichthyoxenus quadratus 
- Ichthyoxenus sinensis 
- Ichthyoxenus tanganyikae 
- Ichthyoxenus tchangi 
- Ichthyoxenus yunnanensis 
- Idarcturus allelomorphus 
- Idarcturus hedgpethi 
- Idarcturus platysoma 
- Idotea aleutica 
- Idotea brevicauda 
- Idotea brevicorna 
- Idotea danai 
- Idotea delfini 
- Idotea emarginata 
- Idotea fewkesi 
- Idotea granulosa 
- Idotea gurjanovae 
- Idotea indica 
- Idotea metallica 
- Idotea neglecta 
- Idotea obscura 
- Idotea ochotensis 
- Idotea orientalis 
- Idotea ostroumovi 
- Idotea pelagica 
- Idotea phosphorea 
- Idotea rufescens 
- Idotea spasskii 
- Idotea urotoma 
- Idotea whymperi 
- Idotea ziczac 
- Idoteidae incertae sedis festiva 
- Idoteidae incertae sedis whitei 
- Idusa carinata 
- Idusa dieuzeidei 
- Idusa plagusiae 
- Ignamba brevis 
- Ignamba jocquei 
- Ignamba malawiensis 
- Ignamba microps 
- Ignamba parvisulcata 
- Ilyarachna acarina 
- Ilyarachna affinis 
- Ilyarachna antarctica 
- Ilyarachna argentina 
- Ilyarachna armata 
- Ilyarachna bergendahli 
- Ilyarachna bicornis 
- Ilyarachna calva 
- Ilyarachna crassiceps 
- Ilyarachna crozetensis 
- Ilyarachna defecta 
- Ilyarachna derjugini 
- Ilyarachna dubia 
- Ilyarachna frami 
- Ilyarachna hirticeps 
- Ilyarachna kermadecensis 
- Ilyarachna kurilensis 
- Ilyarachna kussakini 
- Ilyarachna longicornis 
- Ilyarachna longipes 
- Ilyarachna mediorientalis 
- Ilyarachna multispinosa 
- Ilyarachna nordenstami 
- Ilyarachna pervica 
- Ilyarachna plana 
- Ilyarachna polita 
- Ilyarachna profunda 
- Ilyarachna propinqua 
- Ilyarachna scabra 
- Ilyarachna simplex 
- Ilyarachna spinoafricana 
- Ilyarachna spinosissima 
- Ilyarachna torleivi 
- Ilyarachna triangular 
- Ilyarachna triangulata 
- Ilyarachna tuberculata 
- Ilyarachna una 
- Ilyarachna vemae 
- Ilyarachna venusta 
- Ilyarachna wolffi 
- Ilyarachna zachsi 
- Inchanga natalensis 
- Inchanga virgiliae 
- Indanthura caribbica 
- Indanthura carinata 
- Indanthura larwoodi 
- Indanthura sculpta 
- Indoniscus albidus 
- Indoniscus deharvengi 
- Indoniscus orientalis 
- Indoniscus vandeli 
- Iolella laciniata 
- Ione brevicauda 
- Ione cornuta 
- Ione ovata 
- Ione taiwanensis 
- Ione thompsoni 
- Ione thoracica 
- Ione tubulata 
- Ione vicina 
- Ionella agassizii 
- Ionella maculata 
- Ionella murchisoni 
- Irakoniscus kosswigi 
- Irmaos lobatus 
- Irmaos sechellarum 
- Isabelloscia heroldi 
- Ischioscia amazonica 
- Ischioscia andina 
- Ischioscia bolivari 
- Ischioscia cadoangelis 
- Ischioscia colorata 
- Ischioscia curvaculeus 
- Ischioscia elongata 
- Ischioscia fasciifrons 
- Ischioscia guamae 
- Ischioscia hanagarthi 
- Ischioscia hirsuta 
- Ischioscia irmleri 
- Ischioscia longicauda 
- Ischioscia marmorata 
- Ischioscia martinae 
- Ischioscia mineri 
- Ischioscia muelleri 
- Ischioscia nitida 
- Ischioscia panamensis 
- Ischioscia pariae 
- Ischioscia plurimaclata 
- Ischioscia quadrispinis 
- Ischioscia stenocarpa 
- Ischioscia sturmi 
- Ischioscia trifasciata 
- Ischioscia variegata 
- Ischioscia zebricolor 
- Ischnomesus anacanthus 
- Ischnomesus andriashevi 
- Ischnomesus antarcticus 
- Ischnomesus armatus 
- Ischnomesus bacilloides 
- Ischnomesus bacillopsis 
- Ischnomesus bacillus 
- Ischnomesus bidens 
- Ischnomesus birsteini 
- Ischnomesus bispinosus 
- Ischnomesus bruuni 
- Ischnomesus calcificus 
- Ischnomesus caribbicus 
- Ischnomesus carolinae 
- Ischnomesus chardyi 
- Ischnomesus curtispinis 
- Ischnomesus decemspinosus 
- Ischnomesus elegans 
- Ischnomesus elongatus 
- Ischnomesus fragilis 
- Ischnomesus glabra 
- Ischnomesus gracilis 
- Ischnomesus hessleri 
- Ischnomesus justi 
- Ischnomesus latimanus 
- Ischnomesus magnificus 
- Ischnomesus multispinis 
- Ischnomesus norvegicus 
- Ischnomesus paucispinis 
- Ischnomesus planus 
- Ischnomesus profundus 
- Ischnomesus roseus 
- Ischnomesus simplex 
- Ischnomesus simplissimus 
- Ischnomesus spaercki 
- Ischnomesus tasmanensis 
- Ischnomesus vinogradovi 
- Ischnomesus wolffi 
- Ischyromene australis 
- Ischyromene australoides 
- Ischyromene barnardi 
- Ischyromene bicarinata 
- Ischyromene bicolor 
- Ischyromene brunnea 
- Ischyromene codii 
- Ischyromene condita 
- Ischyromene cordiforaminalis 
- Ischyromene eatoni 
- Ischyromene hirsuta 
- Ischyromene huttoni 
- Ischyromene insulsa 
- Ischyromene kokotahi 
- Ischyromene lacazei 
- Ischyromene macrocephala 
- Ischyromene magna 
- Ischyromene menziesi 
- Ischyromene mortenseni 
- Ischyromene ovalis 
- Ischyromene polytyla 
- Ischyromene rubida 
- Ischyromene sapmeri 
- Ischyromene scabricula 
- Ischyromene tuberculata 
- Isocladus armatus 
- Isocladus bahamondei 
- Isocladus calcareus 
- Isocladus dulciculus 
- Isocladus excavatus 
- Isocladus howensis 
- Isocladus inaccuratus 
- Isocladus indicus 
- Isocladus integra 
- Isocladus laevis 
- Isocladus magellanensis 
- Isocladus mimetes 
- Isocladus otion 
- Isocladus reconditus 
- Isocladus spiculatus 
- Isocladus spiniger 
- Isocladus tristense 
- Isonebula acanthopleon 
- Isonebula maculatus 
- Isoyvesia striata 
- Italoniscus sorattinus

## J
Jaera (Jaera) albifrons 
- Jaera (Jaera) bocqueti 
- Jaera (Jaera) caspica 
- Jaera (Jaera) danubica 
- Jaera (Jaera) forsmani 
- Jaera (Jaera) hopeana 
- Jaera (Jaera) ischiosetosa 
- Jaera (Jaera) istri 
- Jaera (Jaera) italica 
- Jaera (Jaera) nordica 
- Jaera (Jaera) nordmanni 
- Jaera (Jaera) petiti 
- Jaera (Jaera) posthirsuta 
- Jaera (Jaera) praehirsuta 
- Jaera (Jaera) sarsi 
- Jaera (Jaera) schellenbergi 
- Jaera (Jaera) sorrentina 
- Jaera (Jaera) syei 
- Jaera (Jaera) wakishiana 
- Jaera marina 
- Jaerella armata 
- Janaira gracilis 
- Janaira platyoura 
- Janira alta 
- Janira capensis 
- Janira denticulata 
- Janira exstans 
- Janira japonica 
- Janira maculosa 
- Janira operculata 
- Janiralata aberrantis 
- Janiralata bifurcata 
- Janiralata bilobata 
- Janiralata bisinuata 
- Janiralata chuni 
- Janiralata davisi 
- Janiralata erostrata 
- Janiralata gurjanovae 
- Janiralata hexadentata 
- Janiralata holmesi 
- Janiralata intermedia 
- Janiralata koreaensis 
- Janiralata kurilensis 
- Janiralata microphthalma 
- Janiralata modesta 
- Janiralata obliterata 
- Janiralata occidentalis 
- Janiralata ochoensis 
- Janiralata pilosa 
- Janiralata problematica 
- Janiralata rajata 
- Janiralata rhacuraeformis 
- Janiralata sagamiensis 
- Janiralata serrata 
- Janiralata shiinoi 
- Janiralata solasteri 
- Janiralata soldatovi 
- Janiralata triangulata 
- Janiralata tricornis 
- Janiralata vitjazi 
- Janirella (Parjanirella) diplospinosa 
- Janirella (Parjanirella) hexaspinosa 
- Janirella (Parjanirella) verrucosa 
- Janirella abyssicola 
- Janirella aculeata 
- Janirella bicornis 
- Janirella bifida 
- Janirella bocqueti 
- Janirella bonnieri 
- Janirella caribbica 
- Janirella erostrata 
- Janirella eximia 
- Janirella extenuata 
- Janirella fusiformis 
- Janirella glabra 
- Janirella gomoiui 
- Janirella hessleri 
- Janirella hirsuta 
- Janirella laevis 
- Janirella latifrons 
- Janirella laubieri 
- Janirella lobata 
- Janirella macrura 
- Janirella magnifrons 
- Janirella nanseni 
- Janirella ornata 
- Janirella polychaeta 
- Janirella priseri 
- Janirella quadrituberculata 
- Janirella rotundifrons 
- Janirella sedecimtuberculata 
- Janirella spinosa 
- Janirella spongicola 
- Janirella sydneyae 
- Janirella tuberculata 
- Janirella vemae 
- Janthura abyssicola 
- Janthura bougainvillei 
- Javanoscia elongata 
- Jimenezia heteroclita 
- Joeropsis acoloris 
- Joeropsis affinis 
- Joeropsis algensis 
- Joeropsis antarctica 
- Joeropsis antillensis 
- Joeropsis arpedes 
- Joeropsis beuroisi 
- Joeropsis bicarinata 
- Joeropsis bicornis 
- Joeropsis bidens 
- Joeropsis bifasciatus 
- Joeropsis bourboni 
- Joeropsis brevicornis 
- Joeropsis caboverdensis 
- Joeropsis ceylonensis 
- Joeropsis concava 
- Joeropsis coralicola 
- Joeropsis curvicornis 
- Joeropsis dimorpha 
- Joeropsis dollfusi 
- Joeropsis dubia 
- Joeropsis faurei 
- Joeropsis gertrudae 
- Joeropsis hamatilis 
- Joeropsis hawaiiensis 
- Joeropsis indica 
- Joeropsis indicus 
- Joeropsis integer 
- Joeropsis intermedius 
- Joeropsis juvenilis 
- Joeropsis karachiensis 
- Joeropsis lata 
- Joeropsis latiantennata 
- Joeropsis legrandi 
- Joeropsis lentigo 
- Joeropsis letourneuri 
- Joeropsis limbatus 
- Joeropsis lobata 
- Joeropsis marionis 
- Joeropsis meteor 
- Joeropsis minutus 
- Joeropsis monsmarinus 
- Joeropsis neozealandica 
- Joeropsis nigricapitis 
- Joeropsis palliseri 
- Joeropsis paradubia 
- Joeropsis patagoniensis 
- Joeropsis paulensis 
- Joeropsis pentagona 
- Joeropsis personatus 
- Joeropsis pleurion 
- Joeropsis polynesiensis 
- Joeropsis rathbunae 
- Joeropsis salvati 
- Joeropsis sanctipauli 
- Joeropsis sandybrucei 
- Joeropsis schoelcheri 
- Joeropsis serrulus 
- Joeropsis setosa 
- Joeropsis stebbingi 
- Joeropsis tayrona 
- Joeropsis tobagoensis 
- Joeropsis trilabes 
- Joeropsis unidentata 
- Joeropsis vibicaria 
- Joeropsis waltervadi 
- Joeropsis wolffi 
- Johannella purpurea 
- Joryma brachysoma 
- Joryma engraulidis 
- Joryma sawayah 
- Joryma tartoor 
- Juletta fika 
- Juletta mirandae 
- Juweeltje (pissebed)

## K
Kagalana tonde 
- Katascaphius sturanus 
- Katianira acarina 
- Katianira bilobata 
- Katianira chelifera 
- Katianira cornigera 
- Katianira platyura 
- Katianira setifera 
- Kelderpissebed 
- Kensleylana briani 
- Kenyoniscus paradoxus 
- Kepon halimi 
- Kepon orientalis 
- Kepon typus 
- Keuphylia nodosa 
- Kiklonana arnaudi 
- Kimberleydillo waldockae 
- Kithironiscus paragamiani 
- Kivudillo benoiti 
- Kleine Gaper 
- Kleipissebed 
- Kleiribbel 
- Kleuroproller 
- Kogmania depressa 
- Kolourione premordica 
- Koremasphaera colonus 
- Koreoniscus huaguoshanensis 
- Koreoniscus racovitzai 
- Koweitoniscus rostratus 
- Koweitoniscus tamei 
- Koweitoniscus vanharteni 
- Kranosphaera haptomela 
- Krantzia poecila 
- Kuna insularis 
- Kupellonura afareaitu 
- Kupellonura biriwa 
- Kupellonura capensis 
- Kupellonura caudoserrata 
- Kupellonura cryosi 
- Kupellonura currawan 
- Kupellonura flexibilis 
- Kupellonura formosa 
- Kupellonura gidgee 
- Kupellonura imswe 
- Kupellonura marrongie 
- Kupellonura mediterranea 
- Kupellonura proberti 
- Kupellonura racovitzai 
- Kupellonura serritelson 
- Kupellonura werawera 
- Kuphomunna rostrata 
- Kuscheloniscus vandeli 
- Kussakinella spinosum

## L
Laevophiloscia brevicorpore 
- Laevophiloscia dongarrensis 
- Laevophiloscia flava 
- Laevophiloscia hamiltoni 
- Laevophiloscia hirta 
- Laevophiloscia karrakattensis 
- Laevophiloscia longicaudata 
- Laevophiloscia lowryi 
- Laevophiloscia michaelseni 
- Laevophiloscia myrmecophila 
- Laevophiloscia perlata 
- Laevophiloscia richardsae 
- Laevophiloscia scholastica 
- Laevophiloscia subterranea 
- Laevophiloscia unidentata 
- Laevophiloscia yalgoonensis 
- Lanceochaetus camerunicus 
- Laninoniscus giambiagiae 
- Lanocira anasicula 
- Lanocira gardineri 
- Lanocira glabra 
- Lanocira grebarree 
- Lanocira kroyeri 
- Lanocira latifrons 
- Lanocira rapax 
- Lanocira rotundicauda 
- Lanocira wowine 
- Lanocira zeylanica 
- Lapilloniscus patrizii 
- Lathraena insidiosa 
- Laureola bivomer 
- Laureola canberrensis 
- Laureola dubia 
- Laureola hiatus 
- Laureola indica 
- Laureola longispina 
- Laureola miacantha 
- Laureola paucispinosa 
- Laureola rubicunda 
- Laureola silvatica 
- Laureola vietnamensis 
- Leidya bimini 
- Leidya distorta 
- Leidya infelix 
- Leidya ucae 
- Leipanthura casuarina 
- Lekanesphaera bocqueti 
- Lekanesphaera ephippium 
- Lekanesphaera glabella 
- Lekanesphaera hoestlandti 
- Lekanesphaera levii 
- Lekanesphaera marginata 
- Lekanesphaera monodi 
- Lekanesphaera panousei 
- Lekanesphaera rugicauda 
- Lekanesphaera sardoa 
- Lekanesphaera teissieri 
- Lekanesphaera terceirae 
- Lekanesphaera weilli 
- Leonoscia bicolorata 
- Lepidoniscus ericarum 
- Lepidoniscus germanicus 
- Lepidoniscus minutus 
- Lepidoniscus pruinosus 
- Lepinisticus vignai 
- Leponiscus alepadis 
- Leponiscus anatifae 
- Leptanthura affinis 
- Leptanthura agulhasensis 
- Leptanthura antarctica 
- Leptanthura apalpata 
- Leptanthura argentinae 
- Leptanthura baliensis 
- Leptanthura boweni 
- Leptanthura calcis 
- Leptanthura chardyi 
- Leptanthura chiltoni 
- Leptanthura communis 
- Leptanthura coralliophila 
- Leptanthura diemenensis 
- Leptanthura elegans 
- Leptanthura exilis 
- Leptanthura flindersi 
- Leptanthura geocostarioi 
- Leptanthura glacialis 
- Leptanthura guianae 
- Leptanthura hendili 
- Leptanthura kapala 
- Leptanthura laevigata 
- Leptanthura maheensis 
- Leptanthura micrura 
- Leptanthura minuta 
- Leptanthura monnioti 
- Leptanthura muelleri 
- Leptanthura murrayi 
- Leptanthura natalensis 
- Leptanthura nunana 
- Leptanthura orientalis 
- Leptanthura profundicola 
- Leptanthura sculpta 
- Leptanthura segonzaci 
- Leptanthura tenuis 
- Leptanthura thalassae 
- Leptanthura thori 
- Leptanthura truncata 
- Leptanthura truncatitelson 
- Leptanthura urospinosa 
- Leptanthura victori 
- Leptanthura vitilevui 
- Leptophiloscia baliensis 
- Leptophiloscia javana 
- Leptophiloscia kiiensis 
- Leptophiloscia mira 
- Leptoserolis bonaerensis 
- Leptoserolis nototropis 
- Leptoserolis orbiculata 
- Leptoserolis sheppardae 
- Leptoserolis veaperta 
- Leptosphaeroma gottschei 
- Leptotrichus dohrnii 
- Leptotrichus kosswigi 
- Leptotrichus leptotrichoides 
- Leptotrichus mersinensis 
- Leptotrichus naupliensis 
- Leptotrichus panzeri 
- Leptotrichus pilosus 
- Leptotrichus sinensis 
- Leptotrichus spinosus 
- Leptotrichus subterraneus 
- Leptotrichus syrensis 
- Leptotrichus tauricus 
- Leucocyphoniscus cristallinus 
- Leucocyphoniscus solarii 
- Leucocyphoniscus torrii 
- Leucocyphoniscus verruciger 
- Leucodillo endogaeus 
- Leucophiloscia endogea 
- Lexcenium greenensis 
- Lexcenium poorei 
- Libanonethes novus 
- Libanonethes probosciferus 
- Ligia australiensis 
- Ligia baudiniana 
- Ligia boninensis 
- Ligia cajennensis 
- Ligia cinerascens 
- Ligia cursor 
- Ligia curvata 
- Ligia dentipes 
- Ligia dilatata 
- Ligia dioscorides 
- Ligia exotica 
- Ligia ferrarai 
- Ligia filicornis 
- Ligia glabrata 
- Ligia gracilipes 
- Ligia hachijoensis 
- Ligia hawaiensis 
- Ligia italica 
- Ligia latissima 
- Ligia litigiosa 
- Ligia malleata 
- Ligia miyakensis 
- Ligia natalensis 
- Ligia novae-zealandiae 
- Ligia occidentalis 
- Ligia pallasii 
- Ligia pallida 
- Ligia perkinsi 
- Ligia persica 
- Ligia philoscoides 
- Ligia pigmentata 
- Ligia platycephala 
- Ligia quadrata 
- Ligia rugosa 
- Ligia saipanensis 
- Ligia simoni 
- Ligia vitiensis 
- Ligia yamanishii 
- Ligia yemenica 
- Ligidioides intermedius 
- Ligidium acutitelson 
- Ligidium anatolicum 
- Ligidium assimile 
- Ligidium beieri 
- Ligidium birsteini 
- Ligidium blueridgensis 
- Ligidium bosniense 
- Ligidium bosphoranum 
- Ligidium burmanicum 
- Ligidium cavaticum 
- Ligidium cycladicum 
- Ligidium denticulatum 
- Ligidium elrodii 
- Ligidium euboicum 
- Ligidium euxinum 
- Ligidium floridanum 
- Ligidium formosanum 
- Ligidium fragile 
- Ligidium germanicum 
- Ligidium ghigii 
- Ligidium gracile 
- Ligidium herzegowinensis 
- Ligidium hoberlandti 
- Ligidium japonicum 
- Ligidium jiuzhai 
- Ligidium kofoidi 
- Ligidium koreanum 
- Ligidium lapetum 
- Ligidium latum 
- Ligidium margaritae 
- Ligidium mucronatum 
- Ligidium mylonasi 
- Ligidium nodulosum 
- Ligidium paulum 
- Ligidium riparum 
- Ligidium rishikondensis 
- Ligidium sichuanense 
- Ligidium tauricum 
- Ligidium tenue 
- Ligidium tschatcalicum 
- Ligidium turcicorum 
- Ligidium watanabei 
- Ligidium werneri 
- Ligidium zaitzevi 
- Lijnpissebed 
- Limicolana dinjerra 
- Limnoria agrostisa 
- Limnoria algarum 
- Limnoria andamanensis 
- Limnoria antarctica 
- Limnoria bacescui 
- Limnoria bituberculata 
- Limnoria bombayensis 
- Limnoria borealis 
- Limnoria carinata 
- Limnoria carptora 
- Limnoria chilensis 
- Limnoria clarkae 
- Limnoria convexa 
- Limnoria cristata 
- Limnoria echidna 
- Limnoria emarginata 
- Limnoria foveolata 
- Limnoria gibbera 
- Limnoria glaucinosa 
- Limnoria hicksi 
- Limnoria indica 
- Limnoria insulae 
- Limnoria japonica 
- Limnoria kautensis 
- Limnoria loricata 
- Limnoria magadanensis 
- Limnoria mazzellae 
- Limnoria multipunctata 
- Limnoria nonsegnis 
- Limnoria orbellum 
- Limnoria pfefferi 
- Limnoria platycauda 
- Limnoria poorei 
- Limnoria quadripunctata 
- Limnoria raruslima 
- Limnoria reniculus 
- Limnoria rugosissima 
- Limnoria saseboensis 
- Limnoria segnis 
- Limnoria segnoides 
- Limnoria septima 
- Limnoria sexcarinata 
- Limnoria simulata 
- Limnoria stephenseni 
- Limnoria sublittorale 
- Limnoria torquisa 
- Limnoria tripunctata 
- Limnoria tuberculata 
- Limnoria uncapedis 
- Limnoria unicornis 
- Limnoria zinovae 
- Liocoryphe algreti 
- Liocoryphe gertrudae 
- Liocoryphe minocule 
- Liocoryphe siamense 
- Lionectes humicephalotus 
- Lipomera (Lipomera) lamellata 
- Lipomera (Paralipomera) knorrae 
- Lipomera (Tetracope) curvintestinata 
- Lirceolus bisetus 
- Lirceolus cocytus 
- Lirceolus hardeni 
- Lirceolus nidulus 
- Lirceolus pilus 
- Lirceolus smithii 
- Lirceus alabamae 
- Lirceus bicuspidatus 
- Lirceus bidentatus 
- Lirceus brachyurus 
- Lirceus culveri 
- Lirceus fontinalis 
- Lirceus garmani 
- Lirceus hargeri 
- Lirceus hoppinae 
- Lirceus lineatus 
- Lirceus louisianae 
- Lirceus megapodus 
- Lirceus richardsonae 
- Lirceus trilobus 
- Lirceus usdagalun 
- Liriopsis monophthalmus 
- Liriopsis pygmaea 
- Lironeca desterroensis 
- Litarcturus americanus 
- Litarcturus antarcticus 
- Litarcturus bicornis 
- Litarcturus coppingeri 
- Litarcturus granulosus 
- Litarcturus lillei 
- Litarcturus stebbingi 
- Litobopyrus longicaudatus 
- Littorophiloscia albicincta 
- Littorophiloscia aldabrana 
- Littorophiloscia alticola 
- Littorophiloscia amphiindica 
- Littorophiloscia bifasciata 
- Littorophiloscia culebrae 
- Littorophiloscia denticulata 
- Littorophiloscia formosana 
- Littorophiloscia hawaiiensis 
- Littorophiloscia koreana 
- Littorophiloscia normae 
- Littorophiloscia occidentalis 
- Littorophiloscia pallida 
- Littorophiloscia richardsonae 
- Littorophiloscia riedli 
- Littorophiloscia strouhali 
- Littorophiloscia tominensis 
- Littorophiloscia tropicalis 
- Littorophiloscia visayensis 
- Littorophiloscia vittata 
- Livoneca bowmani 
- Livoneca desterroensis 
- Livoneca ovalis 
- Livoneca redmanii 
- Lobethelum congolense 
- Lobocepon grapsi 
- Lobodillo aerarius 
- Lobodillo atrogrisescens 
- Lobodillo badius 
- Lobodillo flavus 
- Lobodillo harvipannosus 
- Lobodillo hebridarum 
- Lobodillo hunti 
- Lobodillo lentus 
- Lobodillo renschii 
- Lobodillo salomonis 
- Loboscia shayi 
- Lobothorax aurita 
- Lobothorax laevis 
- Lobothorax typus 
- Loki circumsaltanus 
- Lucasioides cavernicolus 
- Lucasioides isseli 
- Lucasioides mazzarellii 
- Lucasioides minakatai 
- Lucasioides nebulosus 
- Lucasioides nichinanensis 
- Lucasioides pedimaculatus 
- Lucasioides sinuosus 
- Lucasioides taitii 
- Lucasioides tokyoensis 
- Lucasioides zavattarii 
- Lucasius hirtus 
- Lucasius pallidus 
- Lucasius scitus 
- Lyidotea nodata 
- Lynseia annae 
- Lynseia dianae 
- Lynseia himantopoda

## M
Macedonethes skopjensis 
- Mackinia birsteini 
- Mackinia continentalis 
- Mackinia coreana 
- Mackinia japonica 
- Mackinia troglodytes 
- Macrochiridothea estuariae 
- Macrochiridothea kruimeli 
- Macrochiridothea lilianae 
- Macrochiridothea marcusi 
- Macrochiridothea mehuinensis 
- Macrochiridothea michaelseni 
- Macrochiridothea multituberculata 
- Macrochiridothea robusta 
- Macrochiridothea setifer 
- Macrochiridothea stebbingi 
- Macrochiridothea uncinata 
- Macrostylis abyssalis 
- Macrostylis abyssicola 
- Macrostylis affinis 
- Macrostylis amplinexa 
- Macrostylis angolensis 
- Macrostylis angulata 
- Macrostylis antennamagna 
- Macrostylis belyaevi 
- Macrostylis bifurcatus 
- Macrostylis bipunctatus 
- Macrostylis birsteini 
- Macrostylis capito 
- Macrostylis caribbicus 
- Macrostylis carinifera 
- Macrostylis cerritus 
- Macrostylis compactus 
- Macrostylis confinis 
- Macrostylis curticornis 
- Macrostylis dellacrocei 
- Macrostylis dorsaetosa 
- Macrostylis elongata 
- Macrostylis emarginata 
- Macrostylis expolita 
- Macrostylis foveata 
- Macrostylis galatheae 
- Macrostylis gerdesi 
- Macrostylis gestuosa 
- Macrostylis grandis 
- Macrostylis hadalis 
- Macrostylis hirsuticaudis 
- Macrostylis lacunosa 
- Macrostylis latifrons 
- Macrostylis latiuscula 
- Macrostylis longifera 
- Macrostylis longipedis 
- Macrostylis longipes 
- Macrostylis longiremis 
- Macrostylis longispinis 
- Macrostylis longissima 
- Macrostylis longiuscula 
- Macrostylis longula 
- Macrostylis magnifica 
- Macrostylis mariana 
- Macrostylis medioxima 
- Macrostylis meteorae 
- Macrostylis minuscularia 
- Macrostylis minutus 
- Macrostylis obscurus 
- Macrostylis ovata 
- Macrostylis papillata 
- Macrostylis polaris 
- Macrostylis porrecta 
- Macrostylis prolixa 
- Macrostylis quadratura 
- Macrostylis rectangulata 
- Macrostylis reticulata 
- Macrostylis roaldi 
- Macrostylis robusta 
- Macrostylis sarsi 
- Macrostylis sensitiva 
- Macrostylis setifer 
- Macrostylis setulosa 
- Macrostylis spiniceps 
- Macrostylis spinifera 
- Macrostylis squalida 
- Macrostylis strigosa 
- Macrostylis subinermis 
- Macrostylis truncatex 
- Macrostylis tumulosa 
- Macrostylis uniformis 
- Macrostylis urceolata 
- Macrostylis vemae 
- Macrostylis vigorata 
- Macrostylis vinogradovae 
- Macrostylis viriosa 
- Macrostylis vitjazi 
- Macrostylis wolffi 
- Macrostylis zenkevitchi 
- Macrotelsonia strouhali 
- Madoniscus termitis 
- Magellianira serrata 
- Maghreboniscus minimus 
- Maghreboniscus palmetensis 
- Maghreboniscus trapezoidalis 
- Magniezia africana 
- Magniezia gardei 
- Magniezia guinensis 
- Magniezia laticarpa 
- Magniezia studiosorum 
- Mahehia bicornis 
- Mahehia laticauda 
- Mahehia maculata 
- Makarasphaera amnicosa 
- Malacanthura arabica 
- Malacanthura linguicauda 
- Malacanthura ornata 
- Malacanthura sanidoda 
- Malacanthura truncata 
- Mancasellus macrourus 
- Manibia lata 
- Manibia microps 
- Maoridotea naylori 
- Maresiella aldabrana 
- Maresiella barringtoniana 
- Maresiella brevicornis 
- Maresiella indica 
- Maresiella polynesica 
- Maresiella samariensis 
- Margueritta sandyi 
- Margueritta sylviae 
- Maricoccus brucei 
- Marioniscus hachijoensis 
- Marioniscus miyakensis 
- Marioniscus spatulifrons 
- Marocolana delamarei 
- Mastigoniscus andeepi 
- Mastigoniscus concavus 
- Mastigoniscus elegans 
- Mastigoniscus generalis 
- Mastigoniscus gratissimus 
- Mastigoniscus gratus 
- Mastigoniscus microcephalus 
- Mastigoniscus pistus 
- Mastigoniscus platovatus 
- Mastigoniscus polygomphios 
- Mastigoniscus pseudoelegans 
- Mastigoniscus stenocephalus 
- Matazonellus eglisi 
- Matazonellus turquinensis 
- Mediophrixus pinuum 
- Megacepon choprai 
- Megacepon disparatum 
- Megacepon goetici 
- Megacepon pleopodatopus 
- Megacepon sesarmae 
- Megacepon sheni 
- Meridiosignum disparitergum 
- Meridiosignum kerguelensis 
- Meridiosignum menziesi 
- Meridiosignum minidenticulatum 
- Meridiosignum undulatum 
- Merocepon knudseni 
- Merulana bicarinata 
- Merulana boydensis 
- Merulana canaliculata 
- Merulana chathamensis 
- Merulana exilis 
- Merulana hispida 
- Merulana impressifrons 
- Merulana iniqua 
- Merulana noduligera 
- Merulana rugosa 
- Merulana translucida 
- Merulanella carinata 
- Merulanella dollfusi 
- Merulanella gibbera 
- Merulanella latissima 
- Merulanella peltata 
- Merulanella wahrbergi 
- Mesacanthotelson decipiens 
- Mesacanthotelson fallax 
- Mesacanthotelson setosus 
- Mesacanthotelson tasmaniae 
- Mesamphisopus abbreviatus 
- Mesamphisopus albidus 
- Mesamphisopus baccatus 
- Mesamphisopus capensis 
- Mesamphisopus depressus 
- Mesamphisopus kensleyi 
- Mesamphisopus paludosus 
- Mesamphisopus penicillatus 
- Mesamphisopus setosus 
- Mesamphisopus tsitsikamma 
- Mesanthura adrianae 
- Mesanthura affinis 
- Mesanthura albinotata 
- Mesanthura albolineata 
- Mesanthura asiatica 
- Mesanthura astelia 
- Mesanthura atrata 
- Mesanthura bermudensis 
- Mesanthura bipunctata 
- Mesanthura bivittata 
- Mesanthura brasiliensis 
- Mesanthura callicera 
- Mesanthura catenula 
- Mesanthura cinctula 
- Mesanthura crucis 
- Mesanthura dianella 
- Mesanthura excelsa 
- Mesanthura fasciata 
- Mesanthura floridensis 
- Mesanthura frances 
- Mesanthura gerlachi 
- Mesanthura hieroglyphica 
- Mesanthura hopkinsi 
- Mesanthura javensis 
- Mesanthura kiliani 
- Mesanthura libertia 
- Mesanthura looensis 
- Mesanthura miersi 
- Mesanthura miyakoensis 
- Mesanthura moroea 
- Mesanthura nigra 
- Mesanthura nigrodorsalis 
- Mesanthura nubifera 
- Mesanthura occidentalis 
- Mesanthura ocellata 
- Mesanthura pascuaensis 
- Mesanthura paucidens 
- Mesanthura protei 
- Mesanthura pulchra 
- Mesanthura punctillata 
- Mesanthura quadrata 
- Mesanthura reticulata 
- Mesanthura romulea 
- Mesanthura spongicola 
- Mesanthura stypandra 
- Mesarmadillo albescens 
- Mesarmadillo albicornis 
- Mesarmadillo arambourgi 
- Mesarmadillo buddelundi 
- Mesarmadillo chappuisi 
- Mesarmadillo eubeloides 
- Mesarmadillo flavescens 
- Mesarmadillo flavimarginatus 
- Mesarmadillo ghanensis 
- Mesarmadillo giganteus 
- Mesarmadillo gracilipennis 
- Mesarmadillo hastatus 
- Mesarmadillo kivuensis 
- Mesarmadillo marginatus 
- Mesarmadillo montanus 
- Mesarmadillo pfaui 
- Mesarmadillo quadricoloratus 
- Mesarmadillo quadrimaculatus 
- Mesarmadillo similis 
- Mesarmadillo tuberculatus 
- Mesarmadillo variegatus 
- Mesocepon tosizimensis 
- Mesodillo eremitus 
- Mesoniscus alpicolus 
- Mesoniscus calcivagus 
- Mesoniscus cavicolus 
- Mesoniscus graniger 
- Mesoniscus histrianorum 
- Mesoniscus subterraneus 
- Mesophryxus ventralis 
- Mesosignum admirandum 
- Mesosignum ansatum 
- Mesosignum antarcticum 
- Mesosignum asperum 
- Mesosignum bathyalis 
- Mesosignum brevispinis 
- Mesosignum elegantulum 
- Mesosignum kohleri 
- Mesosignum latum 
- Mesosignum macrum 
- Mesosignum magnadens 
- Mesosignum multidens 
- Mesosignum truncatum 
- Mesosignum usheri 
- Mesosignum vitjazi 
- Mesosignum weddellensis 
- Metacepon leidyi 
- Metacepon pleopodata 
- Metacirolana agaricicola 
- Metacirolana agujae 
- Metacirolana anatola 
- Metacirolana anocula 
- Metacirolana arnaudi 
- Metacirolana basteni 
- Metacirolana bicornis 
- Metacirolana caeca 
- Metacirolana calypso 
- Metacirolana chemola 
- Metacirolana convexissima 
- Metacirolana costata 
- Metacirolana fishelsoni 
- Metacirolana fornicata 
- Metacirolana halia 
- Metacirolana hanseni 
- Metacirolana japonica 
- Metacirolana joanneae 
- Metacirolana mayana 
- Metacirolana mbudya 
- Metacirolana menziesi 
- Metacirolana monodi 
- Metacirolana nana 
- Metacirolana neocaledonica 
- Metacirolana pigmentata 
- Metacirolana ponsi 
- Metacirolana riobaldoi 
- Metacirolana rotunda 
- Metacirolana rugosa 
- Metacirolana serrata 
- Metacirolana shijikiensis 
- Metacirolana sphaeromiformis 
- Metacirolana spinosa 
- Metamunna mutsuensis 
- Metamunna wilsoni 
- Metaperiscyphops insulanus 
- Metaphreatoicus affinis 
- Metaphreatoicus australis 
- Metaphreatoicus lacustris 
- Metaphreatoicus magistri 
- Metaphrixus carolii 
- Metaphrixus intutus 
- Metaphrixus rastriferis 
- Metaphrixus setouchiensis 
- Metaprosekia nodilinearis 
- Metastenasellus congolensis 
- Metastenasellus dartevellei 
- Metastenasellus leleupi 
- Metastenasellus leysi 
- Metastenasellus powelli 
- Metastenasellus tarrissei 
- Metastenasellus wikkiensis 
- Metastenoniscus neotropicalis 
- Metastenoniscus osellai 
- Metathelges muelleri 
- Metatrichoniscoides celticus 
- Metatrichoniscoides fouresi 
- Metatrichoniscoides leydigi 
- Metatrichoniscoides nemausiensis 
- Metriogastor jenolanensis 
- Mexicerberus troglodytes 
- Mexiconiscus laevis 
- Mexicope kensleyi 
- Mexicope sushara 
- Mexicope westralia 
- Mexilana saluposi 
- Mexistenasellus coahuila 
- Mexistenasellus colei 
- Mexistenasellus magniezi 
- Mexistenasellus nulemex 
- Mexistenasellus parzefalli 
- Mexistenasellus wilkensi 
- Mica tardus 
- Micippion asymmetricus 
- Microcerberus appolliniacus 
- Microcerberus caroliniensis 
- Microcerberus monodi 
- Microcerberus remyi 
- Microcerberus stygius 
- Microcerberus thracicus 
- Microcercus abyssinicus 
- Microcercus acutitelson 
- Microcercus anomalus 
- Microcercus armadilloides 
- Microcercus beroni 
- Microcercus dartevellei 
- Microcercus ethelumoides 
- Microcercus gorongozae 
- Microcercus incertus 
- Microcercus lugubris 
- Microcercus marmoratus 
- Microcercus nanus 
- Microcercus obtusicauda 
- Microcercus pseudanomalus 
- Microcercus rhodesiensis 
- Microcercus rotundatus 
- Microcercus russoi 
- Microcercus salamense 
- Microcercus scorteccii 
- Microcercus senegalensis 
- Microcercus silvestrii 
- Microcercus singularis 
- Microcercus stuckenbergi 
- Microcercus zavattarii 
- Microcharon acherontis 
- Microcharon agripensis 
- Microcharon alamiae 
- Microcharon anatolicus 
- Microcharon angelicae 
- Microcharon angelieri 
- Microcharon antonellae 
- Microcharon apolloniacus 
- Microcharon arganoi 
- Microcharon boui 
- Microcharon boutini 
- Microcharon bureschi 
- Microcharon coineanae 
- Microcharon comasi 
- Microcharon doueti 
- Microcharon eurydices 
- Microcharon galapagoensis 
- Microcharon halophilus 
- Microcharon harrisi 
- Microcharon heimi 
- Microcharon hellenae 
- Microcharon hercegovinensis 
- Microcharon herrerai 
- Microcharon hispanicus 
- Microcharon juberthiei 
- Microcharon karamani 
- Microcharon kirghisicus 
- Microcharon latus 
- Microcharon letiziae 
- Microcharon longistylus 
- Microcharon luciae 
- Microcharon lydicus 
- Microcharon major 
- Microcharon margalefi 
- Microcharon marinus 
- Microcharon meijersae 
- Microcharon motasi 
- Microcharon notenboomi 
- Microcharon novariensis 
- Microcharon nuragicus 
- Microcharon oltenicus 
- Microcharon orghidani 
- Microcharon orphei 
- Microcharon othrys 
- Microcharon oubrahimae 
- Microcharon ourikensis 
- Microcharon phlegethonis 
- Microcharon phreaticus 
- Microcharon profundalis 
- Microcharon raffaellae 
- Microcharon reginae 
- Microcharon rouchi 
- Microcharon sabulum 
- Microcharon salvati 
- Microcharon silverii 
- Microcharon sisyphus 
- Microcharon stygius 
- Microcharon tantalus 
- Microcharon teissieri 
- Microcharon thracicus 
- Microcharon ullae 
- Microcharon zibani 
- Microcope denticulata 
- Microcope levissima 
- Microcope ovata 
- Microjaera anisopoda 
- Microjaera morii 
- Microjanira biunguiculata 
- Microjanira dentifrons 
- Micromesus nannoniscoides 
- Microniscus acartii 
- Microniscus calani 
- Microniscus eucalani 
- Microniscus fuscus 
- Microniscus latyfrons 
- Microniscus ornatus 
- Microparasellus aloufi 
- Microparasellus hellenicus 
- Microparasellus libanicus 
- Microparasellus puteanus 
- Microphiloscia trichoniscoides 
- Micropodiphryxus richardsonae 
- Microprotus acutispinatus 
- Microprotus antarcticus 
- Microprotus caecus 
- Microprotus lobispinatus 
- Microprotus paradoxus 
- Microsphaeroniscus bicolor 
- Microsphaeroniscus costatus 
- Microsphaeroniscus pallidus 
- Microsphaeroniscus squamatus 
- Microsphaeroniscus violaceus 
- Microthambema tenuis 
- Microtitanethes licodrensis 
- Mictosoma ramosum 
- Miktoniscus arcangelii 
- Miktoniscus barri 
- Miktoniscus bisetosus 
- Miktoniscus chavesi 
- Miktoniscus deharvengi 
- Miktoniscus mammothensis 
- Miktoniscus medcofi 
- Miktoniscus morganensis 
- Miktoniscus ohioensis 
- Miktoniscus oklahomensis 
- Miktoniscus patrizii 
- Miktoniscus racovitzai 
- Miktoniscus spinosus 
- Miktoniscus vandeli 
- Mimocopelates archibraziliensis 
- Mimocopelates longipes 
- Mingrelloniscus inchuricus 
- Minicopenaeon apertum 
- Minicopenaeon crosnieri 
- Minicopenaeon intermedium 
- Minimathelges minutus 
- Minimathelges nanus 
- Minoscellus caecus 
- Minyanthura corallicola 
- Minyanthura firingae 
- Minyanthura pacifica 
- Miophrixus latreutidis 
- Mirabilicoxa acuminata 
- Mirabilicoxa acutus 
- Mirabilicoxa alberti 
- Mirabilicoxa birsteini 
- Mirabilicoxa cornuta 
- Mirabilicoxa coxalis 
- Mirabilicoxa curticoxalis 
- Mirabilicoxa exopodata 
- Mirabilicoxa gracilipes 
- Mirabilicoxa hessleri 
- Mirabilicoxa kussakini 
- Mirabilicoxa longispina 
- Mirabilicoxa magnispina 
- Mirabilicoxa minuta 
- Mirabilicoxa palpata 
- Mirabilicoxa plana 
- Mirabilicoxa richardsoni 
- Mirabilicoxa similis 
- Mirabilicoxa tenuipes 
- Mirtana costaricensis 
- Mixarcturus abnormis 
- Mixarcturus acanthurus 
- Mixarcturus digitatus 
- Mixomesus pellucidus 
- Mizothenar maharepa 
- Mizothenar patulipalma 
- Mizothenar serratum 
- Momedossa longipedis 
- Momedossa profunda 
- Momedossa symmetrica 
- Mongoloniscus koreanus 
- Mongoloniscus sinensis 
- Mongoloniscus vannamei 
- Monitus testudinatus 
- Monocyphoniscus babadagensis 
- Monocyphoniscus bulgaricus 
- Monocyphoniscus loritzi 
- Monodgnathia colobostruma 
- Monodgnathia cristatipes 
- Monodgnathia ponera 
- Monodgnathia poteriophora 
- Monolistra (Microlistra) bolei 
- Monolistra (Microlistra) calopyge 
- Monolistra (Microlistra) fongi 
- Monolistra (Microlistra) jalzici 
- Monolistra (Microlistra) pretneri 
- Monolistra (Microlistra) schottlaenderi 
- Monolistra (Microlistra) sketi 
- Monolistra (Microlistra) spinosa 
- Monolistra (Microlistra) spinosissima 
- Monolistra (Monolistra) caeca 
- Monolistra (Monolistra) monstruosa 
- Monolistra (Monolistrella) velkovrhi 
- Monolistra (Pseudomonolistra) bosnica 
- Monolistra (Pseudomonolistra) hercegoviniensis 
- Monolistra (Pseudomonolistra) radjai 
- Monolistra (Typhlosphaeroma) bericum 
- Monolistra (Typhlosphaeroma) boldorii 
- Monolistra (Typhlosphaeroma) lavalensis 
- Monolistra (Typhlosphaeroma) matjasici 
- Monolistra (Typhlosphaeroma) pavani 
- Monolistra (Typhlosphaeroma) racovitzai 
- Moplisa sphaeromiformis 
- Moruloidea darwinii 
- Moruloidea fraudatrix 
- Moruloidea ornata 
- Moruloidea perionasus 
- Moruloidea tasmaniae 
- Moruloidea tumida 
- Moserius elbanus 
- Moserius percoi 
- Mospissebed 
- Mothocya argenosa 
- Mothocya arrosor 
- Mothocya belonae 
- Mothocya bermudensis 
- Mothocya bohlkeorum 
- Mothocya collettei 
- Mothocya epimerica 
- Mothocya gilli 
- Mothocya girellae 
- Mothocya halei 
- Mothocya ihi 
- Mothocya karobran 
- Mothocya katoi 
- Mothocya komatsui 
- Mothocya longicopa 
- Mothocya melanosticta 
- Mothocya nana 
- Mothocya omidaptria 
- Mothocya panamica 
- Mothocya parvostis 
- Mothocya plagulophora 
- Mothocya renardi 
- Mothocya rosea 
- Mothocya sajori 
- Mothocya taurica 
- Mothocya toyamaensis 
- Mothocya trillesi 
- Mothocya waminda 
- Mothocya xenobranchia 
- Munella danteci 
- Munella gayda 
- Munidion cubense 
- Munidion irritans 
- Munidion laterale 
- Munidion longipedis 
- Munidion parvum 
- Munidion pleuroncodis 
- Munidion princeps 
- Munna (Metamunna) similis 
- Munna acanthifera 
- Munna aculeata 
- Munna affinis 
- Munna amphoricauda 
- Munna antarctica 
- Munna arcacauda 
- Munna argentinae 
- Munna armoricana 
- Munna arnholdi 
- Munna avatshensis 
- Munna bispina 
- Munna bituberculata 
- Munna boeckii 
- Munna caprinsula 
- Munna chilensis 
- Munna chromatocephala 
- Munna coeca 
- Munna concavifrons 
- Munna coxalis 
- Munna crinata 
- Munna crozetensis 
- Munna cryophila 
- Munna dentata 
- Munna fabricii 
- Munna fernaldi 
- Munna gallardoi 
- Munna globicauda 
- Munna groenlandica 
- Munna halei 
- Munna hanseni 
- Munna hentyi 
- Munna hirsuta 
- Munna hovelli 
- Munna instructa 
- Munna japonica 
- Munna jazdzewskii 
- Munna kerguelensis 
- Munna kroyeri 
- Munna kurilensis 
- Munna limicola 
- Munna lobata 
- Munna longipoda 
- Munna lukini 
- Munna lundae 
- Munna macquariensis 
- Munna maculata 
- Munna magnifica 
- Munna makarovi 
- Munna minuta 
- Munna modesta 
- Munna nasuta 
- Munna neglecta 
- Munna neozelanica 
- Munna ornata 
- Munna pallida 
- Munna palmata 
- Munna parvituberculata 
- Munna pellucida 
- Munna petiti 
- Munna petronastes 
- Munna psychrophila 
- Munna roemeri 
- Munna serrata 
- Munna setosa 
- Munna spicata 
- Munna spinifera 
- Munna spinifrons 
- Munna spitzbergensis 
- Munna stephenseni 
- Munna studeri 
- Munna subneglecta 
- Munna temae 
- Munna tenuipes 
- Munna truncata 
- Munna unicincta 
- Munna uripica 
- Munna varians 
- Munna vittata 
- Munna wolffi 
- Munneurycope acutiperaeons 
- Munneurycope antarctica 
- Munneurycope crassa 
- Munneurycope elongata 
- Munneurycope glacialis 
- Munneurycope hadalis 
- Munneurycope harrietae 
- Munneurycope incisa 
- Munneurycope menziesi 
- Munneurycope murrayi 
- Munneurycope nodifrons 
- Munneurycope persephone 
- Munnicope calyptra 
- Munnogonium adenensis 
- Munnogonium erratum 
- Munnogonium falklandicum 
- Munnogonium tillerae 
- Munnoniscus marsupialis 
- Munnoniscus sarsi 
- Munnopsis abyssalis 
- Munnopsis bathyalis 
- Munnopsis beddardi 
- Munnopsis bispinosus 
- Munnopsis eximius 
- Munnopsis gracilis 
- Munnopsis intermedia 
- Munnopsis latifrons 
- Munnopsis longiremus 
- Munnopsis mandibularis 
- Munnopsis megacephalus 
- Munnopsis typica 
- Munnopsoides australis 
- Munnopsoides callidus 
- Munnopsoides chilensis 
- Munnopsoides tattersalli 
- Munnopsurus atlanticus 
- Munnopsurus australis 
- Munnopsurus giganteus 
- Munnopsurus laevis 
- Munnopsurus leavis 
- Munnopsurus longipes 
- Munnopsurus longiremis 
- Munnopsurus mimus 
- Munnopsurus minutus 
- Munnopsurus murrayi 
- Munnopsurus ochotensis 
- Murgeoniscus anellii 
- Muurpissebed 
- Myopiarolis apheles 
- Myopiarolis bicolor 
- Myopiarolis carinata 
- Myopiarolis koro 
- Myopiarolis lippa 
- Myopiarolis norfanz 
- Myopiarolis novaecaledoniae 
- Myopiarolis systir 
- Myrmecethelum camponotorum 
- Myrmecodillo fenerivei 
- Myrmecodillo hypselos 
- Myrmecodillo jacksoni 
- Myrmecodillo otion 
- Myrmecodillo pacificus 
- Myrmecodillo pollex 
- Myrmecodillo pygmaeus 
- Myrmecodillo tropicalis 
- Myrmekiocellio squamatus

## N
Naesicopea abyssorum 
- Nagurus acutitelson 
- Nagurus aegaeus 
- Nagurus alticolus 
- Nagurus carinatus 
- Nagurus cristatus 
- Nagurus cubanocolens 
- Nagurus declivus 
- Nagurus emarginata 
- Nagurus gotoensis 
- Nagurus gracillimus 
- Nagurus havelocki 
- Nagurus hermonensis 
- Nagurus insularum 
- Nagurus izuharaensis 
- Nagurus kensleyi 
- Nagurus latitracheata 
- Nagurus lavis 
- Nagurus lombocensis 
- Nagurus longiflagellatus 
- Nagurus manangus 
- Nagurus matekini 
- Nagurus modestus 
- Nagurus nakadoriensis 
- Nagurus nanus 
- Nagurus onisciformis 
- Nagurus pallida 
- Nagurus pallidus 
- Nagurus rhodiensis 
- Nagurus sundaicus 
- Nagurus tahitiensis 
- Nagurus teretifrons 
- Nagurus tumidus 
- Nagurus vandeli 
- Nagurus vannamei 
- Nagurus verhoeffi 
- Nagurus ziegleri 
- Nahia hirsuta 
- Nahia louwi 
- Nahia rostrata 
- Naiopegia xiphagrostis 
- Nalocryptus longicaudatus 
- Namboniscus brevicornis 
- Namibianira aigamensis 
- Namibianira aikabensis 
- Namibianira arnhemensis 
- Namibianira dracohalitus 
- Nannoniscella coronarius 
- Nannoniscoides angulatus 
- Nannoniscoides biscutatus 
- Nannoniscoides excavatifrons 
- Nannoniscoides gigas 
- Nannoniscoides latediffusus 
- Nannoniscoides laticontractus 
- Nannonisconus carinatus 
- Nannonisconus latipleonus 
- Nannoniscus acanthurus 
- Nannoniscus aequiremus 
- Nannoniscus affinis 
- Nannoniscus analis 
- Nannoniscus antennaspinis 
- Nannoniscus arcticus 
- Nannoniscus arctoabyssalis 
- Nannoniscus armatus 
- Nannoniscus australis 
- Nannoniscus bicuspis 
- Nannoniscus bidens 
- Nannoniscus camayae 
- Nannoniscus caspius 
- Nannoniscus cristatus 
- Nannoniscus detrimentus 
- Nannoniscus inermis 
- Nannoniscus intermedius 
- Nannoniscus laevis 
- Nannoniscus laticeps 
- Nannoniscus menziesi 
- Nannoniscus minutus 
- Nannoniscus muscarius 
- Nannoniscus oblongus 
- Nannoniscus ovatus 
- Nannoniscus perunis 
- Nannoniscus plebejus 
- Nannoniscus profundus 
- Nannoniscus reticulatus 
- Nannoniscus simplex 
- Nannoniscus spinicornis 
- Nannoniscus teres 
- Nataldillo brauni 
- Nataldillo burnupi 
- Natalianira spinosa 
- Nataloniscus lawrencei 
- Natalscia appletoni 
- Natalscia cingulata 
- Natalscia demarcata 
- Natalscia denticulata 
- Natalscia lobata 
- Natalscia longistylata 
- Natalscia mina 
- Natalscia minima 
- Natalscia rotundata 
- Natalscia spinosa 
- Natalscia thomsoni 
- Natalscia warreni 
- Natatolana albicaudata 
- Natatolana amplocula 
- Natatolana angula 
- Natatolana anophthalma 
- Natatolana aotearoa 
- Natatolana arcicauda 
- Natatolana arrama 
- Natatolana boko 
- Natatolana borealis 
- Natatolana bowmani 
- Natatolana brucei 
- Natatolana bulba 
- Natatolana buzwilsoni 
- Natatolana caeca 
- Natatolana californiensis 
- Natatolana carlenae 
- Natatolana chilensis 
- Natatolana corpulenta 
- Natatolana curta 
- Natatolana debrae 
- Natatolana endota 
- Natatolana femina 
- Natatolana flexura 
- Natatolana galathea 
- Natatolana gallica 
- Natatolana gorung 
- Natatolana gracilis 
- Natatolana helenae 
- Natatolana hirtipes 
- Natatolana honu 
- Natatolana imicola 
- Natatolana insignis 
- Natatolana intermedia 
- Natatolana japonensis 
- Natatolana kahiba 
- Natatolana karkarook 
- Natatolana laewilla 
- Natatolana lilliput 
- Natatolana longispina 
- Natatolana lowryi 
- Natatolana luticola 
- Natatolana matong 
- Natatolana meridionalis 
- Natatolana nammuldi 
- Natatolana narica 
- Natatolana natalensis 
- Natatolana natalis 
- Natatolana neglecta 
- Natatolana nitida 
- Natatolana nukumbutho 
- Natatolana obtusata 
- Natatolana oculata 
- Natatolana pallidocula 
- Natatolana paranarica 
- Natatolana pastorei 
- Natatolana pellucida 
- Natatolana pilula 
- Natatolana prolixa 
- Natatolana rekohu 
- Natatolana rossi 
- Natatolana rusteni 
- Natatolana sinuosa 
- Natatolana taiti 
- Natatolana tenuistylis 
- Natatolana thalme 
- Natatolana thurar 
- Natatolana valida 
- Natatolana variguberna 
- Natatolana vieta 
- Natatolana virilis 
- Natatolana woodjonesi 
- Natatolana wowine 
- Natatolana zebra 
- Naudea louwae 
- Neasellus kerguelensis 
- Neastacilla algensis 
- Neastacilla antipodea 
- Neastacilla attenuata 
- Neastacilla bacillus 
- Neastacilla californica 
- Neastacilla coonabooloo 
- Neastacilla deducta 
- Neastacilla diomedeae 
- Neastacilla estadoensis 
- Neastacilla exilis 
- Neastacilla falclandica 
- Neastacilla fusiformis 
- Neastacilla inaequispinosa 
- Neastacilla kanowna 
- Neastacilla kerguelensis 
- Neastacilla kurilensis 
- Neastacilla lawadi 
- Neastacilla leucophthalma 
- Neastacilla levis 
- Neastacilla littoralis 
- Neastacilla longipectus 
- Neastacilla macilenta 
- Neastacilla magellanica 
- Neastacilla marionensis 
- Neastacilla marrimarri 
- Neastacilla monoseta 
- Neastacilla nodulosa 
- Neastacilla ochroleuca 
- Neastacilla pallidocula 
- Neastacilla polita 
- Neastacilla richardsonae 
- Neastacilla scabra 
- Neastacilla sheardi 
- Neastacilla sirenkoi 
- Neastacilla soelae 
- Neastacilla spinifera 
- Neastacilla tanakai 
- Neastacilla tarni 
- Neastacilla tattersalli 
- Neastacilla tharnardi 
- Neastacilla tristanica 
- Neastacilla tritaeniata 
- Neastacilla tuberculata 
- Neastacilla tzvetkowae 
- Neastacilla vicaria 
- Neastacilla vitjazi 
- Neastacilla yuriel 
- Nemanthura valeriae 
- Neoanthura coeca 
- Neoarcturus barnardi 
- Neoarcturus biseralis 
- Neoarcturus halei 
- Neoarcturus kensleyi 
- Neoarcturus longispinus 
- Neoarcturus nordenstami 
- Neoarcturus obesopleon 
- Neoarcturus ornatus 
- Neoarcturus oudops 
- Neoarcturus youngi 
- Neocirolana arabica 
- Neocirolana bicrista 
- Neocirolana excisa 
- Neocirolana hermitensis 
- Neocirolana maculata 
- Neocirolana obesa 
- Neocirolana obtruncata 
- Neocirolana salebra 
- Neocirolana tayronae 
- Neocirolana tricristata 
- Neodillo chazeaui 
- Neodillo simplex 
- Neohyssura atlantica 
- Neohyssura bilara 
- Neohyssura gladia 
- Neohyssura irpex 
- Neohyssura skolops 
- Neohyssura spinicauda 
- Neojaera antarctica 
- Neojaera caeca 
- Neojaera elongatus 
- Neojaera expansa 
- Neojaera hirsuta 
- Neojaera octodentata 
- Neojaera pallida 
- Neojaera pusilla 
- Neojaera serrata 
- Neonaesa rugosa 
- Neophreatoicus assimilis 
- Neophryxus globicaudatus 
- Neosanfilippia venezuelana 
- Neosanfilippia zoiai 
- Neoserolis arcuata 
- Neoserolis exigua 
- Neoserolis inermis 
- Neoserolis uaperta 
- Neosphaeroma australe 
- Neosphaeroma laticaudum 
- Neosphaeroma pentaspina 
- Neostenetroides magniezi 
- Neostenetroides schotteae 
- Neostenetroides stocki 
- Neotrichoniscus manninoi 
- Neotroponiscus argentinus 
- Neotroponiscus carolii 
- Neotroponiscus daguerrii 
- Neotroponiscus lenkoi 
- Neotroponiscus littoralis 
- Neotroponiscus lobatus 
- Neotroponiscus perlatus 
- Neotroponiscus plaumanni 
- Neotroponiscus vedadoensis 
- Neritoniscus euphoticus 
- Nerocila aculeata 
- Nerocila acuminata 
- Nerocila armata 
- Nerocila arres 
- Nerocila barramundae 
- Nerocila benrosei 
- Nerocila bivittata 
- Nerocila blainvillei 
- Nerocila californica 
- Nerocila congener 
- Nerocila depressa 
- Nerocila donghaiensis 
- Nerocila excisa 
- Nerocila exocoeti 
- Nerocila falcata 
- Nerocila falklandica 
- Nerocila fluviatilis 
- Nerocila hemirhamphusi 
- Nerocila heterozota 
- Nerocila japonica 
- Nerocila kisra 
- Nerocila lanceolata 
- Nerocila livida 
- Nerocila lomatia 
- Nerocila longispina 
- Nerocila loveni 
- Nerocila madrasensis 
- Nerocila monodi 
- Nerocila munda 
- Nerocila orbignyi 
- Nerocila phaiopleura 
- Nerocila pigmentata 
- Nerocila priacanthusi 
- Nerocila pulicatensis 
- Nerocila recurvispina 
- Nerocila serra 
- Nerocila sigani 
- Nerocila sundaica 
- Nerocila swainsoni 
- Nerocila tenuipes 
- Nerocila trichiura 
- Nerocila trivittata 
- Nesiotoniscus affinis 
- Nesiotoniscus bernardi 
- Nesiotoniscus corniculatus 
- Nesiotoniscus corsicus 
- Nesiotoniscus delamarei 
- Nesiotoniscus dianae 
- Nesiotoniscus ferrarai 
- Nesiotoniscus grafittii 
- Nesiotoniscus harpagonifer 
- Nesiotoniscus nodulosus 
- Nesiotoniscus patrizii 
- Nesiotoniscus racovitzai 
- Nesiotoniscus ribensis 
- Nesiotoniscus sebaouensis 
- Nesodillo arcangelii 
- Nesodillo burmanus 
- Nesodillo canalensis 
- Nesodillo jonesi 
- Nesodillo medius 
- Nesodillo schellenbergi 
- Nesodillo silvestris 
- Nesodillo tenasserimus 
- Nesodillo verhoeffi 
- Nesoniscus longicornis 
- Nesoniscus noduligerus 
- Nesophiloscia culebroides 
- Neusoproller 
- Niambia angusta 
- Niambia atracheata 
- Niambia brevicauda 
- Niambia brunnea 
- Niambia buddelundi 
- Niambia capensis 
- Niambia damarensis 
- Niambia duffeyi 
- Niambia eburnea 
- Niambia flavescens 
- Niambia formicarum 
- Niambia griseoflava 
- Niambia hirsuta 
- Niambia longiantennata 
- Niambia longicauda 
- Niambia marginepapillosa 
- Niambia modesta 
- Niambia pallida 
- Niambia palmetensis 
- Niambia politus 
- Niambia pusilla 
- Niambia senegalensis 
- Niambia septentrionalis 
- Niambia squamata 
- Niambia termitophila 
- Niambia truncata 
- Nichollsia kashiense 
- Nichollsia menoni 
- Nikione natalensis 
- Nipponasellus aioii 
- Nipponasellus hubrichti 
- Nipponasellus kagaensis 
- Nipponasellus takefuensis 
- Nipponasellus tonensis 
- Nippononethes corunutus 
- Nippononethes kiiensis 
- Nippononethes kuramotoi 
- Nippononethes nishikawai 
- Nippononethes uenoi 
- Nippononethes unidentatus 
- Nococryptus angustus 
- Norileca borealis 
- Norileca indica 
- Norileca triangulata 
- Notamphisopus benhami 
- Notamphisopus dunedinensis 
- Notamphisopus flavius 
- Notamphisopus kirkii 
- Notamphisopus littoralis 
- Notamphisopus percevali 
- Notanthura barnardi 
- Notanthura caeca 
- Notanthura liouvillei 
- Notanthura maroccana 
- Notoniscus australis 
- Notoniscus chiltoni 
- Notoniscus fernandezi 
- Notoniscus helmsii 
- Notoniscus secundus 
- Notoniscus tasmanicus 
- Notoniscus tertius 
- Notopais beddardi 
- Notopais echinatus 
- Notopais euaxos 
- Notopais magnifica 
- Notopais minya 
- Notopais quadrispinosa 
- Notopais spicatus 
- Notopais spinosa 
- Notopais zealandica 
- Notophryxus clypeatus 
- Notophryxus globularis 
- Notophryxus lateralis 
- Notophryxus lobatus 
- Notophryxus lobus 
- Notophryxus longicaudatus 
- Notophryxus ocellatus 
- Notophryxus ovalis 
- Notophryxus ovoides 
- Notoxenoides abyssi 
- Notoxenoides acalama 
- Notoxenoides dentata 
- Notoxenoides setosa 
- Notoxenoides vemae 
- Notoxenus spinifer 
- Novamundoniscus gracilis 
- Novamundoniscus persimilis 
- Novamundoniscus setosus 
- Novamundoniscus singularis 
- Novamundoniscus vandeli 
- Nyctobadistes hamatus 
- Nymphodora fletcheri

## O
Ochetodillo sulcatus 
- Oculophryxus bicaulis 
- Odysseylana sirenkoi 
- Oecidiobranchus glacialis 
- Oecidiobranchus nanseni 
- Oecidiobranchus nowrae 
- Oecidiobranchus plebejum 
- Oecidiobranchus polare 
- Oeverpissebed 
- Ogyridione caroliniana 
- Okeaninoscia oliveri 
- Olencira lamarckii 
- Olencira praegustator 
- Olibrinus antennatus 
- Olibrinus mangroviarum 
- Olibrinus nicobaricus 
- Olibrinus olivaceus 
- Olibrinus ormaraensis 
- Olibrinus pacificus 
- Olibrinus pigmentatus 
- Olibrinus roseus 
- Olibrinus tomiokaensis 
- Olibrinus truncatus 
- Omanodillo gardneri 
- Omonana brachycephala 
- Omonana parasimplex 
- Omonana serraticoxa 
- Omonana simplex 
- Onchotelson brevicaudatus 
- Onchotelson spatulatus 
- Oncilorpheus jerrybarnardi 
- Oncilorpheus stebbingi 
- Oniscophiloscia anomala 
- Oniscophiloscia kuscheli 
- Oniscophiloscia mirifica 
- Oniscus ancarensis 
- Oniscus armatus 
- Oniscus lusitanus 
- Oniscus simoni 
- Onisocryptus kurilensis 
- Onisocryptus ovalis 
- Onisocryptus sagittus 
- Onkokepon articulatus 
- Onkokepon beibuensis 
- Onocryptus alatus 
- Onychocepon giardi 
- Onychocepon harpax 
- Onychocepon resupinum 
- Orbimorphus constrictus 
- Orbione angusta 
- Orbione aristei 
- Orbione bonnieri 
- Orbione digitata 
- Orbione halipori 
- Orbione izuensis 
- Orbione penei 
- Orbione thielemanni 
- Oreades lativentris 
- Oregoniscus nearcticus 
- Oritoniscus beroni 
- Oritoniscus bonadonai 
- Oritoniscus bonneti 
- Oritoniscus cebenicus 
- Oritoniscus coiffaiti 
- Oritoniscus condei 
- Oritoniscus delmasi 
- Oritoniscus despaxi 
- Oritoniscus flavus 
- Oritoniscus fouresi 
- Oritoniscus henrici 
- Oritoniscus lagari 
- Oritoniscus legrandi 
- Oritoniscus magnei 
- Oritoniscus notabilis 
- Oritoniscus ocellatus 
- Oritoniscus paganus 
- Oritoniscus punctatus 
- Oritoniscus pyrenaeus 
- Oritoniscus remyi 
- Oritoniscus ribauti 
- Oritoniscus ripollensis 
- Oritoniscus rousseti 
- Oritoniscus trajani 
- Oritoniscus vandeli 
- Oritoniscus violaceus 
- Oritoniscus virei 
- Orodillo collaris 
- Orodillo sauteri 
- Oroniscus absoloni 
- Oroniscus calcivagus 
- Oroniscus dalmaticus 
- Oroniscus dolomiticus 
- Oroniscus helveticus 
- Oroniscus hessei 
- Oroniscus mandli 
- Oroniscus meledensis 
- Oroniscus pavani 
- Oroniscus stentai 
- Oropactes frontelobatus 
- Oropactes maculatus 
- Oropactes novus 
- Oropactes pilosus 
- Orophryxus shiinoi 
- Oroscia paniensis 
- Oroscia squamuligera 
- Orphelana perplexa 
- Orthione furcata 
- Orthione griffenis 
- Orthione mesoamericana 
- Orthodillo chiltoni 
- Orthometopon dalmatinum 
- Orthometopon ferrarai 
- Orthometopon hydrense 
- Orthometopon kerkinianum 
- Orthometopon kuehnelti 
- Orthometopon malickyi 
- Orthometopon phaleronense 
- Orthometopon pieperi 
- Orthometopon planum 
- Orthometopon pusillum 
- Orthometopon scheuerni 
- Orthometopon turcicum 
- Osicryptus hirsutus 
- Ourozeuktes bopyroides 
- Ourozeuktes caudatus 
- Ourozeuktes monacanthi 
- Ourozeuktes owenii 
- Ovobopyrus alphezemiotes 
- Ovoionella obovata 
- Oxalaniscus ctenoscoides 
- Oxinasphaera australis 
- Oxinasphaera aylostera 
- Oxinasphaera bispinosa 
- Oxinasphaera bisubula 
- Oxinasphaera brucei 
- Oxinasphaera copiapoa 
- Oxinasphaera corypantha 
- Oxinasphaera denmoza 
- Oxinasphaera epostoa 
- Oxinasphaera frailea 
- Oxinasphaera furcata 
- Oxinasphaera islaya 
- Oxinasphaera kensleyi 
- Oxinasphaera lobivia 
- Oxinasphaera lowryi 
- Oxinasphaera matucana 
- Oxinasphaera multidens 
- Oxinasphaera obregonia 
- Oxinasphaera parodia 
- Oxinasphaera penteumbonata 
- Oxinasphaera poorei 
- Oxinasphaera rebutia 
- Oxinasphaera tetrodon 
- Oxinasphaera thetisae 
- Oxinasphaera tripartita 
- Oxinasphaera tual 
- Oxinasphaera tuberculosa 
- Oxyarcturus beliaevei 
- Oxyarcturus dubius 
- Oxyarcturus spinosus

## P
Pachydillo pauperculus 
- Pachydillo rhodesiensis 
- Pacroscia decoui 
- Pacroscia elongata 
- Pagana dimorpha 
- Pagana fissifrons 
- Pagana maculosa 
- Pagana platysoma 
- Pagana tuberculata 
- Pagonana dilatata 
- Pagonana hodgsoni 
- Pagonana rostrata 
- Pagonana vanhoeffeni 
- Pagurion tuberculata 
- Paguritherium alatum 
- Pagurocryptella holthuisi 
- Pagurocryptella paguri 
- Palaemonellione cebuensis 
- Palaioscia alticola 
- Palanana gaini 
- Palanana serrata 
- Panathura baudini 
- Panathura hamelini 
- Panathura hicksi 
- Panathura indica 
- Panathura molyneuxi 
- Panathura serricauda 
- Panchaia fusca 
- Panchaia marmorata 
- Panchaia striata 
- Panetela compacta 
- Panetela tenella 
- Panetela wolffi 
- Panningillo schultzei 
- Papuadillo cubaroides 
- Papuadillo papuae 
- Papuaphiloscia alba 
- Papuaphiloscia albula 
- Papuaphiloscia anophthalma 
- Papuaphiloscia arcangeli 
- Papuaphiloscia bougainvillei 
- Papuaphiloscia daitoensis 
- Papuaphiloscia granulata 
- Papuaphiloscia insulana 
- Papuaphiloscia laevis 
- Papuaphiloscia minima 
- Papuaphiloscia parkeri 
- Papuaphiloscia rennelli 
- Papuasoniscus golovatchi 
- Papuasoniscus holthuisi 
- Papuasoniscus lutaoensis 
- Parabathynomus natalensis 
- Parabopyrella angulosa 
- Parabopyrella angusta 
- Parabopyrella australiensis 
- Parabopyrella barnardi 
- Parabopyrella bonnieri 
- Parabopyrella choprai 
- Parabopyrella crenulata 
- Parabopyrella delagoae 
- Parabopyrella distincta 
- Parabopyrella elongata 
- Parabopyrella essingtoni 
- Parabopyrella hodgarti 
- Parabopyrella incisa 
- Parabopyrella indica 
- Parabopyrella intermedia 
- Parabopyrella lata 
- Parabopyrella megatelson 
- Parabopyrella mortenseni 
- Parabopyrella nierstraszi 
- Parabopyrella pacifica 
- Parabopyrella perplexa 
- Parabopyrella richardsonae 
- Parabopyrella saronae 
- Parabopyrella setoensis 
- Parabopyrella tanyensis 
- Parabopyrella thomasi 
- Parabopyriscus stellatus 
- Parabopyrus kiiensis 
- Paracassidina anasilla 
- Paracassidina bakeri 
- Paracassidina bamarook 
- Paracassidina bilbie 
- Paracassidina cervina 
- Paracassidina dama 
- Paracassidina fuscina 
- Paracassidina incompta 
- Paracassidina kutyo 
- Paracassidina munna 
- Paracassidina pectinata 
- Paracassidina petala 
- Paracassidina prolata 
- Paracassidina wurrook 
- Paracassidinopsis perlata 
- Paracassidinopsis sculpta 
- Paracepon nierstraszi 
- Paracepon stebbingi 
- Paracerceis caudata 
- Paracerceis cohenae 
- Paracerceis cordata 
- Paracerceis dollfusi 
- Paracerceis edithae 
- Paracerceis gilliana 
- Paracerceis glynni 
- Paracerceis holdichi 
- Paracerceis nuttingi 
- Paracerceis richardsonae 
- Paracerceis sculpta 
- Paracerceis spinulosa 
- Paracerceis tomentosa 
- Parachaetophiloscia levantina 
- Paracharon renaudae 
- Parachiridotea panousei 
- Paracilicaea asiatica 
- Paracilicaea aspera 
- Paracilicaea clavus 
- Paracilicaea cordylina 
- Paracilicaea dakini 
- Paracilicaea eupyga 
- Paracilicaea falcata 
- Paracilicaea fimbriata 
- Paracilicaea flexilis 
- Paracilicaea gigas 
- Paracilicaea hamata 
- Paracilicaea hanseni 
- Paracilicaea keijii 
- Paracilicaea mirabilis 
- Paracilicaea mossambica 
- Paracilicaea mossambicus 
- Paracilicaea nodosa 
- Paracilicaea peniculata 
- Paracilicaea pubescens 
- Paracilicaea septemdentata 
- Paracilicaea setosa 
- Paracilicaea stauros 
- Paracilicaea stebbingi 
- Paracilicaea teretron 
- Paracilicaea uncinata 
- Paracilicaea watamuae 
- Paracymothoa astyanaxi 
- Paracymothoa parva 
- Paracymothoa tholoceps 
- Paracyphoniscus meggiolazoi 
- Paradajus tenuis 
- Paradella acutitelson 
- Paradella bakeri 
- Paradella dianae 
- Paradella garsonorum 
- Paradella harrisoni 
- Paradella heptaphymata 
- Paradella octaphymata 
- Paradella plicatura 
- Paradella quadripunctata 
- Paradella setosa 
- Paradella tiffany 
- Paradella tomleklek 
- Paradella tuberculata 
- Paradella tumidicauda 
- Paradesmosoma australis 
- Paradesmosoma conforme 
- Paradesmosoma orientale 
- Paradoniscus aquaticus 
- Paradoniscus degeesti 
- Paragigantione americana 
- Paragigantione indica 
- Paragigantione papillosa 
- Paraguascia pigmentata 
- Paraimene charlesae 
- Paraimene ibarzabalae 
- Paraimene tuberculata 
- Paraimene tumulus 
- Parakermania maculata 
- Parakermania minima 
- Paraleptosphaeroma brucei 
- Paraleptosphaeroma glynni 
- Paraleptosphaeroma indica 
- Paralimnoria andrewsi 
- Paralimnoria asterosa 
- Paramphisopus fairbridgei 
- Paramphisopus montanus 
- Paramphisopus palustris 
- Paramunna antarctica 
- Paramunna bilobata 
- Paramunna brevipes 
- Paramunna capensis 
- Paramunna foresti 
- Paramunna gaini 
- Paramunna gaussi 
- Paramunna glacialis 
- Paramunna incisa 
- Paramunna integra 
- Paramunna koreana 
- Paramunna lunata 
- Paramunna macquariensis 
- Paramunna minituberculata 
- Paramunna minituverculata 
- Paramunna pellucida 
- Paramunna quadratifrons 
- Paramunna rostrata 
- Paramunna serrata 
- Paramunna snaresi 
- Paramunna subtriangulata 
- Paramunna typica 
- Paramunna walvisensis 
- Paramunnopsis justi 
- Paramunnopsis longicornis 
- Paramunnopsis oceanica 
- Paramunnopsis spinifer 
- Paranotoniscus capensis 
- Paranotoniscus latus 
- Paranotoniscus montanus 
- Paranotoniscus ornatus 
- Paranotoniscus tuberculatus 
- Paranthura acacia 
- Paranthura alba 
- Paranthura algicola 
- Paranthura algophila 
- Paranthura antarctica 
- Paranthura antillensis 
- Paranthura argentinae 
- Paranthura astrolabium 
- Paranthura australis 
- Paranthura barnardi 
- Paranthura bellicauda 
- Paranthura boronia 
- Paranthura brucei 
- Paranthura bunakenensis 
- Paranthura caesia 
- Paranthura californiae 
- Paranthura caribbiensis 
- Paranthura ciliata 
- Paranthura costana 
- Paranthura deodata 
- Paranthura dryandra 
- Paranthura elegans 
- Paranthura epacris 
- Paranthura flagellata 
- Paranthura floridensis 
- Paranthura gracilipes 
- Paranthura grevillea 
- Paranthura hasticauda 
- Paranthura infundibulata 
- Paranthura involuta 
- Paranthura japonica 
- Paranthura kagawaensis 
- Paranthura kobensis 
- Paranthura kunzea 
- Paranthura laticauda 
- Paranthura latipes 
- Paranthura lifuensis 
- Paranthura linearis 
- Paranthura lineata 
- Paranthura lobelia 
- Paranthura longa 
- Paranthura longitelson 
- Paranthura maculosa 
- Paranthura microtis 
- Paranthura nana 
- Paranthura neglecta 
- Paranthura nigrocaudata 
- Paranthura nigropunctata 
- Paranthura nordenstami 
- Paranthura ostergaardi 
- Paranthura plumosa 
- Paranthura polynesica 
- Paranthura porteri 
- Paranthura possessia 
- Paranthura punctata 
- Paranthura senecio 
- Paranthura setigera 
- Paranthura seychellensis 
- Paranthura skottsbergi 
- Paranthura societensis 
- Paranthura telopea 
- Paranthura urochroma 
- Paranthura urodentata 
- Paranthura verrillii 
- Parapacroscia negreai 
- Parapagurion calcinicola 
- Parapagurion imbricata 
- Parapenaeon brevicoxalis 
- Parapenaeon coarctatum 
- Parapenaeon consolidata 
- Parapenaeon expansa 
- Parapenaeon japonica 
- Parapenaeon lobulatum 
- Parapenaeon richardsonae 
- Parapenaeon secunda 
- Parapenaeon takii 
- Parapenaeon tertium 
- Parapenaeonella distincta 
- Parapenaeonella lamellata 
- Paraperiscyphops vandeli 
- Paraphiloscia armata 
- Paraphiloscia brevicornis 
- Paraphiloscia elongata 
- Paraphiloscia fragilis 
- Paraphiloscia gracilis 
- Paraphiloscia hammeni 
- Paraphiloscia maculata 
- Paraphiloscia mendanai 
- Paraphiloscia propinqua 
- Paraphiloscia sancristobali 
- Paraphiloscia santaisabellae 
- Paraphiloscia stenosoma 
- Paraphreatoicus relictus 
- Parapleurocrypta alphei 
- Parapleurocrypta digitata 
- Parapleurocryptella elasmonoti 
- Parapleurocryptella minuta 
- Parapodascon stebbingi 
- Parapseudione dubia 
- Parapseudione lata 
- Parargeia ornata 
- Paraschizidium album 
- Paraschizidium atticum 
- Paraschizidium coeculum 
- Paraschizidium falkonerae 
- Paraschizidium graecum 
- Paraschizidium hispanum 
- Paraschizidium levithae 
- Paraschizidium olearum 
- Paraschizidium polyvotisi 
- Paraschizidium roubali 
- Paraserolis polita 
- Parasphaeroma prominens 
- Paraspidophryxus terminalis 
- Parastacilla bakeri 
- Parastacilla tingara 
- Parastacilla torus 
- Parastacilla truculenta 
- Parastenasellus chappuisi 
- Parasymmerus annamaryae 
- Parasymmetrione tuberculineata 
- Parasymmetrorbione bicauda 
- Parathelges aniculi 
- Parathelges cardonae 
- Parathelges carolii 
- Parathelges enoshimensis 
- Parathelges foliatus 
- Parathelges neotenuicaudis 
- Parathelges occidentalis 
- Parathelges piriformis 
- Parathelges racovitzai 
- Parathelges tumidipes 
- Paratoradjia beroni 
- Paratoradjia indosinensis 
- Paratoradjia sulcata 
- Paratoradjia vietnamensis 
- Paravireia holdichi 
- Paravireia pistus 
- Paravireia typicus 
- Paraxenodillo singularis 
- Parcylisticus angelikae 
- Parcylisticus georgianus 
- Parcylisticus golovatchi 
- Parelumoides marginatus 
- Paridotea apposita 
- Paridotea aquarii 
- Paridotea collingei 
- Paridotea fucicola 
- Paridotea miersi 
- Paridotea munda 
- Paridotea ocellata 
- Paridotea reticulata 
- Paridotea robusta 
- Paridotea rubra 
- Paridotea simplex 
- Paridotea ungulata 
- Parilcirolana setosa 
- Parione ischyrandra 
- Parione lamellata 
- Parione pachychelii 
- Parione paucisecta 
- Parione pisidiae 
- Parionella decidens 
- Parionella elegans 
- Parionella notexocha 
- Parionella richardsonae 
- Parionina chinensis 
- Parionina pacifica 
- Parioninella astridae 
- Parioninella pacifica 
- Parischioscia omissa 
- Parisocladus perforatus 
- Parisocladus stimpsoni 
- Paropsurus giganteus 
- Paropsurus pellucidus 
- Pauperella rotunda 
- Paxodillidium schawalleri 
- Pectenoniscus angulatus 
- Pedinura flindersia 
- Pedinura mokari 
- Pelagogonium oculatum 
- Peludo paraliotus 
- Pendanthura anophthalma 
- Pendanthura hendleri 
- Pendanthura picardi 
- Pendanthura rarotonga 
- Pendanthura seminigra 
- Pendanthura siamensis 
- Pendanthura tanaiformis 
- Pendanthura waegelei 
- Pentaceration bassiana 
- Pentaceration bifficlyro 
- Pentaceration bifida 
- Pentaceration bovicornis 
- Pentaceration curvicornis 
- Pentaceration denticornis 
- Pentaceration dentifera 
- Pentaceration epipedos 
- Pentaceration globopleonis 
- Pentaceration kermadecia 
- Pentaceration lancifera 
- Pentaceration magna 
- Pentaceration megalomos 
- Pentaceration novaezealandia 
- Pentaceration omalos 
- Pentaceration rihothalassa 
- Pentaceration serrata 
- Pentaceration setosa 
- Pentaceration simplex 
- Pentaceration spinosissima 
- Pentaceration tasmaniensis 
- Pentias arimotoi 
- Pentias hayi 
- Pentias namikawai 
- Pentias thompsoni 
- Pentidotea aculeata 
- Pentidotea australis 
- Pentidotea gracillima 
- Pentidotea kirchanskii 
- Pentidotea montereyensis 
- Pentidotea panousei 
- Pentidotea recta 
- Pentidotea resecata 
- Pentidotea rotundata 
- Pentidotea schmitti 
- Pentidotea stenops 
- Pentidotea wosnesenskii 
- Pentoniscus dominicanus 
- Pentoniscus exilis 
- Pentoniscus pruinosus 
- Pentoniscus silvestrii 
- Pentoniscus vargasae 
- Perezina gregaria 
- Pericephalus feae 
- Pericephalus galeatus 
- Pericephalus marcidus 
- Perinetia reducta 
- Periscyphis abyssinicus 
- Periscyphis albescens 
- Periscyphis albomarginatus 
- Periscyphis albus 
- Periscyphis arabicus 
- Periscyphis barnardi 
- Periscyphis besi 
- Periscyphis brunneus 
- Periscyphis buettikeri 
- Periscyphis cavernicola 
- Periscyphis civilis 
- Periscyphis convexus 
- Periscyphis dhofarensis 
- Periscyphis felix 
- Periscyphis granai 
- Periscyphis insularis 
- Periscyphis jannonei 
- Periscyphis kalongensis 
- Periscyphis lanzai 
- Periscyphis laticarpus 
- Periscyphis latissimus 
- Periscyphis libycus 
- Periscyphis limbatus 
- Periscyphis merolobatus 
- Periscyphis minor 
- Periscyphis mofousensis 
- Periscyphis montanus 
- Periscyphis niger 
- Periscyphis nigricans 
- Periscyphis omanensis 
- Periscyphis pallidus 
- Periscyphis pilosus 
- Periscyphis pulcher 
- Periscyphis rubroantennatus 
- Periscyphis ruficauda 
- Periscyphis schadensis 
- Periscyphis somaliensis 
- Periscyphis strouhali 
- Periscyphis subtransversus 
- Periscyphis sudanensis 
- Periscyphis trivialis 
- Periscyphis undulata 
- Periscyphis vandeli 
- Periscyphis verhoeffi 
- Periscyphis vittatus 
- Periscyphoides pictus 
- Periscyphops alluaudi 
- Periscyphops bizonatus 
- Periscyphops brevicaudatus 
- Periscyphops brunneus 
- Periscyphops camerunicus 
- Periscyphops chopardi 
- Periscyphops cooki 
- Periscyphops dubius 
- Periscyphops gibbosus 
- Periscyphops granulosus 
- Periscyphops haasi 
- Periscyphops humilis 
- Periscyphops lugubris 
- Periscyphops minimus 
- Periscyphops nigricans 
- Periscyphops occidentalis 
- Periscyphops ogonensis 
- Periscyphops penicilliger 
- Periscyphops praeconius 
- Periscyphops pseudosilvanus 
- Periscyphops silvanus 
- Periscyphops squamatus 
- Periscyphops squamosus 
- Periscyphops tenellus 
- Periscyphops triarticulatus 
- Periscyphops variabilis 
- Phalaba brevis 
- Phalaba dorkai 
- Phalaba fusca 
- Phalloniscus armatus 
- Phalloniscus avrilensis 
- Phalloniscus baldonii 
- Phalloniscus barbouri 
- Phalloniscus bifidus 
- Phalloniscus bolivianus 
- Phalloniscus bowleyi 
- Phalloniscus chiltoni 
- Phalloniscus cooki 
- Phalloniscus dissimilis 
- Phalloniscus forsteri 
- Phalloniscus kenepurensis 
- Phalloniscus lamellatus 
- Phalloniscus langi 
- Phalloniscus loyolai 
- Phalloniscus macrophthalmus 
- Phalloniscus marcuzzii 
- Phalloniscus mateui 
- Phalloniscus meridionalis 
- Phalloniscus minimus 
- Phalloniscus monodi 
- Phalloniscus montanus 
- Phalloniscus nichollsi 
- Phalloniscus occidentalis 
- Phalloniscus pearsei 
- Phalloniscus propinquus 
- Phalloniscus punctatus 
- Phalloniscus tarraconensis 
- Philoscia affinis 
- Philoscia algirica 
- Philoscia anienana 
- Philoscia australis 
- Philoscia bonariensis 
- Philoscia brevicorpore 
- Philoscia buddelundi 
- Philoscia canalensis 
- Philoscia colimensis 
- Philoscia dalmatica 
- Philoscia demerarae 
- Philoscia diminuta 
- Philoscia dobakholi 
- Philoscia dongarrensis 
- Philoscia ehrenbergii 
- Philoscia faucium 
- Philoscia formosa 
- Philoscia geayi 
- Philoscia geiseri 
- Philoscia gracilior 
- Philoscia guerrerense 
- Philoscia guttata 
- Philoscia hirta 
- Philoscia humboldtii 
- Philoscia incerta 
- Philoscia incurva 
- Philoscia jacobsoni 
- Philoscia karrakattensis 
- Philoscia lifuensis 
- Philoscia lodnensis 
- Philoscia longicaudata 
- Philoscia lubricata 
- Philoscia marmorata 
- Philoscia maxima 
- Philoscia mendica 
- Philoscia miamiensis 
- Philoscia molisia 
- Philoscia moneaguensis 
- Philoscia monticola 
- Philoscia myrmecophila 
- Philoscia nebulosa 
- Philoscia novaezealandiae 
- Philoscia paniensis 
- Philoscia pannonica 
- Philoscia perlata 
- Philoscia persona 
- Philoscia pigmentatusmina 
- Philoscia pubescens 
- Philoscia sacchari 
- Philoscia salina 
- Philoscia seriepunctata 
- Philoscia spinosa 
- Philoscia squamosa 
- Philoscia squamuligera 
- Philoscia tenuissima 
- Philoscia truncatella 
- Philoscia univittata 
- Philoscia veracruzana 
- Philoscia weberi 
- Philoscina incisa 
- Philoscina insularis 
- Philoscina natalis 
- Philostomella cigarra 
- Phoratopus remex 
- Phreatoasellus akyioshiensis 
- Phreatoasellus higoensis 
- Phreatoasellus iriei 
- Phreatoasellus joianus 
- Phreatoasellus kawamurai 
- Phreatoasellus minatoi 
- Phreatoasellus uenoi 
- Phreatoasellus yoshinoensis 
- Phreatoicoides gracilis 
- Phreatoicoides longicollis 
- Phreatoicoides wadhami 
- Phreatoicopsis raffae 
- Phreatoicopsis terricola 
- Phreatoicus orarii 
- Phreatoicus shephardi 
- Phreatoicus typicus 
- Phreatomerus latipes 
- Phreatosasellus miurai 
- Phycolimnoria antarctica 
- Phycolimnoria stephenseni 
- Phyllodurus abdominalis 
- Phylloniscus braunsi 
- Phylloniscus contractus 
- Phymatoniscus helenae 
- Phymatoniscus propinquus 
- Phymatoniscus tuberculatus 
- Pilbarophreatoicus platyarthricus 
- Pilosanthura calcaris 
- Pilosanthura fresii 
- Pinnotherion setoensis 
- Pinnotherion vermiforme 
- Pistorius bidens 
- Pistorius sasyamai 
- Plakarthrium australiense 
- Plakarthrium punctatissimum 
- Plakarthrium typicum 
- Plakolana accola 
- Plakolana acuta 
- Plakolana binyana 
- Plakolana mandorah 
- Plakolana nagada 
- Plakolana obtusa 
- Platanosphaera ariadnae 
- Platanosphaera kournasensis 
- Plataoniscus borelli 
- Plataoniscus griseus 
- Platidotea magellanica 
- Platyarthrus acropyga 
- Platyarthrus adonis 
- Platyarthrus aiasensis 
- Platyarthrus almanus 
- Platyarthrus atanassovi 
- Platyarthrus beieri 
- Platyarthrus briani 
- Platyarthrus caudatus 
- Platyarthrus codinai 
- Platyarthrus coronatus 
- Platyarthrus corsicus 
- Platyarthrus costulatus 
- Platyarthrus dalmaticus 
- Platyarthrus dobrogicus 
- Platyarthrus dollfusi 
- Platyarthrus esterelanus 
- Platyarthrus haplophthalmoides 
- Platyarthrus hoffmannseggii 
- Platyarthrus kislarensis 
- Platyarthrus kosswigii 
- Platyarthrus lerinensis 
- Platyarthrus lindbergi 
- Platyarthrus maderensis 
- Platyarthrus mesasiaticus 
- Platyarthrus messorum 
- Platyarthrus myrmicidarum 
- Platyarthrus parisii 
- Platyarthrus reticulatus 
- Platyarthrus schoebli 
- Platyarthrus sorrentinus 
- Platyarthrus stadleri 
- Platycerceis hyalina 
- Platycytoniscus granulatus 
- Platycytoniscus spinosus 
- Platynympha longicaudata 
- Platypyga subpetrae 
- Platysphaera membranata 
- Pleopodias diaphus 
- Pleopodias elongatus 
- Pleopodias superatus 
- Pleopodias vigilans 
- Pleopodoscia isabellensis 
- Pleurocope dasyura 
- Pleurocope floridensis 
- Pleurocope wilsoni 
- Pleurocrypta amphiandra 
- Pleurocrypta floridana 
- Pleurocrypta galateae 
- Pleurocrypta keiensis 
- Pleurocrypta longibranchiata 
- Pleurocrypta longicornis 
- Pleurocrypta macrocephala 
- Pleurocrypta meridionalis 
- Pleurocrypta microbranchiata 
- Pleurocrypta petrolisthis 
- Pleurocrypta piriformis 
- Pleurocrypta porcellanae 
- Pleurocrypta porcellanaelongicornis 
- Pleurocrypta strigosa 
- Pleurocryptella crassandra 
- Pleurocryptella fimbriata 
- Pleurocryptella formosa 
- Pleurocryptella infecta 
- Pleurocryptella laevis 
- Pleurocryptella latimellaris 
- Pleurocryptella superba 
- Pleurocryptella wolffi 
- Pleurocryptina indica 
- Pleurocyphoniscus bertkaui 
- Pleurocyphoniscus karawankianus 
- Pleurogonium albidum 
- Pleurogonium angustum 
- Pleurogonium bifolium 
- Pleurogonium californiense 
- Pleurogonium chilense 
- Pleurogonium elongatum 
- Pleurogonium gordeevae 
- Pleurogonium hispidum 
- Pleurogonium inerme 
- Pleurogonium intermedium 
- Pleurogonium kamtshaticum 
- Pleurogonium kyushuense 
- Pleurogonium laciniosum 
- Pleurogonium latimanum 
- Pleurogonium magnum 
- Pleurogonium minutum 
- Pleurogonium pulchrum 
- Pleurogonium rubicundum 
- Pleurogonium serratum 
- Pleurogonium spinosissimum 
- Pleurogonium spinossimum 
- Pleurogonium tanseimaruae 
- Pleuroprion chlebovitschi 
- Pleuroprion chuni 
- Pleuroprion fabulosum 
- Pleuroprion frigidum 
- Pleuroprion furcatum 
- Pleuroprion hystrix 
- Pleuroprion intermedium 
- Pleuroprion iturupicum 
- Pleuroprion murdochi 
- Pleuroprion pacificum 
- Pleuroprion toporoki 
- Pleurosignum capensis 
- Pleurosignum chilense 
- Pleurosignum elongatum 
- Pleurosignum magnum 
- Pliophrixus philonika 
- Plotor indus 
- Plumasicola orghidani 
- Plymophiloscia ashtoni 
- Plymophiloscia guttata 
- Plymophiloscia maxima 
- Plymophiloscia montana 
- Plymophiloscia notleyensis 
- Plymophiloscia tasmaniensis 
- Plymophiloscia thomsoni 
- Plymophiloscia ulverstonensis 
- Podascon chevreuxi 
- Podascon dellavallei 
- Podascon haploopis 
- Podoniscus multidentatus 
- Politolana concharum 
- Politolana crosnieri 
- Politolana dasyprion 
- Politolana eximia 
- Politolana haneyi 
- Politolana impostor 
- Politolana impressa 
- Politolana microphthalma 
- Politolana obtusispina 
- Politolana polita 
- Politolana sanchezi 
- Politolana tricarinata 
- Politolana wickstenae 
- Polyacanthus aculeatus 
- Polyacanthus transvaalensis 
- Ponderella bundoona 
- Ponderella ecomanufactia 
- Pondo poweri 
- Pongycarcinia xiphidiourus 
- Pontobopyrus abyssorum 
- Pontogelos aselgokeros 
- Pooredoce garyi 
- Porcellio achilleionensis 
- Porcellio acutiserra 
- Porcellio aghousi 
- Porcellio albicornis 
- Porcellio albinus 
- Porcellio albolimbatus 
- Porcellio alexandrinus 
- Porcellio alluaudi 
- Porcellio alpinus 
- Porcellio anagae 
- Porcellio ancararum 
- Porcellio andreinii 
- Porcellio andrius 
- Porcellio angustulus 
- Porcellio antiochius 
- Porcellio apulicus 
- Porcellio assamensis 
- Porcellio ater 
- Porcellio atlantidum 
- Porcellio atticus 
- Porcellio auritus 
- Porcellio babilonus 
- Porcellio baidensis 
- Porcellio balearicus 
- Porcellio banyulensis 
- Porcellio barroisi 
- Porcellio batesoni 
- Porcellio beebei 
- Porcellio blattarius 
- Porcellio bolivari 
- Porcellio bombosus 
- Porcellio bovei 
- Porcellio brevicaudatus 
- Porcellio brevipennis 
- Porcellio buchneri 
- Porcellio buddelundi 
- Porcellio burzenlandicus 
- Porcellio cadenati 
- Porcellio calderensis 
- Porcellio calmani 
- Porcellio canariensis 
- Porcellio carinatus 
- Porcellio carthaginensis 
- Porcellio cataractae 
- Porcellio cattarensis 
- Porcellio cavernicolus 
- Porcellio centralis 
- Porcellio chevalieri 
- Porcellio chuldahensis 
- Porcellio ciliatus 
- Porcellio cinerascens 
- Porcellio colasi 
- Porcellio collicolus 
- Porcellio conchus 
- Porcellio conspersus 
- Porcellio creticus 
- Porcellio cribrifer 
- Porcellio cruentatus 
- Porcellio curti 
- Porcellio cytherus 
- Porcellio dalensi 
- Porcellio debueni 
- Porcellio decorus 
- Porcellio deganiensis 
- Porcellio despaxi 
- Porcellio diomedus 
- Porcellio dispar 
- Porcellio djahizi 
- Porcellio djebeli 
- Porcellio domesticus 
- Porcellio dominici 
- Porcellio duboscqui 
- Porcellio echinatus 
- Porcellio ehrenbergii 
- Porcellio elongata 
- Porcellio emarginatus 
- Porcellio epirensis 
- Porcellio eserensis 
- Porcellio eucercus 
- Porcellio evansi 
- Porcellio eximius 
- Porcellio expansus 
- Porcellio explanatus 
- Porcellio extinctus 
- Porcellio ferrarae 
- Porcellio ferroi 
- Porcellio ferrugineus 
- Porcellio festai 
- Porcellio ficulneus 
- Porcellio fiumanus 
- Porcellio flavocinctus 
- Porcellio flavomarginatus 
- Porcellio fossuliger 
- Porcellio galapagoensis 
- Porcellio galleranii 
- Porcellio gallicus 
- Porcellio gauthieri 
- Porcellio germanicus 
- Porcellio gestroi 
- Porcellio gigliotosi 
- Porcellio giustii 
- Porcellio graecorum 
- Porcellio graevei 
- Porcellio granarus 
- Porcellio grandeus 
- Porcellio grandorii 
- Porcellio graniger 
- Porcellio granuliferus 
- Porcellio griseus 
- Porcellio gruneri 
- Porcellio haasi 
- Porcellio hatayensis 
- Porcellio herculis 
- Porcellio herminiensis 
- Porcellio herzegowinensis 
- Porcellio hirtipes 
- Porcellio hispanus 
- Porcellio hoffmannseggii 
- Porcellio humberti 
- Porcellio hyblaeus 
- Porcellio hypselos 
- Porcellio imbutus 
- Porcellio incanus 
- Porcellio inconspicuus 
- Porcellio ingenuus 
- Porcellio insignis 
- Porcellio intercalarius 
- Porcellio intermedius 
- Porcellio interpolator 
- Porcellio jaicensis 
- Porcellio jehoensis 
- Porcellio klaptoczi 
- Porcellio klugii 
- Porcellio krivosijensis 
- Porcellio kuhnelti 
- Porcellio laevissimus 
- Porcellio lamellatus 
- Porcellio lapidicicolus 
- Porcellio laticauda 
- Porcellio latus 
- Porcellio lepineyi 
- Porcellio letourneuxi 
- Porcellio liliputanus 
- Porcellio limbatus 
- Porcellio linsenmairi 
- Porcellio longicauda 
- Porcellio longicornis 
- Porcellio longiflagellata 
- Porcellio longipennis 
- Porcellio lugubris 
- Porcellio lugubrisvizzavonensis 
- Porcellio lusitanus 
- Porcellio maculatus 
- Porcellio maculipennis 
- Porcellio maculipes 
- Porcellio magnificus 
- Porcellio mahadidi 
- Porcellio marginalis 
- Porcellio marginenotatus 
- Porcellio marioni 
- Porcellio mateui 
- Porcellio medinae 
- Porcellio meridionalis 
- Porcellio messenicus 
- Porcellio mildei 
- Porcellio minuta 
- Porcellio moebiusii 
- Porcellio monardi 
- Porcellio montanus 
- Porcellio monticola 
- Porcellio napolitanus 
- Porcellio narentanus 
- Porcellio nasutus 
- Porcellio nicklesi 
- Porcellio nigricans 
- Porcellio nigrogranulatus 
- Porcellio normani 
- Porcellio novus 
- Porcellio obsoletus 
- Porcellio obtrusifrons 
- Porcellio obtusiserra 
- Porcellio ocellatus 
- Porcellio olivieri 
- Porcellio ombrionis 
- Porcellio omodeoi 
- Porcellio orarum 
- Porcellio ornatus 
- Porcellio ovalis 
- Porcellio ovespertilio 
- Porcellio palaestinus 
- Porcellio pallasii 
- Porcellio palmae 
- Porcellio parenzani 
- Porcellio parietinus 
- Porcellio pauper 
- Porcellio pelseneeri 
- Porcellio peninsulae 
- Porcellio perplexus 
- Porcellio peyerimhoffi 
- Porcellio piceus 
- Porcellio pictus 
- Porcellio pityensis 
- Porcellio platysoma 
- Porcellio praeustus 
- Porcellio provincialis 
- Porcellio pruinosus 
- Porcellio pseudocilicius 
- Porcellio pubescens 
- Porcellio pujetanus 
- Porcellio pulverulentus 
- Porcellio pumicatus 
- Porcellio punctatus 
- Porcellio purpureus 
- Porcellio pusillus 
- Porcellio pyrenaeus 
- Porcellio quercuum 
- Porcellio ragusae 
- Porcellio rechingeri 
- Porcellio recurvatus 
- Porcellio resacae 
- Porcellio ribauti 
- Porcellio riffensis 
- Porcellio rodiensis 
- Porcellio romanorum 
- Porcellio rubidus 
- Porcellio rucneri 
- Porcellio rufobrunneus 
- Porcellio saharaiensis 
- Porcellio saltuum 
- Porcellio sardiniae 
- Porcellio scabriusculus 
- Porcellio scitus 
- Porcellio septentrionalis 
- Porcellio siculoccidentalis 
- Porcellio sikinius 
- Porcellio silvestri 
- Porcellio simulator 
- Porcellio sordidus 
- Porcellio spatulata 
- Porcellio spatulatus 
- Porcellio spinifrons 
- Porcellio spinipennis 
- Porcellio spinipes 
- Porcellio strandi 
- Porcellio strinatii 
- Porcellio studienstiftius 
- Porcellio succinctus 
- Porcellio syriacus 
- Porcellio taygetinus 
- Porcellio tentaculatus 
- Porcellio teodori 
- Porcellio tiberianus 
- Porcellio tigrinus 
- Porcellio tirolensis 
- Porcellio tortonesi 
- Porcellio toyamaensis 
- Porcellio transmutatus 
- Porcellio triaculeatus 
- Porcellio triangulifer 
- Porcellio tripolitanus 
- Porcellio truncatus 
- Porcellio turolensis 
- Porcellio uljanini 
- Porcellio vandeli 
- Porcellio variabilis 
- Porcellio vesiculosus 
- Porcellio vestitus 
- Porcellio villiersi 
- Porcellio violaceus 
- Porcellio vulcanius 
- Porcellio wagneri 
- Porcellio werneri 
- Porcellio xavieri 
- Porcellio yemenensis 
- Porcellio zarcoi 
- Porcellio zealandicus 
- Porcellionides advena 
- Porcellionides almanus 
- Porcellionides altarum 
- Porcellionides anatolicus 
- Porcellionides antalyensis 
- Porcellionides approximatus 
- Porcellionides argentinus 
- Porcellionides asifensis 
- Porcellionides aternanus 
- Porcellionides barroisi 
- Porcellionides bermudezi 
- Porcellionides breviramus 
- Porcellionides brunneus 
- Porcellionides buddelundi 
- Porcellionides chilensis 
- Porcellionides cilicius 
- Porcellionides cingendus 
- Porcellionides coxalis 
- Porcellionides cyprius 
- Porcellionides dalmatinus 
- Porcellionides delattini 
- Porcellionides depressionum 
- Porcellionides divergens 
- Porcellionides fagei 
- Porcellionides floria 
- Porcellionides frontosus 
- Porcellionides fuegiensis 
- Porcellionides fuscomarmoratus 
- Porcellionides ghigii 
- Porcellionides glaber 
- Porcellionides habanensis 
- Porcellionides instinctus 
- Porcellionides istanbulensis 
- Porcellionides jacksoni 
- Porcellionides lacteolus 
- Porcellionides laevigatus 
- Porcellionides lepineyi 
- Porcellionides linearis 
- Porcellionides lusitanorum 
- Porcellionides meridionalis 
- Porcellionides minutissimus 
- Porcellionides mirabilis 
- Porcellionides molleri 
- Porcellionides myrmecophilus 
- Porcellionides myrmicidarum 
- Porcellionides nigricans 
- Porcellionides nitidus 
- Porcellionides olivarum 
- Porcellionides orientalis 
- Porcellionides parcus 
- Porcellionides parvulus 
- Porcellionides peregrinus 
- Porcellionides philoscoides 
- Porcellionides pica 
- Porcellionides politulus 
- Porcellionides reticulorum 
- Porcellionides rogoulti 
- Porcellionides rufocinctus 
- Porcellionides sabuleti 
- Porcellionides saussurei 
- Porcellionides schwencki 
- Porcellionides sexfasciatus 
- Porcellionides simplex 
- Porcellionides simrothi 
- Porcellionides sorrentinus 
- Porcellionides steini 
- Porcellionides stricticauda 
- Porcellionides subterraneus 
- Porcellionides swammerdami 
- Porcellionides tingitanus 
- Porcellionides trifasciatus 
- Porcellionides variabilis 
- Porcellionides virescens 
- Porcellionides virgatus 
- Porcellionides viridis 
- Porcellium balkanicum 
- Porcellium bohemicum 
- Porcellium collicola 
- Porcellium euboicum 
- Porcellium fiumanum 
- Porcellium frontacutum 
- Porcellium graecorum 
- Porcellium kerkinianum 
- Porcellium pieperi 
- Porcellium productum 
- Porcellium recurvatum 
- Porcellium serticum 
- Porcellium sfenthourakisi 
- Porcellium vejdovskyi 
- Portoricoscia richmondi 
- Portunicepon savignyi 
- Portunion bourdoni 
- Portunion conformis 
- Portunion flavidus 
- Portunion kossmanni 
- Portunion maenadis 
- Portunion moniezii 
- Portunion salvatoris 
- Prachtoproller 
- Prethura hutchingsae 
- Priapion fraissei 
- Proasellus acutianus 
- Proasellus adriaticus 
- Proasellus alavensis 
- Proasellus albigensis 
- Proasellus ambracicus 
- Proasellus amiterninus 
- Proasellus anophtalmus 
- Proasellus aquaecalidae 
- Proasellus aragonensis 
- Proasellus arnautovici 
- Proasellus arthrodilus 
- Proasellus bagradicus 
- Proasellus barduanii 
- Proasellus basnosanui 
- Proasellus bellesi 
- Proasellus beroni 
- Proasellus beticus 
- Proasellus boui 
- Proasellus cantabricus 
- Proasellus cavaticus 
- Proasellus chappuisi 
- Proasellus chauvini 
- Proasellus claudei 
- Proasellus coiffaiti 
- Proasellus collignoni 
- Proasellus comasi 
- Proasellus coxalis 
- Proasellus cretensis 
- Proasellus danubialis 
- Proasellus delhezi 
- Proasellus deminutus 
- Proasellus dianae 
- Proasellus ebrensis 
- Proasellus elegans 
- Proasellus escolai 
- Proasellus espanoli 
- Proasellus exiguus 
- Proasellus ezzu 
- Proasellus faesulanus 
- Proasellus franciscoloi 
- Proasellus gardinii 
- Proasellus gauthieri 
- Proasellus gineti 
- Proasellus gjorgjevici 
- Proasellus gourbaultae 
- Proasellus grafi 
- Proasellus granadensis 
- Proasellus guipuzcoensis 
- Proasellus henseni 
- Proasellus hercegovinensis 
- Proasellus hermallensis 
- Proasellus hurki 
- Proasellus hypogeus 
- Proasellus ibericus 
- Proasellus infirmus 
- Proasellus intermedius 
- Proasellus istrianus 
- Proasellus italicus 
- Proasellus jaloniacus 
- Proasellus karamani 
- Proasellus lagari 
- Proasellus lescherae 
- Proasellus leysi 
- Proasellus ligusticus 
- Proasellus linearis 
- Proasellus ljovuschkini 
- Proasellus lusitanicus 
- Proasellus lykaonicus 
- Proasellus malagensis 
- Proasellus maleri 
- Proasellus margalefi 
- Proasellus mateusorum 
- Proasellus meijersae 
- Proasellus meridianus 
- Proasellus micropectinatus 
- Proasellus minoicus 
- Proasellus monodi 
- Proasellus monsferratus 
- Proasellus montalentii 
- Proasellus montenigrinus 
- Proasellus navarrensis 
- Proasellus nolli 
- Proasellus notenboomi 
- Proasellus orientalis 
- Proasellus ortizi 
- Proasellus oviedensis 
- Proasellus pamphylicus 
- Proasellus parvulus 
- Proasellus patrizii 
- Proasellus pavani 
- Proasellus peltatus 
- Proasellus phreaticus 
- Proasellus pisidicus 
- Proasellus polychaetus 
- Proasellus pribenicensis 
- Proasellus racovitzai 
- Proasellus rectangulatus 
- Proasellus rectus 
- Proasellus remyi 
- Proasellus rouchi 
- Proasellus ruffoi 
- Proasellus similis 
- Proasellus sketi 
- Proasellus slavus 
- Proasellus slovenicus 
- Proasellus solanasi 
- Proasellus soriensis 
- Proasellus spelaeus 
- Proasellus spinipes 
- Proasellus stocki 
- Proasellus strouhali 
- Proasellus synaselloides 
- Proasellus thermonyctophilus 
- Proasellus valdensis 
- Proasellus vandeli 
- Proasellus variegatus 
- Proasellus vignai 
- Proasellus vizcayensis 
- Proasellus vulgaris 
- Proasellus walteri 
- Proasellus winteri 
- Proasellus wolfi 
- Probopyria alphei 
- Probopyria elliptica 
- Probopyrinella heardi 
- Probopyrinella latreuticola 
- Probopyrione plana 
- Probopyriscus novempalensis 
- Probopyrus aberrans 
- Probopyrus abhoyai 
- Probopyrus alcocki 
- Probopyrus annandalei 
- Probopyrus ascendens 
- Probopyrus bengalensis 
- Probopyrus borrei 
- Probopyrus brachysoma 
- Probopyrus brevipes 
- Probopyrus buitendijki 
- Probopyrus demani 
- Probopyrus fluviatilis 
- Probopyrus gangeticus 
- Probopyrus giardi 
- Probopyrus godaveriensis 
- Probopyrus incertus 
- Probopyrus insularis 
- Probopyrus iriomotensis 
- Probopyrus marinus 
- Probopyrus markhami 
- Probopyrus pacificensis 
- Probopyrus palaemoni 
- Probopyrus pandalicola 
- Probopyrus pica 
- Probopyrus prashadi 
- Probopyrus ringuelti 
- Probopyrus semperi 
- Probynia obstipa 
- Probynia pleurocephala 
- Procepon horridulum 
- Procepon insolitum 
- Procepon liuruiyui 
- Prochelator abyssalis 
- Prochelator angolensis 
- Prochelator hampsoni 
- Prochelator incomitatus 
- Prochelator kussakini 
- Prochelator lateralis 
- Prochelator litus 
- Prochelator sarsi 
- Prochelator tupuhi 
- Prochelator uncatus 
- Prodajus bigelowiensis 
- Prodajus bilobatus 
- Prodajus curviabdominalis 
- Prodajus gastrosacci 
- Prodajus lobiancoi 
- Prodajus ostendensis 
- Prodajus ovatus 
- Progebiophilus assisi 
- Progebiophilus bakeri 
- Progebiophilus brevis 
- Progebiophilus bruscai 
- Progebiophilus chapini 
- Progebiophilus elongatus 
- Progebiophilus euxinicus 
- Progebiophilus filicaudatus 
- Progebiophilus insperatus 
- Progebiophilus kensleyi 
- Progebiophilus sinicus 
- Progebiophilus upogebiae 
- Progebiophilus villosus 
- Prophryxus alascensis 
- Proporcellio corticicolus 
- Proporcellio gestroi 
- Proporcellio latus 
- Proporcellio medionotatus 
- Proporcellio quadriseriatus 
- Proporcellio siculorum 
- Proporcellio tauricus 
- Proporcellio vulcanius 
- Propseudione rhombicosoma 
- Prosekia albamaculata 
- Prosekia galapagensis 
- Prosekia hamigera 
- Prosekia insularis 
- Prosekia lejeunei 
- Prosekia pearsei 
- Prosekia rutilans 
- Prosekia silvatica 
- Prosekia tarumae 
- Protallocoxa abyssale 
- Protallocoxa weddellense 
- Protelsonia bureschi 
- Protelsonia gjorgjevici 
- Protelsonia hungarica 
- Protelsonia lakatnikensis 
- Protocerberus schminkei 
- Protocharon arenicola 
- Protocharon stocki 
- Protognathia bathypelagica 
- Protognathia waegeli 
- Protojanira leleupi 
- Protojanira prenticei 
- Protojaniroides ficki 
- Protojaniroides perbrincki 
- Protonethes ocellatus 
- Protoradjia insularis 
- Protoradjia jacobsoni 
- Protoradjia montana 
- Protoradjia paeninsulae 
- Protoradjia pilosa 
- Protosphaeroniscus tertiarius 
- Protracheoniscus abricossovi 
- Protracheoniscus alabaschensis 
- Protracheoniscus almaatinus 
- Protracheoniscus amoenus 
- Protracheoniscus anatolii 
- Protracheoniscus armenicus 
- Protracheoniscus asiaticus 
- Protracheoniscus atreciicus 
- Protracheoniscus bocki 
- Protracheoniscus brentanus 
- Protracheoniscus bugdajliensis 
- Protracheoniscus cristatus 
- Protracheoniscus darevskii 
- Protracheoniscus delilensis 
- Protracheoniscus desertorum 
- Protracheoniscus desioi 
- Protracheoniscus dicaporiaccoi 
- Protracheoniscus digitifer 
- Protracheoniscus dubius 
- Protracheoniscus fontium 
- Protracheoniscus fossuliger 
- Protracheoniscus genezarethanus 
- Protracheoniscus gissarensis 
- Protracheoniscus glaber 
- Protracheoniscus hedini 
- Protracheoniscus hermagorensis 
- Protracheoniscus hirsutulus 
- Protracheoniscus hummeli 
- Protracheoniscus kalymnius 
- Protracheoniscus karakorum 
- Protracheoniscus kerkanus 
- Protracheoniscus komareki 
- Protracheoniscus kopetdagicus 
- Protracheoniscus krgozanovskii 
- Protracheoniscus kuehnelti 
- Protracheoniscus larii 
- Protracheoniscus latus 
- Protracheoniscus longistylus 
- Protracheoniscus major 
- Protracheoniscus malickyi 
- Protracheoniscus maracandicus 
- Protracheoniscus marcomannius 
- Protracheoniscus marmaranus 
- Protracheoniscus mehelyi 
- Protracheoniscus nivalis 
- Protracheoniscus nogaicus 
- Protracheoniscus orientalis 
- Protracheoniscus panphilovi 
- Protracheoniscus pierreei 
- Protracheoniscus plitvicensis 
- Protracheoniscus politus 
- Protracheoniscus ranzi 
- Protracheoniscus rectifrons 
- Protracheoniscus sabaudus 
- Protracheoniscus saxonicus 
- Protracheoniscus scythicus 
- Protracheoniscus sexfasciatus 
- Protracheoniscus stefanelli 
- Protracheoniscus steinbergi 
- Protracheoniscus tashkentensis 
- Protracheoniscus topczievi 
- Protracheoniscus turcomanicus 
- Protracheoniscus tzvetkovi 
- Protracheoniscus ubliensis 
- Protracheoniscus uncinatus 
- Protracheoniscus vacchellii 
- Protracheoniscus venetus 
- Protracheoniscus verhoeffi 
- Psachonethes czerkessicus 
- Psachonethes elbursanus 
- Psammasellus capitatus 
- Pseudaega melanica 
- Pseudaega punctata 
- Pseudaega quarta 
- Pseudaega secunda 
- Pseudaega tertia 
- Pseudanthura albatrossae 
- Pseudanthura baeckea 
- Pseudanthura lateralis 
- Pseudanthura recifensis 
- Pseudanthura tenuis 
- Pseudarachna hirsuta 
- Pseudarachna nohinohi 
- Pseudarcturella chiltoni 
- Pseudarcturella crenulata 
- Pseudarmadillo agramontino 
- Pseudarmadillo assoi 
- Pseudarmadillo auritus 
- Pseudarmadillo bidentatus 
- Pseudarmadillo buscki 
- Pseudarmadillo carinulatus 
- Pseudarmadillo cristatus 
- Pseudarmadillo dollfusi 
- Pseudarmadillo elegans 
- Pseudarmadillo gillianus 
- Pseudarmadillo holguinensis 
- Pseudarmadillo hoplites 
- Pseudarmadillo jaumei 
- Pseudarmadillo maiteae 
- Pseudarmadillo mitratus 
- Pseudarmadillo nanus 
- Pseudarmadillo spinosus 
- Pseudarmadillo tuberculatus 
- Pseudidothea hoplites 
- Pseudidothea miersi 
- Pseudidothea richardsoni 
- Pseudidothea scutata 
- Pseudione affinis 
- Pseudione ampla 
- Pseudione andamanicae 
- Pseudione atlantica 
- Pseudione biacuta 
- Pseudione borealis 
- Pseudione brandaoi 
- Pseudione brattstroemi 
- Pseudione calcinii 
- Pseudione callianassae 
- Pseudione chiloensis 
- Pseudione clevai 
- Pseudione clibanaricola 
- Pseudione cognata 
- Pseudione compressa 
- Pseudione confusa 
- Pseudione crenulata 
- Pseudione dohrni 
- Pseudione elongata 
- Pseudione fibriata 
- Pseudione galacanthae 
- Pseudione giardi 
- Pseudione hanseni 
- Pseudione hayi 
- Pseudione hyndmanni 
- Pseudione incerta 
- Pseudione indica 
- Pseudione intermedia 
- Pseudione itsindrae 
- Pseudione japanensis 
- Pseudione kensleyi 
- Pseudione kossmanni 
- Pseudione longicauda 
- Pseudione magna 
- Pseudione minimocrenulata 
- Pseudione munidae 
- Pseudione murawaiensis 
- Pseudione nephropsi 
- Pseudione nobilii 
- Pseudione novaeguineensis 
- Pseudione overstreeti 
- Pseudione panopei 
- Pseudione parviramus 
- Pseudione pontocari 
- Pseudione quasimodo 
- Pseudione sagamiensis 
- Pseudione stylopoda 
- Pseudione subcrenulata 
- Pseudione tanimbarensis 
- Pseudione tattersalli 
- Pseudione tuberculata 
- Pseudionella akuaku 
- Pseudionella attenuata 
- Pseudionella deflexa 
- Pseudionella markhami 
- Pseudoaethiopopactes kohleri 
- Pseudoagnara abdalkurii 
- Pseudoagnara wraniki 
- Pseudobuddelundiella hostensis 
- Pseudobuddelundiella ljovuschkini 
- Pseudocerceis furculata 
- Pseudocerceis latistylis 
- Pseudocerceis seleneides 
- Pseudocerceis trilobata 
- Pseudodiploexochus albanyensis 
- Pseudodiploexochus australiensis 
- Pseudodiploexochus bergeri 
- Pseudodiploexochus chelazzii 
- Pseudodiploexochus comorensis 
- Pseudodiploexochus cuspidatus 
- Pseudodiploexochus debeckeri 
- Pseudodiploexochus ecaudatus 
- Pseudodiploexochus gibbus 
- Pseudodiploexochus insularis 
- Pseudodiploexochus lejeunei 
- Pseudodiploexochus leleupi 
- Pseudodiploexochus lobatus 
- Pseudodiploexochus madagascariensis 
- Pseudodiploexochus mascarenicus 
- Pseudodiploexochus mellissi 
- Pseudodiploexochus messanai 
- Pseudodiploexochus messerii 
- Pseudodiploexochus pacificus 
- Pseudodiploexochus pilosus 
- Pseudodiploexochus schmalfussi 
- Pseudodiploexochus silvavagans 
- Pseudodiploexochus tabularis 
- Pseudodiploexochus tomentosus 
- Pseudodiploexochus vanninii 
- Pseudodiploexochus vumbaensis 
- Pseudodiploexochus wattii 
- Pseudodiploexochus zairensis 
- Pseudogerda filipes 
- Pseudogerda fragilis 
- Pseudogerda intermedia 
- Pseudoirona laeopsi 
- Pseudojanira fremantlensis 
- Pseudojanira investigatoris 
- Pseudojanira justi 
- Pseudojanira meganesus 
- Pseudojanira stenetrioides 
- Pseudolana brevifimbria 
- Pseudolana concinna 
- Pseudolana dactylosa 
- Pseudolana elegans 
- Pseudolana menartae 
- Pseudolana ovalis 
- Pseudolana towrae 
- Pseudolaureola atlantica 
- Pseudolaureola deharvengi 
- Pseudolaureola hystrix 
- Pseudolaureola wilsmorei 
- Pseudolobodillo principensis 
- Pseudomesus bispinosus 
- Pseudomesus brevicornis 
- Pseudomesus pitombo 
- Pseudomesus satanus 
- Pseudomesus similis 
- Pseudomunnopsis beddardi 
- Pseudophiloscia angusta 
- Pseudophiloscia chilenica 
- Pseudophiloscia donanensis 
- Pseudophiloscia fragilis 
- Pseudophiloscia gracilis 
- Pseudophiloscia haradai 
- Pseudophiloscia inflexa 
- Pseudophiloscia shimojana 
- Pseudophiloscia sundaica 
- Pseudophiloscia tsukamotoi 
- Pseudorthometopon martensi 
- Pseudosetaphora ovata 
- Pseudosetaphora pallidimaculata 
- Pseudosphaeroma barnardi 
- Pseudosphaeroma callidum 
- Pseudosphaeroma campbellense 
- Pseudosphaeroma jakobii 
- Pseudosphaeroma lundae 
- Pseudosphaeroma platense 
- Pseudosphaeroma tuberculatum 
- Pseudostegias atlantica 
- Pseudostegias dulcilacuum 
- Pseudostegias hapalogasteri 
- Pseudostegias macdermotti 
- Pseudostegias mossambica 
- Pseudostegias otagoensis 
- Pseudostegias setoensis 
- Pseudotyphloscia alba 
- Psittanthura egregia 
- Ptilanthura colpos 
- Ptilanthura tenuis 
- Ptyosphaera alata 
- Pudeoniscus birabeni 
- Pudeoniscus obscurus 
- Pulmoniscus insularuminfraventum 
- Puteoscia silvestrii 
- Pygolabis eberhardi 
- Pygolabis gascoyne 
- Pygolabis humphreysi 
- Pygolabis paraburdoo 
- Pygolabis weeliwolli 
- Pyrgoniscus carinatus 
- Pyrgoniscus cinctutus 
- Pyrgoniscus emarginatus 
- Pyrgoniscus intermedius 
- Pyrgoniscus lanceolatus 
- Pyrgoniscus luteus 
- Pyrgoniscus petiti 
- Pyrgoniscus scopelicus

## Q
Quantanthura andamanensis 
- Quantanthura brasiliensis 
- Quantanthura caledonensis 
- Quantanthura erica 
- Quantanthura frema 
- Quantanthura globitelson 
- Quantanthura menziesi 
- Quantanthura pacifica 
- Quantanthura raoulia 
- Quantanthura remipes 
- Quantanthura serenasinus 
- Quantanthura sinuata 
- Quantanthura tyri 
- Quelpartoniscus setoensis 
- Quelpartoniscus toyamaensis 
- Quelpartoniscus tsushimaensis 
- Quetzogonium dentatum 
- Quintanoscia contoyensis

## R
Rapaniscus crassipes 
- Rapaniscus dewdneyi 
- Rapaniscus multisetosus 
- Reboursia ranvillensis 
- Rectarcturus kophameli 
- Rectarcturus titaniae 
- Rectarcturus tuberculatus 
- Rectisura brachycephala 
- Rectisura distincta 
- Rectisura furcata 
- Rectisura herculea 
- Rectisura kurilica 
- Rectisura menziesi 
- Rectisura richardsonae 
- Rectisura sepigia 
- Rectisura serrata 
- Rectisura slavai 
- Rectisura tenuispinis 
- Rectisura vitjazi 
- Reductoniscus costulatus 
- Reductoniscus novaehiberniae 
- Reductoniscus pulcher 
- Reductoniscus tuberculatus 
- Reductosoma gunnera 
- Regabellator abyssi 
- Regabellator armatus 
- Regabellator profugus 
- Remasellus parvus 
- Renocila alkoo 
- Renocila bollandi 
- Renocila bowmani 
- Renocila colini 
- Renocila curtipinnata 
- Renocila heterozota 
- Renocila indica 
- Renocila kohnoi 
- Renocila limbata 
- Renocila loriae 
- Renocila ovata 
- Renocila periophthalma 
- Renocila plesiopi 
- Renocila quadrata 
- Renocila richardsonae 
- Renocila thresherorum 
- Renocila waldneri 
- Renocila yamazatoi 
- Reuzenpissebed 
- Rhabdocheirus incertus 
- Rhabdoniscus robustus 
- Rhacura pulchra 
- Rhiganthura capricornica 
- Rhiganthura spinosa 
- Rhiothra callipia 
- Rhodesillo insulanus 
- Rhodesillo sulcifrons 
- Rhodopioniscus beroni 
- Rhopalione atrinicolae 
- Rhopalione incerta 
- Rhopalione sinensis 
- Rhopalione uromyzon 
- Rhyscotoides ciferrii 
- Rhyscotoides cubensis 
- Rhyscotoides laxus 
- Rhyscotoides legrandi 
- Rhyscotoides linearis 
- Rhyscotoides moandae 
- Rhyscotoides ortonedae 
- Rhyscotoides parallelus 
- Rhyscotoides silvestrii 
- Rhyscotus albidemaculatus 
- Rhyscotus australis 
- Rhyscotus bicolor 
- Rhyscotus colimensis 
- Rhyscotus globiceps 
- Rhyscotus jacksoni 
- Rhyscotus nasutus 
- Rhyscotus rotundatus 
- Rhyscotus somaliensis 
- Rhyscotus sphaerocephalus 
- Rhyscotus texensis 
- Rhyscotus turgifrons 
- Richardsoniscus portoricensis 
- Riggia acuticaudata 
- Riggia brasiliensis 
- Riggia cryptocularis 
- Riggia nana 
- Riggia paranensis 
- Rivierkleipissebedje 
- Rocinela affinis 
- Rocinela americana 
- Rocinela angustata 
- Rocinela australis 
- Rocinela belliceps 
- Rocinela bonita 
- Rocinela cornuta 
- Rocinela cubensis 
- Rocinela danmoniensis 
- Rocinela dumerilii 
- Rocinela garricki 
- Rocinela granulosa 
- Rocinela hawaiiensis 
- Rocinela insularis 
- Rocinela japonica 
- Rocinela juvenalis 
- Rocinela kapala 
- Rocinela laticauda 
- Rocinela leptopus 
- Rocinela lukini 
- Rocinela maculata 
- Rocinela media 
- Rocinela modesta 
- Rocinela murilloi 
- Rocinela niponia 
- Rocinela oculata 
- Rocinela ophthalmica 
- Rocinela orientalis 
- Rocinela patriciae 
- Rocinela propodialis 
- Rocinela pukari 
- Rocinela resima 
- Rocinela richardsonae 
- Rocinela runga 
- Rocinela satagia 
- Rocinela signata 
- Rocinela sila 
- Rocinela tridens 
- Rocinela tropica 
- Rocinela tuberculosa 
- Rocinela wetzeri 
- Rodoniscus anophthalmus 
- Roramoscia roraimae 
- Rostrobagatus microps 
- Rostrophiloscia dominicana 
- Rufuta arganoi 
- Rufuta carusoi 
- Rugojoeropsis rugosa 
- Ruwe pissebed 
- Ryukyua circularis 
- Ryukyua globosa

## S
Saduria entomon 
- Saduria megalura 
- Saduria sabini 
- Saduria sibirica 
- Saduriella losadai 
- Saetoniscus meteori 
- Saharolana seurati 
- Saidjahus altimontis 
- Saidjahus creper 
- Saidjahus elegans 
- Saidjahus guttatus 
- Saidjahus leucocephalus 
- Saidjahus orientalis 
- Saidjahus peninsulae 
- Salmasellus howarthi 
- Salmasellus steganothrix 
- Salvatiella islapascua 
- Salvatiella polynesica 
- Santia bicornis 
- Santia charcoti 
- Santia compacta 
- Santia concavata 
- Santia dimorpha 
- Santia hirsuta 
- Santia hispida 
- Santia hofsteni 
- Santia katoi 
- Santia laevifrons 
- Santia lisbethae 
- Santia longisetae 
- Santia longisetosa 
- Santia marmorata 
- Santia mawsoni 
- Santia milleri 
- Santia spicata 
- Santia uncinata 
- Santia urospinosa 
- Sardoniscus pygmaeus 
- Sardoniscus verhoeffi 
- Sauranthura goldmanorum 
- Sauranthura rapanui 
- Scalpelloniscus binoculis 
- Scalpelloniscus nieli 
- Scalpelloniscus penicillatus 
- Scalpelloniscus vomicus 
- Scaphojoeropsis kimblae 
- Scaphojoeropsis multicarinata 
- Schismadillo ashtoni 
- Schismadillo holthuisi 
- Schismadillo rouxi 
- Schismadillo spenceri 
- Schismadillo spinosus 
- Schismadillo tuberculatus 
- Schizidium almanum 
- Schizidium beroni 
- Schizidium davidi 
- Schizidium delmastroi 
- Schizidium festai 
- Schizidium fissum 
- Schizidium golovatchi 
- Schizidium granum 
- Schizidium hybridum 
- Schizidium oertzeni 
- Schizidium osellai 
- Schizidium paragamiani 
- Schizidium perplexum 
- Schizidium persicum 
- Schizidium rausi 
- Schizidium reinoehli 
- Schizidium schmalfussi 
- Schizidium tiberianum 
- Schizidium tinum 
- Schizobopyrina amakusaensis 
- Schizobopyrina andamanica 
- Schizobopyrina bombyliaster 
- Schizobopyrina brachytelson 
- Schizobopyrina bruscai 
- Schizobopyrina cochinensis 
- Schizobopyrina gracilis 
- Schizobopyrina kossmanni 
- Schizobopyrina lobata 
- Schizobopyrina miyakei 
- Schizobopyrina platylobata 
- Schizobopyrina striata 
- Schizobopyrina urocaridis 
- Schoeblia circularis 
- Schoeblia fulleri 
- Schottea taupoensis 
- Schoutedenillo congolensis 
- Scleropactes andinus 
- Scleropactes apuensis 
- Scleropactes botosaneanui 
- Scleropactes columbiensis 
- Scleropactes concinnus 
- Scleropactes estherae 
- Scleropactes gaigei 
- Scleropactes granulatus 
- Scleropactes incisus 
- Scleropactes pilosus 
- Scleropactes talamancensis 
- Scleropactes tatei 
- Scleropactes tristani 
- Scleropactes zeteki 
- Scotoniscus baccettii 
- Scotoniscus janas 
- Scotoniscus macromelos 
- Scotoniscus speonomos 
- Scutulana pezata 
- Scutuloidea kutu 
- Scutuloidea maculata 
- Scyllarcturella falcata 
- Scyphacella arenicola 
- Scyphax crescentia 
- Scyphax intermedius 
- Scyphax nipponensis 
- Scyphax ornatus 
- Scyphax setiger 
- Scyphoniscus magnus 
- Scyphoniscus waitatensis 
- Scyracepon australiana 
- Scyracepon distincta 
- Scyracepon hawaiiensis 
- Scyracepon levis 
- Scyracepon oceanicum 
- Scyracepon quadrihamatum 
- Scyracepon tuberculosa 
- Sechelloscia angustissima 
- Sechelloscia benoiti 
- Sechelloscia mucronata 
- Sechelloscia vanmoli 
- Sedorolis simplex 
- Septemserolis nobilis 
- Septemserolis ovata 
- Septemserolis septemcarinata 
- Serendibia denticulata 
- Serendibia filiformis 
- Serendibia samhaensis 
- Serendibia vagans 
- Serolella bouvieri 
- Serolella pagenstecheri 
- Serolella platygaster 
- Serolina acaste 
- Serolina bakeri 
- Serolina clarella 
- Serolina delaria 
- Serolina eugeniae 
- Serolina granularia 
- Serolina holia 
- Serolina kawina 
- Serolina minuta 
- Serolina nepea 
- Serolina orriella 
- Serolina yongei 
- Serolis antarctica 
- Serolis arntzi 
- Serolis aspera 
- Serolis glacialis 
- Serolis gracilis 
- Serolis hoshiaii 
- Serolis insignis 
- Serolis kempi 
- Serolis leachi 
- Serolis paradoxa 
- Serolis reptans 
- Serolis rugosa 
- Serolis serresi 
- Serolis zoiphila 
- Seroloniscus incertus 
- Setaphora aokii 
- Setaphora boninensis 
- Setaphora buddelundi 
- Setaphora camerata 
- Setaphora conspersa 
- Setaphora curvifrons 
- Setaphora daitoensis 
- Setaphora fasciata 
- Setaphora iriomotensis 
- Setaphora ishigakiensis 
- Setaphora japonica 
- Setaphora lateralis 
- Setaphora murotoensis 
- Setaphora notabilis 
- Setaphora panningi 
- Setaphora patiencei 
- Setaphora pulchella 
- Setaphora shibatai 
- Setaphora tjurupensis 
- Setaphora truncata 
- Setaphora watanabei 
- Setaphora yonakuniensis 
- Seychellana expansa 
- Shiinoella gracilipes 
- Sibirasellus parpurae 
- Siciloniscus tulliae 
- Sinhaloscia dimorpha 
- Sinodillo ferrari 
- Sinodillo schmalfussi 
- Sinodillo troglophilus 
- Sinoniscus cavernicolus 
- Sintorolana atrox 
- Skotobaena monodi 
- Skotobaena mortoni 
- Skuphonura ecuadorensis 
- Skuphonura itapuca 
- Skuphonura kensleyi 
- Skuphonura laticeps 
- Skuphonura lindae 
- Socotroniscus sacciformis 
- Somalodillo paeninsulae 
- Somalodillo pallidus 
- Somalodillo squamatus 
- Somalodillo sulcatus 
- Somalodilloides laticauda 
- Somalodilloides pilosus 
- Somaloniscus ercolinii 
- Somaloniscus nitidus 
- Somaloniscus simonettai 
- Somaloniscus taramassoi 
- Soteriscus brumdocantoi 
- Soteriscus colasi 
- Soteriscus disimilis 
- Soteriscus fructuosi 
- Soteriscus gaditanus 
- Soteriscus porcellioniformis 
- Soteriscus relictus 
- Soteriscus trilineatus 
- Soteriscus wollastoni 
- Spectarcturus multispinatus 
- Spelaeonethes brixiensis 
- Spelaeonethes castellonensis 
- Spelaeonethes mancinii 
- Spelaeonethes medius 
- Spelaeonethes nodulosus 
- Spelaeonethes occidentalis 
- Spelaeoniscus coiffaiti 
- Spelaeoniscus debrugei 
- Spelaeoniscus kabylicola 
- Spelaeoniscus occidentalis 
- Spelaeoniscus orientalis 
- Spelaeoniscus petraliai 
- Spelaeoniscus ragonesei 
- Spelaeoniscus sahariensis 
- Spelaeoniscus vallettai 
- Spelaeoniscus vandeli 
- Speocirolana bolivari 
- Speocirolana disparicornis 
- Speocirolana endeca 
- Speocirolana fustiura 
- Speocirolana guerrei 
- Speocirolana hardeni 
- Speocirolana lapenita 
- Speocirolana pelaezi 
- Speocirolana prima 
- Speocirolana pubens 
- Speocirolana thermydronis 
- Speocirolana xilitla 
- Speocirolana zumbadora 
- Sphaeramene flausinae 
- Sphaeramene microtylotos 
- Sphaeramene polytylotos 
- Sphaerillodillo conisaleus 
- Sphaerillodillo pubescens 
- Sphaerilloides antipodum 
- Sphaerilloides invisibilis 
- Sphaerilloides macmahoni 
- Sphaerilloides minimus 
- Sphaerilloides rugulosus 
- Sphaerobathytropa antarctica 
- Sphaerobathytropa ribauti 
- Sphaerolana affinis 
- Sphaerolana interstitialis 
- Sphaerolana karenae 
- Sphaeroma annandalei 
- Sphaeroma bigranulatum 
- Sphaeroma boryi 
- Sphaeroma conglobator 
- Sphaeroma curtum 
- Sphaeroma dumerilii 
- Sphaeroma emarginatum 
- Sphaeroma exosphaeroma 
- Sphaeroma felix 
- Sphaeroma gayi 
- Sphaeroma globicauda 
- Sphaeroma granti 
- Sphaeroma intermedium 
- Sphaeroma khalijfarsi 
- Sphaeroma laevigatum 
- Sphaeroma laurensi 
- Sphaeroma mukaii 
- Sphaeroma papillae 
- Sphaeroma pentodon 
- Sphaeroma peruvianum 
- Sphaeroma plumosa 
- Sphaeroma podicipitis 
- Sphaeroma prideauxianum 
- Sphaeroma propinqua 
- Sphaeroma quadridentatum 
- Sphaeroma quoyanum 
- Sphaeroma retrolaeve 
- Sphaeroma rotundicaudum 
- Sphaeroma serratum 
- Sphaeroma shimantoensis 
- Sphaeroma sieboldii 
- Sphaeroma silvai 
- Sphaeroma sinensis 
- Sphaeroma terebrans 
- Sphaeroma tomentosum 
- Sphaeroma triste 
- Sphaeroma tuberculata 
- Sphaeroma tuberculatum 
- Sphaeroma venustissimum 
- Sphaeroma wadai 
- Sphaeroma walkeri 
- Sphaeromides bureschi 
- Sphaeromides polateni 
- Sphaeromides raymondi 
- Sphaeromides virei 
- Sphaeromopsis amathitis 
- Sphaeromopsis heardi 
- Sphaeromopsis merohirsutus 
- Sphaeromopsis minutus 
- Sphaeromopsis mourei 
- Sphaeromopsis persikolpos 
- Sphaeromopsis reticulata 
- Sphaeromopsis sanctaluciae 
- Sphaeromopsis sarii 
- Sphaeromopsis sei 
- Sphaeromopsis serriguberna 
- Sphaeromopsis sulcifera 
- Sphaeroniscus bonitanus 
- Sphaeroniscus flavomaculatus 
- Sphaeroniscus frontalis 
- Sphaeroniscus gerstaeckeri 
- Sphaeroniscus guianensis 
- Sphaeroniscus peruvianus 
- Sphaeroniscus pilosus 
- Sphaeroniscus senex 
- Sphaeroniscus tukeitanus 
- Sphenodillo agnostos 
- Sphenodillo howensis 
- Spherarmadillo cavernicola 
- Spherarmadillo huatuscensis 
- Spherarmadillo schwarzi 
- Spherillo agataensis 
- Spherillo albospinosus 
- Spherillo aucklandicus 
- Spherillo bipunctatus 
- Spherillo bocki 
- Spherillo boholensis 
- Spherillo brachycephalus 
- Spherillo brevicauda 
- Spherillo brevis 
- Spherillo caligans 
- Spherillo canaliculatus 
- Spherillo carinulatus 
- Spherillo cingulatus 
- Spherillo coecus 
- Spherillo collaris 
- Spherillo damarensis 
- Spherillo danae 
- Spherillo decoratus 
- Spherillo dispersus 
- Spherillo dorsalis 
- Spherillo erinaceus 
- Spherillo fissus 
- Spherillo grisescens 
- Spherillo grossus 
- Spherillo hachijoensis 
- Spherillo hasegawai 
- Spherillo hawaiensis 
- Spherillo hiurai 
- Spherillo howensis 
- Spherillo hypotoreus 
- Spherillo inconspicuus 
- Spherillo ingens 
- Spherillo insularum 
- Spherillo kunigamiensis 
- Spherillo lifouensis 
- Spherillo mactus 
- Spherillo maculosus 
- Spherillo marginatus 
- Spherillo marmoratus 
- Spherillo marquesarum 
- Spherillo melanurus 
- Spherillo misellus 
- Spherillo monolinus 
- Spherillo nepalensis 
- Spherillo nicobaricus 
- Spherillo nigroflavus 
- Spherillo nipponicus 
- Spherillo nobilis 
- Spherillo obliquipes 
- Spherillo obsculus 
- Spherillo obscurus 
- Spherillo opacus 
- Spherillo orientalis 
- Spherillo panningi 
- Spherillo philippinensis 
- Spherillo pictus 
- Spherillo politus 
- Spherillo pomarius 
- Spherillo punctatus 
- Spherillo purpurascens 
- Spherillo pygmaeus 
- Spherillo raffaelei 
- Spherillo ruficornis 
- Spherillo rufomarginatus 
- Spherillo rufoniger 
- Spherillo russoi 
- Spherillo sarasinorum 
- Spherillo scamnorum 
- Spherillo setaceus 
- Spherillo societatis 
- Spherillo sollers 
- Spherillo speciosus 
- Spherillo spicatus 
- Spherillo squamatus 
- Spherillo telsogrossus 
- Spherillo tomiyamai 
- Spherillo tsukamotoi 
- Spherillo velutinus 
- Spherillo vitiensis 
- Spherillo weberi 
- Spherillo zebricolor 
- Spherillo zonalis 
- Spiculonana bathyalis 
- Spiculonana petraea 
- Spiculonana platysoma 
- Spinarcturus natalensis 
- Spinogonium decoratum 
- Spinogonium spinosum 
- Spinosantia muelleri 
- Spinoserolis beddardi 
- Spinoserolis latifrons 
- Sporonana concavirostra 
- Sporonana litoralis 
- Sporonana robusta 
- Staafpissebed 
- Stathmos coronatus 
- Stegias andronophoros 
- Stegias angusta 
- Stegias clibanarii 
- Stegidotea carinata 
- Stegidotea forcipes 
- Stegidotea latipoda 
- Stegidotea longipes 
- Stegidotea pinnata 
- Stegidotea scabra 
- Stegoalpheon kempi 
- Stegosauroniscus horridus 
- Stenasellus agiuranicus 
- Stenasellus asiaticus 
- Stenasellus assorgiai 
- Stenasellus bedosae 
- Stenasellus boutini 
- Stenasellus bragai 
- Stenasellus breuili 
- Stenasellus brignolii 
- Stenasellus buili 
- Stenasellus cambodianus 
- Stenasellus chapmani 
- Stenasellus costai 
- Stenasellus covillae 
- Stenasellus deharvengi 
- Stenasellus escolai 
- Stenasellus foresti 
- Stenasellus galhanoae 
- Stenasellus grafi 
- Stenasellus guinensis 
- Stenasellus henryi 
- Stenasellus javanicus 
- Stenasellus kenyensis 
- Stenasellus magniezi 
- Stenasellus messanai 
- Stenasellus migiurtinicus 
- Stenasellus mongnatei 
- Stenasellus monodi 
- Stenasellus nuragicus 
- Stenasellus pardii 
- Stenasellus racovitzai 
- Stenasellus rigali 
- Stenasellus ruffoi 
- Stenasellus simonsi 
- Stenasellus stocki 
- Stenasellus strinatii 
- Stenasellus vermeuleni 
- Stenasellus virei 
- Stenetrium adrianae 
- Stenetrium armatum 
- Stenetrium assumentum 
- Stenetrium bartholomei 
- Stenetrium crassimanus 
- Stenetrium dagama 
- Stenetrium dalmeida 
- Stenetrium diazi 
- Stenetrium drakensis 
- Stenetrium esquartum 
- Stenetrium glauerti 
- Stenetrium kensleyi 
- Stenetrium macrochirium 
- Stenetrium magnimanum 
- Stenetrium mediterraneum 
- Stenetrium perestrelloi 
- Stenetrium quinquedens 
- Stenetrium rotundatum 
- Stenetrium saldanha 
- Stenetrium serratum 
- Stenetrium spinirostrum 
- Stenetrium truncatum 
- Stenetrium vemae 
- Stenetrium weddellensis 
- Stenetrium zanzibarica 
- Stenobermuda acutirostrata 
- Stenobermuda brucei 
- Stenobermuda iliffei 
- Stenobermuda mergens 
- Stenobermuda syzygus 
- Stenoniscus carinatus 
- Stenoniscus contogensis 
- Stenoniscus pleonalis 
- Stenophiloscia glarearum 
- Stenophiloscia salsilaginis 
- Stenophiloscia vandeli 
- Stenophiloscia zosterae 
- Stenopleonoscia albomarginata 
- Stenopleonoscia nitida 
- Stenopleonoscia setosa 
- Stenopleonoscia wahrbergi 
- Stenosoma acuminatum 
- Stenosoma albertoi 
- Stenosoma appendiculatum 
- Stenosoma bellonae 
- Stenosoma capito 
- Stenosoma carinata 
- Stenosoma lancifer 
- Stenosoma mediterranea 
- Stenosoma nadejda 
- Stenosoma pacificum 
- Stenosoma raquelae 
- Stenosoma spinosum 
- Stenosoma stephenseni 
- Stenosoma teissieri 
- Stenosoma wetzerae 
- Stephenoscia bifrons 
- Stephenseniellus palliolatipes 
- Stephenseniellus serraticornis 
- Stigmops demiclavula 
- Stigmops howensis 
- Stigmops odontotergina 
- Stigmops polyvelota 
- Storthyngura antarctica 
- Storthyngura elegans 
- Storthyngura intermedia 
- Storthyngura kussakini 
- Storthyngura longispina 
- Storthyngura magnifica 
- Storthyngura magnispinis 
- Storthyngura octospinosalis 
- Storthyngura parka 
- Storthyngura phyllosoma 
- Storthyngura snanoi 
- Storthyngura truncata 
- Storthyngura vemae 
- Storthyngura yuzhmorgeo 
- Storthyngurella andeepae 
- Storthyngurella benti 
- Storthyngurella digitata 
- Storthyngurella hirsuta 
- Storthyngurella menziesi 
- Storthyngurella spinosa 
- Storthyngurella triplispinosa 
- Storthyngurella wolffi 
- Storthyngurella zenkevitchi 
- Strandoproller 
- Streptodajus equilibrans 
- Striella balani 
- Strouhaloniscellus anophthalmus 
- Stygasellus phreaticus 
- Stygocyathura beroni 
- Stygocyathura broodbakkeri 
- Stygocyathura chapmani 
- Stygocyathura cuborientalis 
- Stygocyathura curassavica 
- Stygocyathura fijiensis 
- Stygocyathura filipinica 
- Stygocyathura hummelincki 
- Stygocyathura mexidos 
- Stygocyathura milloti 
- Stygocyathura motasi 
- Stygocyathura munae 
- Stygocyathura numeae 
- Stygocyathura orghidani 
- Stygocyathura papuae 
- Stygocyathura parapotamica 
- Stygocyathura rapanuia 
- Stygocyathura salpiscinalis 
- Stygocyathura sbordonii 
- Stygocyathura specus 
- Stygocyathura univam 
- Stygocyathura wadincola 
- Stylomesus gorbunovi 
- Stylomesus gracilis 
- Stylomesus granulosus 
- Stylomesus hexapodus 
- Stylomesus hexaspinosus 
- Stylomesus hexatuberculatus 
- Stylomesus inermis 
- Stylomesus menziesi 
- Stylomesus natalensis 
- Stylomesus pacificus 
- Stylomesus productus 
- Stylomesus regularis 
- Stylomesus sarsi 
- Stylomesus simplex 
- Stylomesus simulans 
- Stylomesus spinulosus 
- Stylomesus weddellensis 
- Stylomesus wolffi 
- Styloniscus araucanicus 
- Styloniscus australiensis 
- Styloniscus australis 
- Styloniscus austroafricanus 
- Styloniscus capensis 
- Styloniscus cestus 
- Styloniscus commensalis 
- Styloniscus georgensis 
- Styloniscus hirsutus 
- Styloniscus horae 
- Styloniscus hottentoti 
- Styloniscus iheringi 
- Styloniscus insulanus 
- Styloniscus japonicus 
- Styloniscus jeanneli 
- Styloniscus katakurai 
- Styloniscus kermadecensis 
- Styloniscus longistylis 
- Styloniscus maculosus 
- Styloniscus magellanicus 
- Styloniscus mauritiensis 
- Styloniscus monocellatus 
- Styloniscus moruliceps 
- Styloniscus murrayi 
- Styloniscus natalensis 
- Styloniscus nordenskjoeldi 
- Styloniscus otakensis 
- Styloniscus pallidus 
- Styloniscus phormianus 
- Styloniscus planus 
- Styloniscus riversdalei 
- Styloniscus romanorum 
- Styloniscus schwabei 
- Styloniscus simplex 
- Styloniscus simrothi 
- Styloniscus spinosus 
- Styloniscus squarrosus 
- Styloniscus swellendami 
- Styloniscus sylvestris 
- Styloniscus tabulae 
- Styloniscus thomsoni 
- Styloniscus ventosus 
- Styloniscus verrucosus 
- Stymphalus dilatatus 
- Suarezia differens 
- Suarezia heterodoxa 
- Sugoniscus parasitus 
- Sulesoscia epigea 
- Sumatrillo antrobius 
- Sumatrillo thiemanni 
- Sunniva mamillata 
- Sunniva minor 
- Sunniva mystica 
- Sunniva uniformis 
- Sursumura aberrata 
- Sursumura abyssalis 
- Sursumura affinis 
- Sursumura angulata 
- Sursumura argentica 
- Sursumura atlantica 
- Sursumura falcata 
- Sursumura longicauda 
- Sursumura praegrandis 
- Sursumura robustissima 
- Sursumura spinosissima 
- Symmius azumai 
- Symmius caudatus 
- Symmius philippinensis 
- Symmius planus 
- Symmius yamaguchiensis 
- Synalpheion giardi 
- Synamphisopus ambiguus 
- Synamphisopus doegi 
- Synarmadillo aelleni 
- Synarmadillo albinotatus 
- Synarmadillo caecus 
- Synarmadillo clausus 
- Synarmadillo cristifrons 
- Synarmadillo diversus 
- Synarmadillo flavus 
- Synarmadillo globus 
- Synarmadillo insulanus 
- Synarmadillo lubilensis 
- Synarmadillo madagascariensis 
- Synarmadillo marmoratus 
- Synarmadillo pallidus 
- Synarmadillo parvulus 
- Synarmadillo pygmaeus 
- Synarmadillo ruthveni 
- Synarmadillo schlegeli 
- Synarmadillo simplex 
- Synarmadillo taitii 
- Synarmadillo tristani 
- Synarmadillo vicinus 
- Synarmadillo villosus 
- Synarmadilloides congolensis 
- Synarmadilloides laevis 
- Synarmadilloides marginepilosus 
- Synarmadilloides nitidus 
- Synarmadilloides pila 
- Synarmadilloides pilosus 
- Synasellus albicastrensis 
- Synasellus barcelensis 
- Synasellus bragai 
- Synasellus bragaianus 
- Synasellus brigantinus 
- Synasellus capitatus 
- Synasellus dissimilis 
- Synasellus exiguus 
- Synasellus favaiensis 
- Synasellus flaviensis 
- Synasellus fragilis 
- Synasellus henrii 
- Synasellus hurki 
- Synasellus insignis 
- Synasellus intermedius 
- Synasellus lafonensis 
- Synasellus leysi 
- Synasellus longicauda 
- Synasellus longicornis 
- Synasellus mariae 
- Synasellus mateusi 
- Synasellus meijersae 
- Synasellus meirelesi 
- Synasellus minutus 
- Synasellus nobrei 
- Synasellus notenboomi 
- Synasellus pireslimai 
- Synasellus pombalensis 
- Synasellus robusticornis 
- Synasellus serranus 
- Synasellus tirsensis 
- Synasellus transmontanus 
- Synasellus valpacensis 
- Synasellus vidaguensis 
- Synasellus vilacondensis 
- Syncassidina aestuaria 
- Syneurycope affinis 
- Syneurycope heezeni 
- Syneurycope parallela 
- Synidotea acuta 
- Synidotea angulata 
- Synidotea bathyalis 
- Synidotea berolzheimeri 
- Synidotea bicuspida 
- Synidotea birsteini 
- Synidotea bogorovi 
- Synidotea brazhnikovi 
- Synidotea brunnea 
- Synidotea calcarea 
- Synidotea cinerea 
- Synidotea consolidata 
- Synidotea cornuta 
- Synidotea epimerata 
- Synidotea erosa 
- Synidotea ezoensis 
- Synidotea fecunda 
- Synidotea fluviatilis 
- Synidotea fosteri 
- Synidotea francesae 
- Synidotea grisea 
- Synidotea hanumantharaoi 
- Synidotea harfordi 
- Synidotea hikigawaensis 
- Synidotea hirtipes 
- Synidotea indica 
- Synidotea ishimarui 
- Synidotea keablei 
- Synidotea laevidorsalis 
- Synidotea laevis 
- Synidotea lata 
- Synidotea laticauda 
- Synidotea littoralis 
- Synidotea longicirra 
- Synidotea magnifica 
- Synidotea marmorata 
- Synidotea marplatensis 
- Synidotea media 
- Synidotea minuta 
- Synidotea muricata 
- Synidotea nebulosa 
- Synidotea neglecta 
- Synidotea nipponensis 
- Synidotea nodulosa 
- Synidotea oahu 
- Synidotea otsuchiensis 
- Synidotea pacifica 
- Synidotea pallida 
- Synidotea pettiboneae 
- Synidotea pulchra 
- Synidotea ritteri 
- Synidotea sculpta 
- Synidotea setifer 
- Synidotea submarmorata 
- Synidotea tuberculata 
- Synidotea variegata 
- Synidotea watsonae 
- Synidotea worliensis 
- Synischia hectica 
- Synischia levidensis 
- Synisoma appendiculatum 
- Synsynella choprai 
- Synsynella deformans 
- Synsynella hayi 
- Synsynella inoi 
- Synsynella integra 
- Syscenus atlanticus 
- Syscenus infelix 
- Syscenus intermedius 
- Syscenus kapoo 
- Syscenus karu 
- Syscenus latus 
- Syscenus moana 
- Syscenus peruanus 
- Syscenus springthorpei

## T
Tachaea caridophaga 
- Tachaea chinensis 
- Tachaea crassipes 
- Tachaea lacustris 
- Tachaea picta 
- Tachaea spongillicola 
- Tachaea tonlesapensis 
- Tachysoniscus austriacus 
- Tadzhikoniscus coecus 
- Tainisopus fontinalis 
- Tainisopus napierensis 
- Tamarida differens 
- Tamarida setigera 
- Tasmanoniscus evansi 
- Tauroligidium stygium 
- Tauronethes lebedinskyi 
- Tecticeps alascensis 
- Tecticeps anophthalmus 
- Tecticeps carinatus 
- Tecticeps convexus 
- Tecticeps glaber 
- Tecticeps japonicus 
- Tecticeps leucophthalmus 
- Tecticeps marginalis 
- Tecticeps nodulosus 
- Tecticeps pugettensis 
- Tecticeps renoculis 
- Tecticeps serratus 
- Telotha henselii 
- Telotha indica 
- Telotha lunaris 
- Telotha silurii 
- Tendosphaera biellensis 
- Tendosphaera brembana 
- Tendosphaera graeca 
- Tendosphaera verrucosa 
- Tenebrioscia antennuata 
- Tenerognathia visus 
- Tenupedunculus acutum 
- Tenupedunculus beddardi 
- Tenupedunculus dentimanum 
- Tenupedunculus drakensis 
- Tenupedunculus elongatus 
- Tenupedunculus haswelli 
- Tenupedunculus inflectofrons 
- Tenupedunculus pulchrum 
- Tenupedunculus serraticaudum 
- Tenupedunculus smirnovi 
- Tenupedunculus virginale 
- Tethygonium armigerum 
- Tethygonium quadricuspis 
- Tethygonium variabile 
- Tetragonocephalon lutianus 
- Thailandoniscus annae 
- Thambema amicorum 
- Thambema fiatum 
- Thambema golanachum 
- Thambema tanum 
- Thambema thunderstruckae 
- Thaumastasoma jebamoni 
- Thaumastognathia diceros 
- Thaumastognathia metaphone 
- Thaumastognathia orectognathus 
- Thaumastognathia tanseimaruae 
- Thaumastognathia wasmannia 
- Thaumastosoma distinctum 
- Thaumastosoma jebamoni 
- Thaumastosoma platycarpus 
- Thaumastosoma tenue 
- Thaumatoniscellus orghidani 
- Thermaloniscus cotylophorus 
- Thermoarcturus venezuelensis 
- Thermocellio congolensis 
- Thermocellio griseus 
- Thermocellio kenyensis 
- Thermocellio kilimanjarensis 
- Thermocellio nodulosus 
- Thermosphaeroma cavicauda 
- Thermosphaeroma dugesi 
- Thermosphaeroma macrura 
- Thermosphaeroma mendozai 
- Thermosphaeroma milleri 
- Thermosphaeroma smithi 
- Thermosphaeroma subequalum 
- Thermosphaeroma thermophilum 
- Tholozodium ocellatum 
- Tholozodium rhombofrontalis 
- Thomasoniscus angulatus 
- Thrakosphaera schawalleri 
- Thylakogaster lobotourus 
- Thylakogaster majusculus 
- Thylakogaster namibiensis 
- Thylakogaster peterpauli 
- Thysanoserolis completa 
- Thysanoserolis elliptica 
- Thysanoserolis orbicula 
- Tiarinion fulvus 
- Tiarinion texopallium 
- Tiroloscia apenninorum 
- Tiroloscia corsica 
- Tiroloscia esterelana 
- Tiroloscia exigua 
- Tiroloscia montana 
- Tiroloscia pyrenaica 
- Tiroloscia squamata 
- Tiroloscia squamuligera 
- Titana mirabilis 
- Titanethes absoloni 
- Titanethes albus 
- Titanethes biseriatus 
- Titanethes brevicornis 
- Titanethes fracticornis 
- Titanethes nodifer 
- Togarmadillo monocellatus 
- Togarmadillo nigropunctatus 
- Togoscia buettneri 
- Tole alascensis 
- Tole erostrata 
- Tole extans 
- Tole glabra 
- Tole laciniata 
- Tole libbeyi 
- Tole sarsi 
- Tole speciosa 
- Tole spinosa 
- Tole spinosissima 
- Tole triangulata 
- Tole vilhelminae 
- Tongadillo punctata 
- Tongoscia vandeli 
- Toradjia celebensis 
- Toradjia cephalica 
- Toradjia gorgona 
- Toradjia hirsuta 
- Torwolia creper 
- Torwolia subchelatus 
- Torwolia tinbiene 
- Trachelipus aegaeus 
- Trachelipus anatolicus 
- Trachelipus andrei 
- Trachelipus arcuatus 
- Trachelipus armenicus 
- Trachelipus ater 
- Trachelipus azerbaidzhanus 
- Trachelipus camerani 
- Trachelipus caucasius 
- Trachelipus cavaticus 
- Trachelipus croaticus 
- Trachelipus difficilis 
- Trachelipus dimorphus 
- Trachelipus emaciatus 
- Trachelipus ensiculorum 
- Trachelipus gagriensis 
- Trachelipus graecus 
- Trachelipus kervillei 
- Trachelipus kosswigi 
- Trachelipus lignaui 
- Trachelipus lutshniki 
- Trachelipus marsupiorum 
- Trachelipus mostarensis 
- Trachelipus myrmicidarum 
- Trachelipus nodulosus 
- Trachelipus ottomanicus 
- Trachelipus palustris 
- Trachelipus pieperi 
- Trachelipus pierantonii 
- Trachelipus planarius 
- Trachelipus radui 
- Trachelipus ratzeburgii 
- Trachelipus remyi 
- Trachelipus rhinoceros 
- Trachelipus richardsonae 
- Trachelipus riparianus 
- Trachelipus rucneri 
- Trachelipus sarmaticus 
- Trachelipus schwangarti 
- Trachelipus semiproiectus 
- Trachelipus silsilesii 
- Trachelipus simplex 
- Trachelipus spretus 
- Trachelipus squamuliger 
- Trachelipus svenhedini 
- Trachelipus taborskyi 
- Trachelipus trilobatus 
- Trachelipus troglobius 
- Trachelipus vespertilio 
- Trapezicepon amicorum 
- Trapezicepon domeciae 
- Trapezicepon thalamitae 
- Triadillo annandalei 
- Triadillo enoensis 
- Triadillo monticola 
- Triadillo sarawakensis 
- Triadillo silvestris 
- Triaina isodonte 
- Triaina makridonte 
- Trichodillidium malickyi 
- Trichodillidium mylonasi 
- Trichodillidium pubescens 
- Trichonethes kosswigi 
- Trichoniscoides arcangelii 
- Trichoniscoides asturiensis 
- Trichoniscoides bonneti 
- Trichoniscoides breuili 
- Trichoniscoides broteroi 
- Trichoniscoides cadurcensis 
- Trichoniscoides calcaris 
- Trichoniscoides cassagnaui 
- Trichoniscoides catalonensis 
- Trichoniscoides cavernicola 
- Trichoniscoides consoranensis 
- Trichoniscoides davidi 
- Trichoniscoides dubius 
- Trichoniscoides fouresi 
- Trichoniscoides heroldi 
- Trichoniscoides jeanneli 
- Trichoniscoides lagari 
- Trichoniscoides leydigi 
- Trichoniscoides lusitanus 
- Trichoniscoides machadoi 
- Trichoniscoides meridionalis 
- Trichoniscoides mixtus 
- Trichoniscoides modestus 
- Trichoniscoides ouremensis 
- Trichoniscoides picturarum 
- Trichoniscoides pitarquensis 
- Trichoniscoides pseudomixtus 
- Trichoniscoides pulchellus 
- Trichoniscoides pyrenaeus 
- Trichoniscoides remyi 
- Trichoniscoides saeroeensis 
- Trichoniscoides scabrous 
- Trichoniscoides scoparum 
- Trichoniscoides serrai 
- Trichoniscoides subterraneus 
- Trichoniscoides vandeli 
- Trichoniscus aenariensis 
- Trichoniscus albidus 
- Trichoniscus alemannicus 
- Trichoniscus alexandrae 
- Trichoniscus anopthalmus 
- Trichoniscus apenninicus 
- Trichoniscus aphonicus 
- Trichoniscus australis 
- Trichoniscus baschierii 
- Trichoniscus bassoti 
- Trichoniscus beroni 
- Trichoniscus beschkovi 
- Trichoniscus biformatus 
- Trichoniscus bogovinae 
- Trichoniscus bononiensis 
- Trichoniscus bosniensis 
- Trichoniscus brasiliensis 
- Trichoniscus bulgaricus 
- Trichoniscus bureschi 
- Trichoniscus buturovici 
- Trichoniscus callorii 
- Trichoniscus carniolicus 
- Trichoniscus caroli 
- Trichoniscus carpaticus 
- Trichoniscus castanearum 
- Trichoniscus chasmatophilus 
- Trichoniscus circuliger 
- Trichoniscus coiffaiti 
- Trichoniscus coniculatus 
- Trichoniscus corcyraeus 
- Trichoniscus corniculatus 
- Trichoniscus crassipes 
- Trichoniscus craterium 
- Trichoniscus dancaui 
- Trichoniscus darwini 
- Trichoniscus demivirgo 
- Trichoniscus dispersus 
- Trichoniscus ebneri 
- Trichoniscus elisabethae 
- Trichoniscus emivirgo 
- Trichoniscus epomeanus 
- Trichoniscus eremitus 
- Trichoniscus espaxi 
- Trichoniscus euboensis 
- Trichoniscus foveolatus 
- Trichoniscus fragilis 
- Trichoniscus garevi 
- Trichoniscus germanicus 
- Trichoniscus ghidinii 
- Trichoniscus gordoni 
- Trichoniscus graecus 
- Trichoniscus gudauticus 
- Trichoniscus halophilus 
- Trichoniscus heroldii 
- Trichoniscus hoctuni 
- Trichoniscus humus 
- Trichoniscus illyricus 
- Trichoniscus inferus 
- Trichoniscus intermedius 
- Trichoniscus jeanelli 
- Trichoniscus jeanneli 
- Trichoniscus korsakovi 
- Trichoniscus kytherensis 
- Trichoniscus lazzaronius 
- Trichoniscus licodrensis 
- Trichoniscus lindbergi 
- Trichoniscus litorivagus 
- Trichoniscus maremmanus 
- Trichoniscus maritimus 
- Trichoniscus matulici 
- Trichoniscus medius 
- Trichoniscus microps 
- Trichoniscus muscivagus 
- Trichoniscus naissensis 
- Trichoniscus neapolitanus 
- Trichoniscus nicaeensis 
- Trichoniscus nivatus 
- Trichoniscus noricus 
- Trichoniscus oedipus 
- Trichoniscus omblae 
- Trichoniscus orchidicola 
- Trichoniscus ostarrichius 
- Trichoniscus pancici 
- Trichoniscus paolae 
- Trichoniscus pavani 
- Trichoniscus pedronensis 
- Trichoniscus petrovi 
- Trichoniscus peyerimhoffi 
- Trichoniscus plitvicensis 
- Trichoniscus propinquus 
- Trichoniscus provisorius 
- Trichoniscus pseudopusillus 
- Trichoniscus pterydicola 
- Trichoniscus pusillus 
- Trichoniscus racovitzai 
- Trichoniscus raitchevi 
- Trichoniscus rhenanus 
- Trichoniscus rhodiensis 
- Trichoniscus rhodopiense 
- Trichoniscus riparianus 
- Trichoniscus riparius 
- Trichoniscus ruffoi 
- Trichoniscus scheerpeltzi 
- Trichoniscus serbicus 
- Trichoniscus serboorientalis 
- Trichoniscus simplicifrons 
- Trichoniscus stammeri 
- Trichoniscus steinboecki 
- Trichoniscus stoevi 
- Trichoniscus strasseri 
- Trichoniscus stygivagus 
- Trichoniscus styricus 
- Trichoniscus sujensis 
- Trichoniscus sulcatus 
- Trichoniscus tenebrarum 
- Trichoniscus tirolensis 
- Trichoniscus tolosanus 
- Trichoniscus tuberculatus 
- Trichoniscus turgidus 
- Trichoniscus valkanovi 
- Trichoniscus vandeli 
- Trichoniscus vandelius 
- Trichoniscus verhoeffii 
- Trichoniscus virei 
- Trichoniscus voltai 
- Trichoniscus vulcanius 
- Trichoniscus zangherii 
- Trichophiloscia murisierii 
- Trichopleon ramosum 
- Trichorhina acuta 
- Trichorhina aethiopica 
- Trichorhina albida 
- Trichorhina amazonica 
- Trichorhina ambigua 
- Trichorhina anophthalma 
- Trichorhina argentina 
- Trichorhina atlasi 
- Trichorhina atoyacense 
- Trichorhina australiensis 
- Trichorhina bequaerti 
- Trichorhina bicolor 
- Trichorhina boliviana 
- Trichorhina bonadonai 
- Trichorhina boneti 
- Trichorhina brasilensis 
- Trichorhina buchnerorum 
- Trichorhina caeca 
- Trichorhina donaldsoni 
- Trichorhina giannellii 
- Trichorhina guanophila 
- Trichorhina heterophthalma 
- Trichorhina hoestlandti 
- Trichorhina hospes 
- Trichorhina isthmica 
- Trichorhina kribensis 
- Trichorhina lobata 
- Trichorhina macrophthalma 
- Trichorhina macrops 
- Trichorhina mariani 
- Trichorhina micros 
- Trichorhina minima 
- Trichorhina minutissima 
- Trichorhina mulaiki 
- Trichorhina pallida 
- Trichorhina papillosa 
- Trichorhina paraensis 
- Trichorhina pearsei 
- Trichorhina pittieri 
- Trichorhina quisquiliarum 
- Trichorhina sicula 
- Trichorhina silvestrii 
- Trichorhina simoni 
- Trichorhina squamapleotelsona 
- Trichorhina squamata 
- Trichorhina thermophila 
- Trichorhina tomentosa 
- Trichorhina triocellata 
- Trichorhina triocis 
- Trichorhina tropicalis 
- Trichorhina vandeli 
- Trichorhina xoltumae 
- Trichorhina zimapanensis 
- Tricyphoniscus bureschi 
- Tridentella acheronae 
- Tridentella benguela 
- Tridentella brandtae 
- Tridentella cornuta 
- Tridentella glutacantha 
- Tridentella japonica 
- Tridentella laevicephalax 
- Tridentella memikat 
- Tridentella namibia 
- Tridentella ornamenta 
- Tridentella ornata 
- Tridentella quinicornis 
- Tridentella recava 
- Tridentella rosemariae 
- Tridentella saxicola 
- Tridentella sculpturata 
- Tridentella takedai 
- Tridentella tangeroae 
- Tridentella tanimbar 
- Tridentella virginiana 
- Tridentella vitae 
- Tridentodillo squamosus 
- Trisopodoniscus abyssorum 
- Tristenium acutirostrum 
- Tristenium bourboni 
- Tristenium euchirum 
- Tristenium fractum 
- Tristenium longicorne 
- Tristenium proximum 
- Tristenium rotundatum 
- Tristenium temae 
- Tritracheodillo spatulatus 
- Tritracheoniscus cerrutii 
- Troglarmadillidium beieri 
- Troglarmadillidium gavdense 
- Troglarmadillidium halophilum 
- Troglarmadillidium machadoi 
- Troglarmadillidium myrmicidarum 
- Troglarmadillidium stygium 
- Troglarmadillo cavernae 
- Trogleubelum tenebrarum 
- Troglocylisticus cyrnensis 
- Troglocyphoniscus absoloni 
- Troglocyphoniscus osellai 
- Troglocyphoniscus remyi 
- Troglodillo emarginatus 
- Troglodillo rotundatus 
- Trogloianiropsis lloberai 
- Troglonethes aurouxi 
- Troglophiloscia belizensis 
- Troglophiloscia laevis 
- Troglophiloscia silvestrii 
- Tropicana minuta 
- Tropicocellio pallidus 
- Tropiscia flagellata 
- Tuberarcturus belgicae 
- Tuberarcturus cactiformis 
- Tuberarcturus drygalskii 
- Tuberarcturus fungifer 
- Tuberarcturus pallidoculus 
- Tuberillo celebensis 
- Tuberillo jubatus 
- Tura albipennis 
- Tura angusta 
- Tura candida 
- Tura inquilina 
- Tura laticauda 
- Tura mesopotamica 
- Tura nigromaculata 
- Tura testacea 
- Turanoniscus anacanthotermitis 
- Turcolana adaliae 
- Turcolana cariae 
- Turcolana pamphyliae 
- Turcolana reichi 
- Turcolana rhodica 
- Turcolana smyrnae 
- Turcolana steinitzi 
- Turkonethes albus 
- Turkonethes solifugus 
- Tylokepon bonnieri 
- Tylokepon micippae 
- Tylokepon naxiae 
- Tylos africanus 
- Tylos albidus 
- Tylos australis 
- Tylos capensis 
- Tylos chilensis 
- Tylos cilicius 
- Tylos europaeus 
- Tylos exiguus 
- Tylos granulatus 
- Tylos granuliferus 
- Tylos latreillei 
- Tylos maindronii 
- Tylos marcuzzii 
- Tylos minor 
- Tylos neozelanicus 
- Tylos niveus 
- Tylos nudulus 
- Tylos ochri 
- Tylos opercularis 
- Tylos ponticus 
- Tylos punctatus 
- Tylos sardous 
- Tylos spinulosus 
- Tylos tantabiddy 
- Tylos wegeneri 
- Typhlarmadillidium kratochvili 
- Typhlarmadillidium ruffoi 
- Typhlarmadillidium trebinjanum 
- Typhlocirolana buxtoni 
- Typhlocirolana fontis 
- Typhlocirolana gurneyi 
- Typhlocirolana haouzensis 
- Typhlocirolana ichkeuli 
- Typhlocirolana leptura 
- Typhlocirolana margalefi 
- Typhlocirolana moraguesi 
- Typhlocirolana rifana 
- Typhloligidium coecum 
- Typhloligidium karabijajlae 
- Typhlotricholigioides aquaticus 
- Tytthocope beddardi 
- Tytthocope cariacensis 
- Tytthocope laktionovi 
- Tytthocope megalura 
- Tytthocope neupokoevi 
- Tytthocope pygmaea 
- Tytthocope sulcifrons

## U
Uenasellus iyoensis 
- Ulakanthura colac 
- Ulakanthura cooma 
- Ulakanthura crassicornis 
- Ulakanthura lara 
- Ulakanthura marlee 
- Ulakanthura namoo 
- Ulakanthura wanda 
- Uluguroscia austroafricana 
- Uluguroscia inflata 
- Uluguroscia madagascariensis 
- Uluguroscia montana 
- Uluguroscia obscura 
- Uluguroscia pohli 
- Uluguroscia pugionifera 
- Uluguroscia vandammei 
- Upogebione bidigitatus 
- Upogebione ovalis 
- Upogebione phuketensis 
- Upogebione tropica 
- Upogebiophilus rhadames 
- Uramba brunnea 
- Uramba charina 
- Uramba maculata 
- Uramba marginalis 
- Uramba mus 
- Uramba pruinosa 
- Uramba somala 
- Uramba triangulifera 
- Uramphisopus pearsoni 
- Urias spinosus 
- Urobopyrus processae 
- Uromunna acarina 
- Uromunna biloba 
- Uromunna brevicornis 
- Uromunna cananeia 
- Uromunna deodata 
- Uromunna hayesi 
- Uromunna humei 
- Uromunna nana 
- Uromunna peterseni 
- Uromunna petiti 
- Uromunna phillipi 
- Uromunna powelli 
- Uromunna reynoldsi 
- Uromunna samariensis 
- Uromunna santaluciae 
- Uromunna schauinslandi 
- Uromunna serricauda 
- Uromunna sheltoni 
- Uromunna ubiquita 
- Utopioniscus kuehni

## V
Vanamea symmetrica 
- Vandeloniscellus bulgaricus 
- Vandelophiloscia pfaui 
- Vanhoeffenura bicornis 
- Vanhoeffenura birsteini 
- Vanhoeffenura caribbea 
- Vanhoeffenura challengeri 
- Vanhoeffenura chelata 
- Vanhoeffenura eltaniae 
- Vanhoeffenura fragilis 
- Vanhoeffenura georgei 
- Vanhoeffenura gordonae 
- Vanhoeffenura kermadecensis 
- Vanhoeffenura moskalevi 
- Vanhoeffenura myriamae 
- Vanhoeffenura novaezelandiae 
- Vanhoeffenura pulchra 
- Vanhoeffenura robustissima 
- Vanhoeffenura scotia 
- Vanhoeffenura symmetrica 
- Vanhoeffenura torbeni 
- Vanhoeffenura unicornalis 
- Vardaroniscus tetraceratus 
- Veenribbel 
- Vemathambema argentinensis 
- Vemathambema elongata 
- Venezillo aenigma 
- Venezillo aguayoi 
- Venezillo alberti 
- Venezillo albescens 
- Venezillo albus 
- Venezillo alticola 
- Venezillo apacheus 
- Venezillo arizonicus 
- Venezillo articulatus 
- Venezillo beebei 
- Venezillo bellavistanus 
- Venezillo berlandi 
- Venezillo bituberculatus 
- Venezillo bolivianus 
- Venezillo boneti 
- Venezillo boninensis 
- Venezillo booneae 
- Venezillo brevipalma 
- Venezillo brevispinis 
- Venezillo cacahuampilensis 
- Venezillo californicus 
- Venezillo canariensis 
- Venezillo castor 
- Venezillo celsicauda 
- Venezillo chamberlini 
- Venezillo chiapensis 
- Venezillo colomboi 
- Venezillo coloratus 
- Venezillo congener 
- Venezillo crassus 
- Venezillo culebrae 
- Venezillo daitoensis 
- Venezillo disjunctus 
- Venezillo dollfusi 
- Venezillo dugesi 
- Venezillo dumorum 
- Venezillo elegans 
- Venezillo festivus 
- Venezillo fillolae 
- Venezillo flavescens 
- Venezillo furcatus 
- Venezillo galapagoensis 
- Venezillo gigas 
- Venezillo glomus 
- Venezillo gordoniensis 
- Venezillo grenadensis 
- Venezillo hendersoni 
- Venezillo herscheli 
- Venezillo hypsinephes 
- Venezillo jamaicensis 
- Venezillo kaokoensis 
- Venezillo kogmani 
- Venezillo lacustris 
- Venezillo lepidus 
- Venezillo limenites 
- Venezillo lineatus 
- Venezillo llamasi 
- Venezillo longipes 
- Venezillo longispinis 
- Venezillo longispinus 
- Venezillo macrodens 
- Venezillo macrosoma 
- Venezillo meiringi 
- Venezillo mexicanus 
- Venezillo microphthalmus 
- Venezillo mineri 
- Venezillo mixtus 
- Venezillo moneaguensis 
- Venezillo montagui 
- Venezillo multipunctatus 
- Venezillo natalensis 
- Venezillo nebulosus 
- Venezillo nevadensis 
- Venezillo nigricans 
- Venezillo nigrorufus 
- Venezillo oaxacanus 
- Venezillo orbicularis 
- Venezillo orosioi 
- Venezillo orphanus 
- Venezillo ovampoensis 
- Venezillo pachytos 
- Venezillo parvus 
- Venezillo perlatus 
- Venezillo phylax 
- Venezillo pilula 
- Venezillo pisum 
- Venezillo pleogoniphorus 
- Venezillo polythele 
- Venezillo pongolae 
- Venezillo pruinosus 
- Venezillo pseudoparvus 
- Venezillo pumilus 
- Venezillo pusillus 
- Venezillo quadrimaculatus 
- Venezillo ramsdeni 
- Venezillo rubropunctatus 
- Venezillo rufescens 
- Venezillo saldanhae 
- Venezillo sanchezi 
- Venezillo scaberrimus 
- Venezillo schultzei 
- Venezillo shuriensis 
- Venezillo silvarum 
- Venezillo silvicola 
- Venezillo soleiformis 
- Venezillo soyatlanensis 
- Venezillo steenbrasi 
- Venezillo tanneri 
- Venezillo tradouwi 
- Venezillo trifolium 
- Venezillo truncorum 
- Venezillo tuberosus 
- Venezillo tugelae 
- Venezillo venustus 
- Venezillo verrucosus 
- Venezillo vincentis 
- Venezillo viticolus 
- Venezillo walkeri 
- Venezillo watsoni 
- Venezillo wheeleri 
- Venezillo yaeyamanus 
- Venezillo yonaguniensis 
- Venezillo zigzag 
- Venezillo zwartbergensis 
- Vermectias caudiculata 
- Vermectias nelladanae 
- Virganthura crassa

## W
Wahrbergia sarasini 
- Waiteolana gibbera 
- Waiteolana rugosa 
- Waiteolana tuberculata 
- Whoia angusta 
- Whoia dumbshafensis 
- Whoia variabilis 
- Whoia victoriensis 
- Wijnrood pissebedje 
- Wit drieoogje

## X
Xanthion spadix 
- Xenanthura bacescui 
- Xenanthura brevitelson 
- Xenanthura conchae 
- Xenanthura linearis 
- Xenanthura orientalis 
- Xenanthura sinaica 
- Xenanthura ulawa 
- Xenanthura victoriae 
- Xenarcturus spinulosus 
- Xenosella coxospinosa 
- Xenuraega ptilocera 
- Xeroniscus angusticauda 
- Xeroniscus bicoloratus 
- Xeroniscus brevicaudatus 
- Xeroniscus erythraeus 
- Xeroniscus nogalensis 
- Xeroniscus penicilliger 
- Xeroniscus sulcatus 
- Xeroniscus troglophilus 
- Xeroporcellio pandazisi 
- Xigonus patagoniensis 
- Xiphoniscus mirabilis 
- Xostylus longiflagellatus 
- Xostylus parallelus 
- Xylolana radicicola 
- Xynosphaera colemani

## Y
Yaerikima kartaboana 
- Yucatalana robustispina

## Z
Zebrascia buddelundi 
- Zebrascia longicornis 
- Zebrascia plurimaculata 
- Zeebrems 
- Zeekleipissebedje 
- Zenobianopsis caeca 
- Zenobianopsis rotundicauda 
- Zeuxokoma alphei 
- Zizzygonium magellanensis 
- zoetwaterpissebed
- Zonophryxus dodecapus 
- Zonophryxus grimaldii 
- Zonophryxus quinquedens 
- Zonophryxus retrodens 
- Zonophryxus similis 
- Zonophryxus trilobus 
- Zoromunna setifrons 
- Zulialana coalescens 
- Zuzara curtispina 
- Zuzara digitata 
- Zuzara furcifer 
- Zuzara semipunctata 
- Zuzara venosa 
- Zwartkoppissebed 
- Zwartoogje